# Brassicáceas

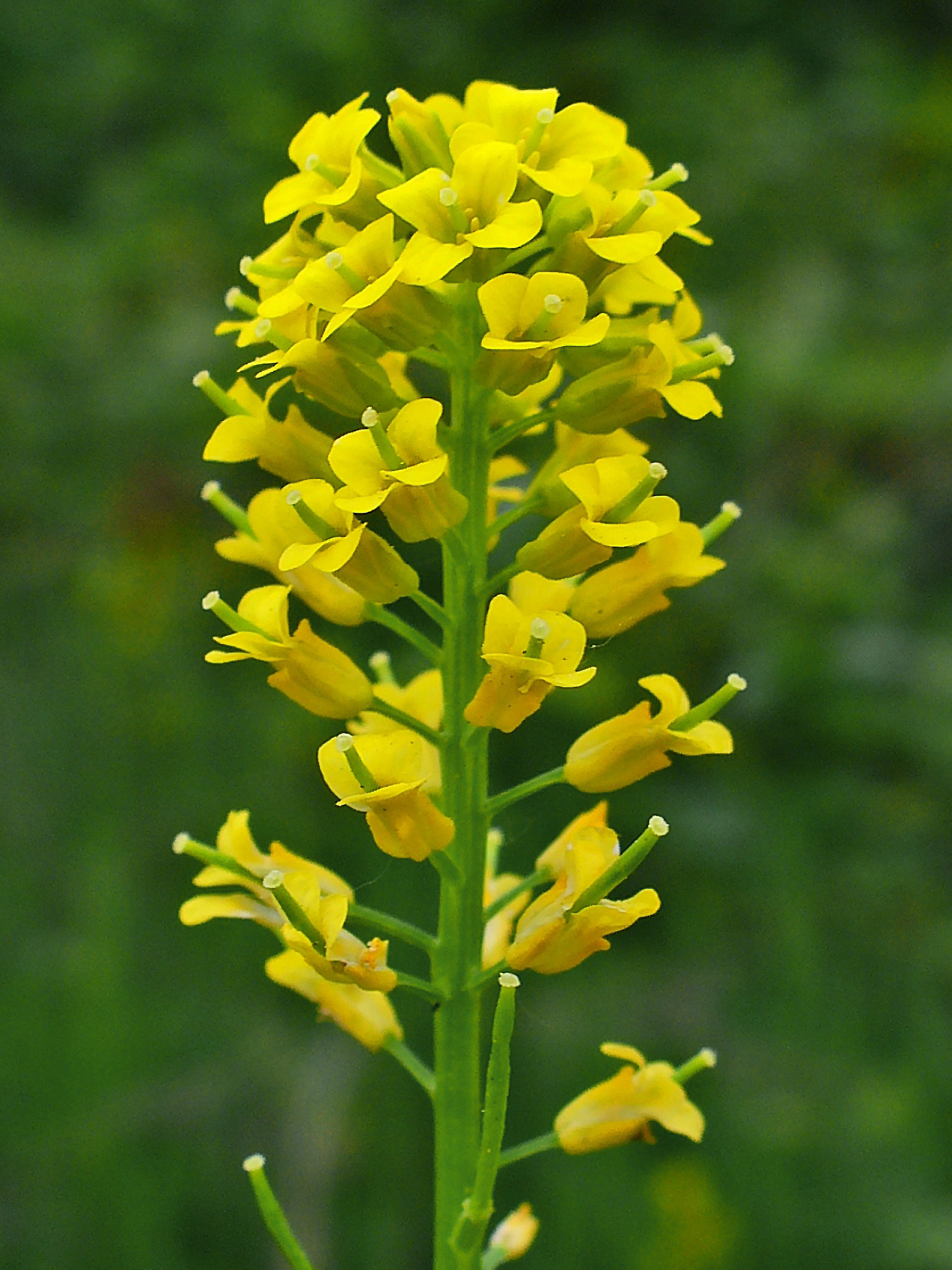
Barbarea vulgaris.

Brassicaceae (ou Cruciferae) é família que agrupa numerosos géneros de plantas herbáceas, algumas das quais com elevada importância económica como hortaliças para a alimentação humana e produção de óleos e gorduras vegetais. A família das brassicáceas (ou, como também eram antes designadas, das crucíferas) agrupa cerca de 365 géneros e mais de 3200 espécies, algumas das quais cultivadas praticamente em todo o mundo. Entre os géneros incluídos destaca-se Brassica, nativo da Europa, que compreende o repolho, a couve e o nabo, e Sinapis, com contém a mostarda.

## Descrição

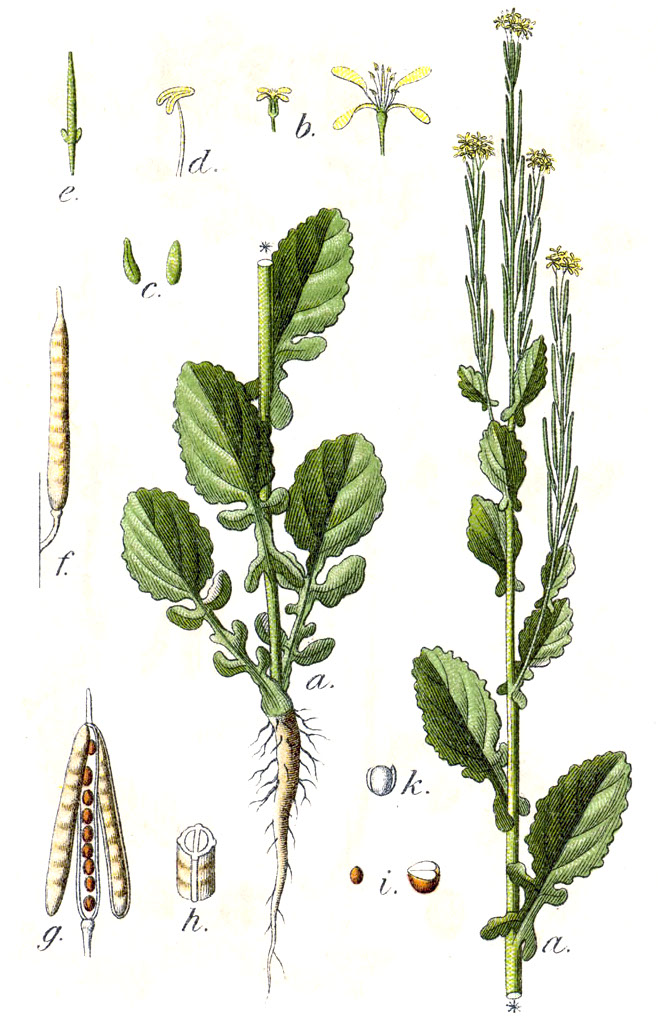
Ilustração de Barbarea stricta.

Diagrama floral de Brassica.

As primeiras espécies da família Brassicaceae conhecidas do registo fóssil datam de há 37 milhões de anos atrás, tendo-se desenvolvido num clima quente e úmido. A maior radiação adaptativa na família ocorreu no Oligoceno, durante um período de arrefecimento climático. Uma duplicação do genoma melhorou a capacidade de adaptação a tais alterações climáticas.

### Hábito e folhas
As espécies pertencentes a esta família são na sua maioria plantas herbáceas anuais, menos frequentemente bienais ou perenes, com seiva aquosa e frequentemente picante, raras vezes sufruticosas. Apenas algumas poucas espécies apresentam lenhificação e assumem a forma de subarbustos perenes (Alyssum spinosum ou a espécie sul-africana Heliophila glauca). A espécie Heliophila scandens é uma das poucas que é do tipo liana. Em geral apresentam a parte subterrânea fusiforme, com raiz central aprumada.
A maioria das espécie apresenta uma filotaxia cujo padrão básico são as folhas alternas, dispostas em hastes erectas, ou em espiral, frequentemente formando uma roseta basal de folhas, caso em que as folhas basais são rosuladas e as caulinares alternas.
As folhas são inteiras ou compostas, não raro pilosas ou cerdosas. A forma e a densidade dos pêlos unicelulares (tricomas) são elementos importantes na identificação das espécies, sendo nalguns casos de cadeia linear, mas podendo apresentar uma multiplicidade de diferentes tipos de ramificação. A base das folhas em geral apresenta aurículas, que em muitos casos circundam o caule. Sem pecíolos ou estípulas.

### Flores, frutos e sementes
As flores são hermafroditas, dialipétalas, com pétalas em cruz, geralmente actinomorfas e com simetria radial, sem brácteas. As Inflorescências em rácemos ou duplo rácemos, corimbos ou umbelas, raramente pleiocásios. A inflorescência geralmente não contém brácteas.
O cálice apresenta 4 sépalas livres, dispostas em dois verticilos dímeros, por vezes com a base ligeiramente gibosa (em geral, apenas duas delas). A corola com um verticilo de 4 pétalas, alternas com as sépalas, por vezes em dois grupos, C 2 + 2. As pétalas são independentes, normalmente livres, de coloração amarela, violácea ou alba, em número de 4, dispostas em forma de cruz, com as sépalas alternadas entre elas. A estrutura da corola é típica, sendo denominada corola crucífera, já que o nome original do grupo, «Cruciferae», deriva do arranjo das quatro pétalas da flor, do qual resulta a forma de uma cruz. Muitas vezes, uma das pétalas é ligeiramente maior do que as outras três. Apenas poucas espécies não apresentam esta característica de tetradinamismo e de simetria radial.
A disposição das flores na inflorescência é ligeiramente zigomeorfa, sendo que em alguns casos a inflorescência assume a função de um pseudanto, especialmente nestas espécies. Um exemplo desse arranjo floral é o género Iberis.
O androceu normalmente com 6 estames, dispostos em dois verticilos: um externo com dois estames curtos, e um interno com 4 estames longos (androceu tetradínamo), com nectários basais. O gineceu com ovário súpero, sincárpico, bicarpelar (quando considerados apenas os dois férteis, pois em geral além desses existem dois estéreis e vestigiais), com 2 ou mais óvulos, geralmente dividido em dois lóculos mediante um septo (também designado dissepimento já que não é  um verdadeiro septo) originado pelo crescimento das placentas. Esta característica é mantida no fruto maduro, originando situações morfológicas que se aproximam do tipo lomento (como é o caso da espécie Lunaria rediviva). O fruto estéril cair folhagem com fruta madura. A caneta é mais ou menos reduzida, e termina em uma ou duas cicatrizes. O estilete é mais ou menos reduzido. O estigma é terminal, bilobado ou capitado. A fórmula floral é a seguinte:
{\displaystyle \ K_{4}\;C_{4}\;A_{2+4}\;G_{\underline {(2+2)}}}
A polinização é principalmente mediada por insectos (entomofilia) ou raramente pelo vento (anemofilia).
Fruto do tipo capsular, de linear a oblongo, deiscente por duas valvas, designados por síliquas (quando sejam pelo menos três vezes mais longos que largos) ou silículas (quando mais atarracadas, podendo ser latisseptas ou angustisseptas, consoante a direcção de abertura na deiscência), por vezes rematados por um bico estéril.
Alguns taxa produzem frutos do tipo lomento, vagens que se quebram quando maduras dividindo-se em pedaços indeiscentes contendo cada fragmento uma única semente. Excepcionalmente, alguns taxa produzem frutos indeiscentes contendo apenas uma semente.
A floração e a produção de sementes sobrepõem-se muitas vezes no tempo, pois enquanto na parte inferior da inflorescências as sementes são produzidas, a floração ainda continua na parte superior da inflorescência.
A quantidade de endosperma contida nas sementes varia muito de espécie para espécie, dependendo da quantidade de sementes e se estas são de pequeno ou médio porte. Alguns géneros, por exemplo, Matthiola e Isatis, produzem sementes aladas. O embrião é sempre bem diferenciado.

#### Bioquímica
Nas Brassicaceae ocorrem células específicas, designadas células mirosínicas, que produzem o enzima mirosinase, uma tioglucosidase, e que contêm elevados teores de glucosinolatos (os típicos glicosídeos da mostarda). A clivagem dos glucosinolatos produz os conhecidos óleos de mostarda (alquil-isotiocianatos), rodanetos (tiocianatos), nitritos e goitrina (oxazolidinetiona, derivado da oxazolidina). O cheiro e sabor típico das couves e dos nabos resulta da presença dos glucosinolatos.
Sementes e folhas de espécies dos gêneros Brassica, Raphanus e Sinapis, e outros, possuem alto teor de ácido erúcico, de valor medicinal e industrial.

### Utilização económica
Algumas espécies são consideradas oleaginosas, a partir das quais se podem extrair óleos vegetais utilizados para fins alimentares ou para produção de biocombustíveis. Entre estas plantas oleaginosas, destaca-se a colza, produtora do óleo de colza (ou óleo canola), muito utilizado na produção de biocombustíveis. Outra planta utilizada para produção de óleo vegetal é a mostarda, de cujas sementes se extrai o óleo de mostarda, usado como condimento em algumas culinárias asiáticas e para fins medicinais e de cosmética.
Diversas espécies são utilizadas como plantas ornamentais. É o caso dos gêneros Brassica, Lobularia (“alisso”) e Cheiranthus (“goivo”) (passíveis de plantio em países de clima tropical), e, em países de clima temperado, Arabis, Capsella, Crambe, Erysimum, Hesperis, Iberis, Isatis, Lunaria e outros.
O pastel (Isatis tinctoria) foi utilizado como planta tintureira.
A espécie Arabidopsis thaliana é considerada um organismo modelo em investigação biológica, sendo utilizado no estudo da fisiologia e genómica das plantas.
Outra característica distintiva das Brassicaceae, incluindo os cultivares mais utilizados de culturas comuns como o repolho, o brócolo e a colza (e possivelmente todas as espécies e variedades de crucíferas), é a emissão para a atmosfera de quantidades apreciáveis de brometo de metilo (bromometano), um gás deletério para o ambiente. A razão dessa emissão não é conhecida, podendo desempenhar funções de defesa da planta ou de sinalização. Em consequência, estas culturas representam uma contribuição significativa para as emissões totais deste gás, estimando-se que cerca de 15% das emissões globais de brometo de metilo se devam a esta família de plantas.

## Taxonomia
O nome de família «Cruciferae» foi criado em 1789 por Antoine-Laurent de Jussieu e publicado em Genera Plantarum. O nome «Brassicaceae» foi criado em 1835 por Gilbert Thomas Burnett e publicado em Outlines of Botany. O género tipo é Brassica L.). Sinónimos de Brassicaceae Burnett são: Cruciferae Juss., nom. cons., Raphanaceae Horan., Stanleyaceae Nutt. e Thlaspiaceae Martinov. Os grupos filogeneticamente mais próximos são as famílias Cleomaceae e Capparaceae.
A família Brassicaceae foi incluída na Brassicales pelo sistema de classificação APG. Em sistemas de classificação anteriores, entre os quais o sistema de classificação de Cronquist, era incluída entre as Capparales, uma ordem a presentemente considerada obsoleta que tinha circunscrição taxonómica similar, embora parafilética.
A família Brassicaceae inclui cerca de 365 géneros e mais de 3200 espécies, com distribuição natural desde as zonas temperadas frias até aos trópicos, sendo um dos grupos taxonómicos com maior cosmopolitismo. A sua região de máxima diversidade está centrada nas regiões temperadas do Hemisfério Norte em torno de uma vasta faixa que se estendo de sudoeste para noroeste desde o Mediterrâneo à Ásia Central, com o máximo em torno dos Himalaias. No Nepal estão assinaladas 94 espécies pertencentes a 38 géneros e na China 102 géneros com 412 espécies, das quais 115 são endemismos regionais.
Desde há muito que os taxonomistas apontam uma relação de parentesco estreita entre as Brassicaceae e a família Capparaceae (alcaparras), em parte porque ambos os grupos produzem compostos de glucosinolato (óleo de mostarda) e devido a um conjunto de semelhanças morfológicas. Por outro lado, os resultados de estudos de biologia molecular demonstraram que as Capparaceae como tradicionalmente circunscritas eram parafiléticas em relação às Brassicaceae, com os género Cleome e alguns outros géneros relacionados sendo filogeneticamente mais próximos das Brassicaceae do que das restantes Capparaceae. Em consequência, o sistema de classificação APG II optou pela fusão das duas famílias em Brassicaceae.  Outras classificações continuaram a reconhecer as Capparaceae, mas com uma circunscrição taxonómica mais restrita, optando alternativamente por incluir o género Cleome e os seus parentes nas Brassicaceae ou por os incluir numa família separada, as Cleomaceae. Recentemente o sistema de classificação APG III adoptou esta última solução, mas tal pode mudar à medida que novos consensos sejam atingidos com base em novos estudos filogenéticos. Neste verbete as Brassicaceae são consideradas sensu stricto, i.e. aceitando as Cleomaceae e as Capparaceae como famílias segregadas:
|  | Capparaceae                                                      |
|  |                                                                  |
|  | \| \| Cleomaceae \| \| \| \| \| \| Brassicaceae s.s. \| \| \| \| |
|  |                                                                  |
|  | Cleomaceae                                                       |
|  |                                                                  |
|  | Brassicaceae s.s.                                                |
|  |                                                                  |

|  | Cleomaceae        |
|  |                   |
|  | Brassicaceae s.s. |
|  |                   |

### Tribos e géneros

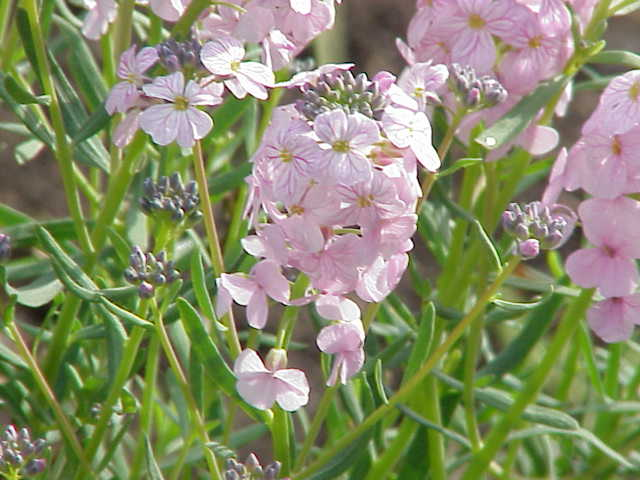
Tribo Aethionemeae: inflorescências de Aethionema grandiflorum

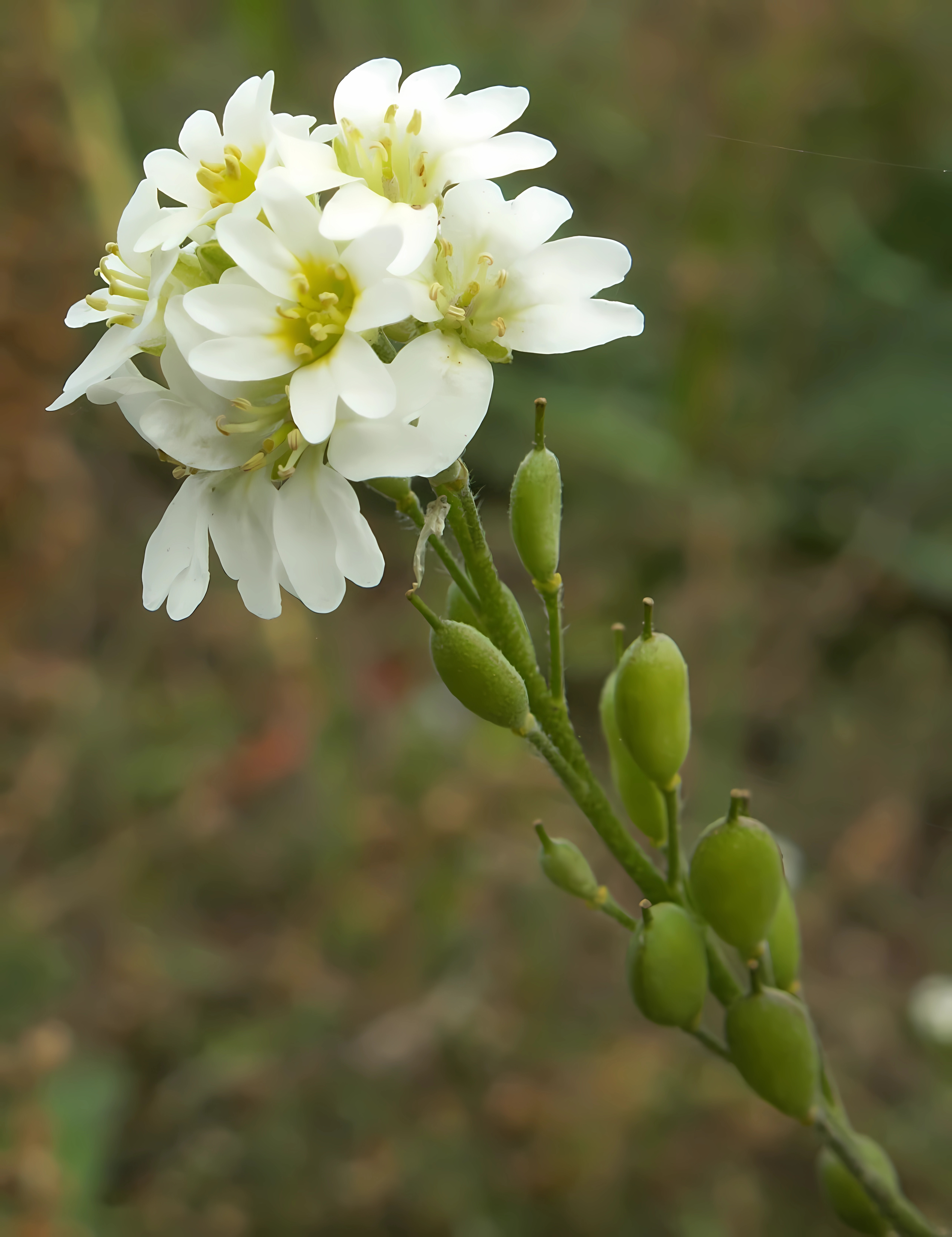
Tribo Alysseae: flores e frutos de Berteroa incana.

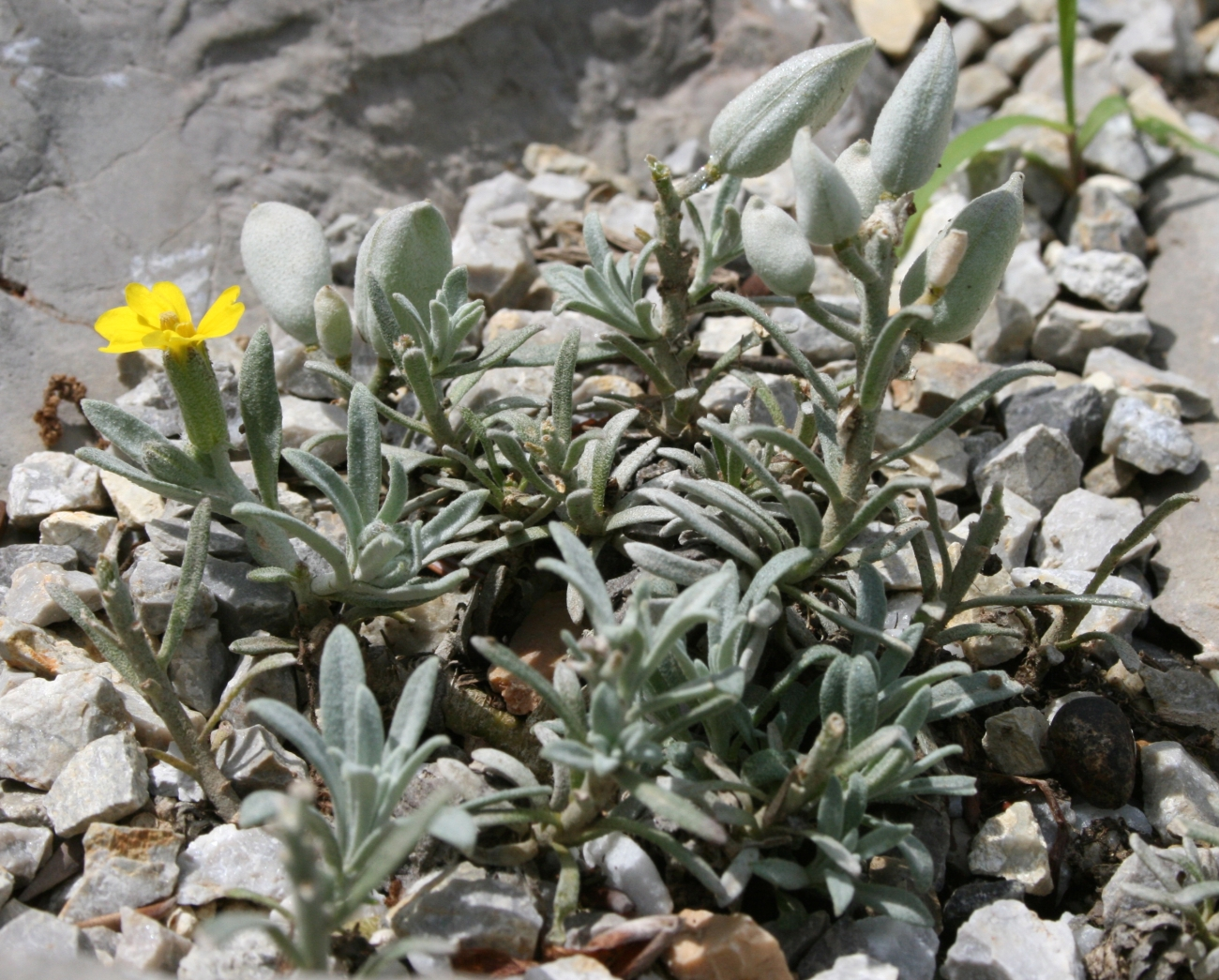
Tribo Alysseae: hábito de Degenia velebitica.

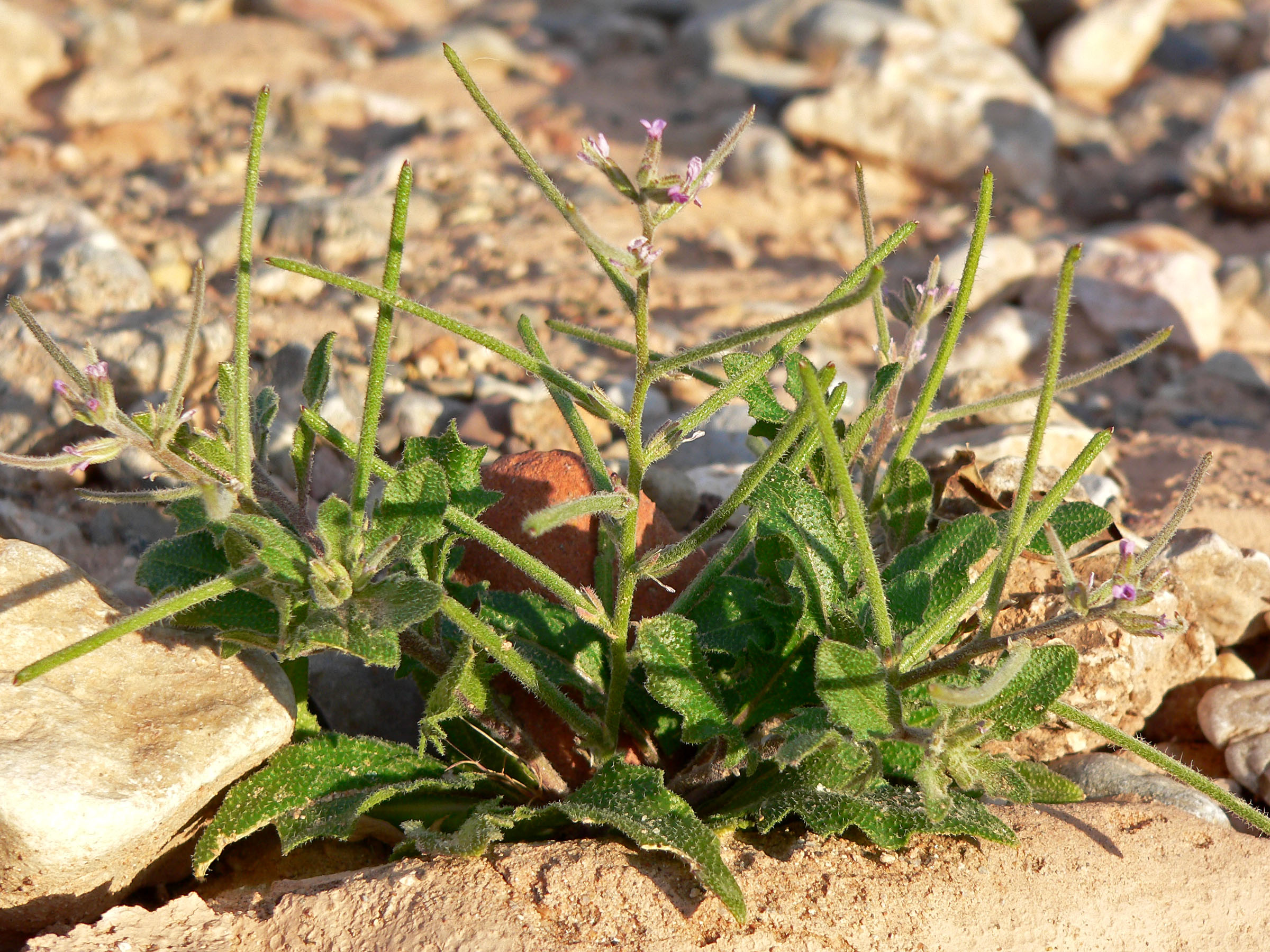
Tribo Anastaticeae: Malcolmia africana.

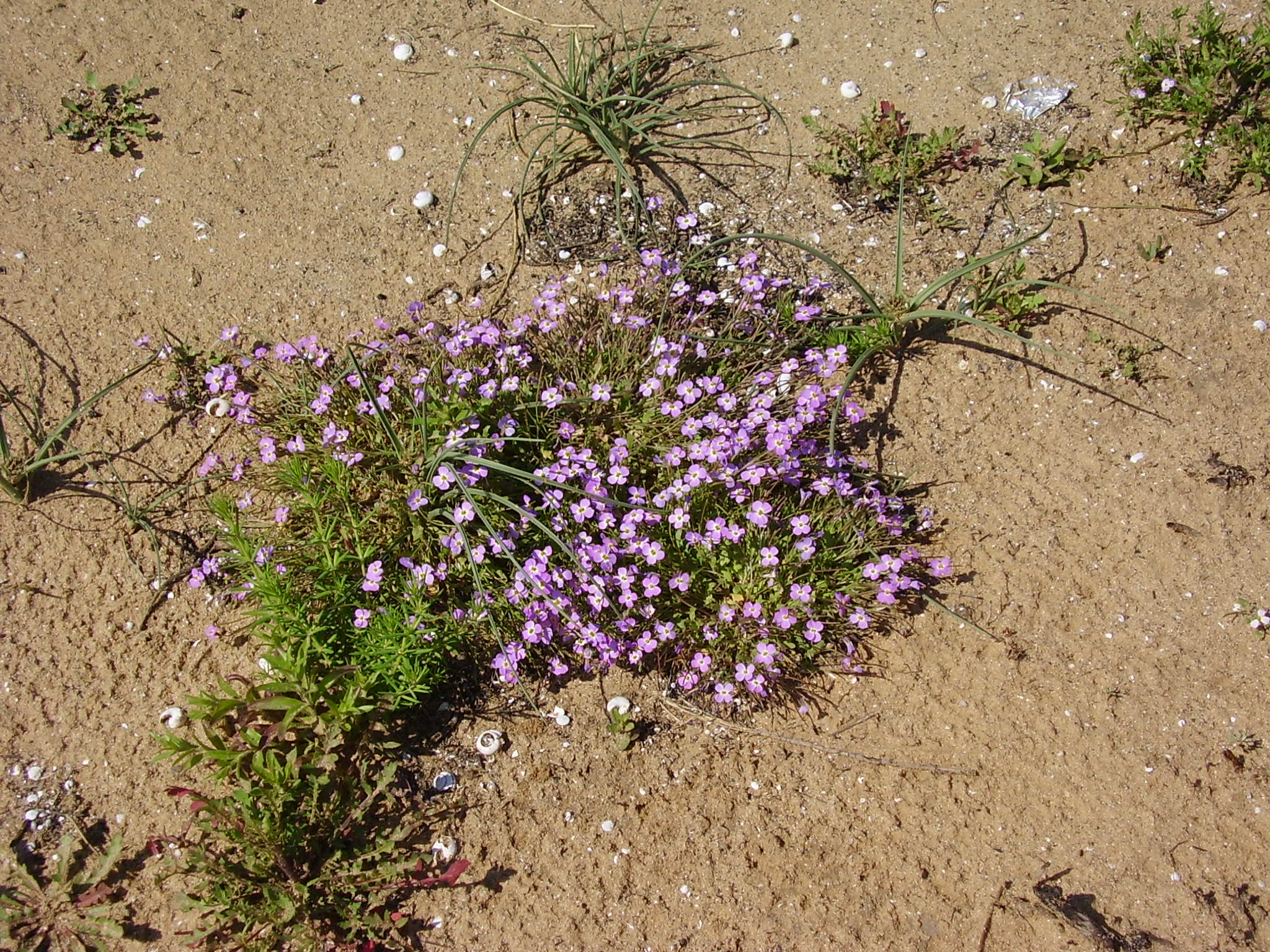
Tribo Anastaticeae: Maresia pulchella.

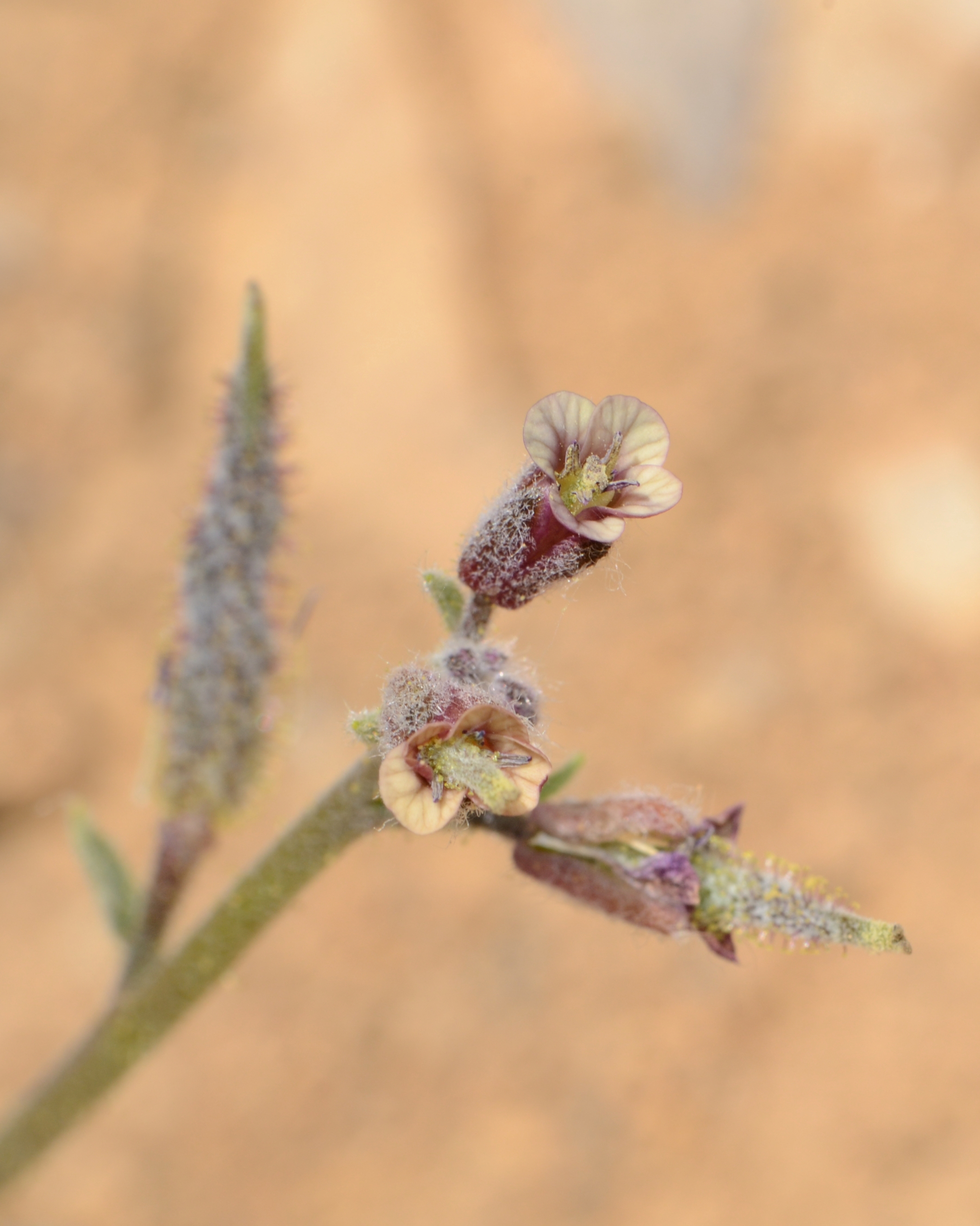
Tribo Anchonieae: inflorescência de Anchonium billardierei.

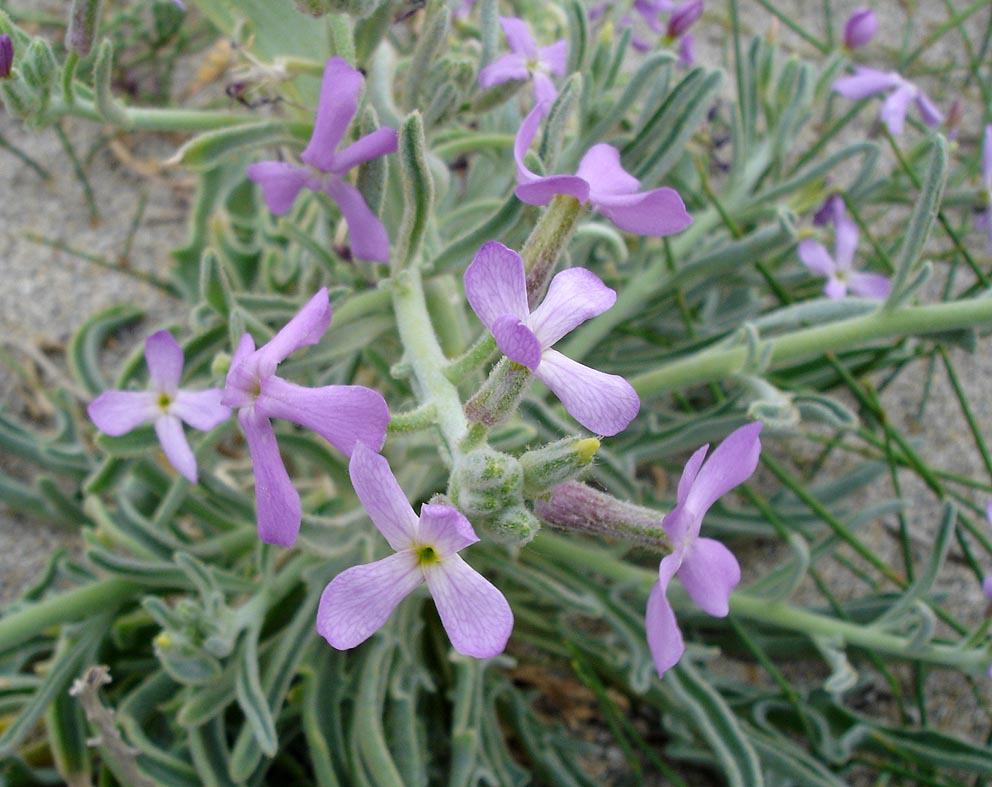
Tribo Anchonieae: Matthiola sinuata.

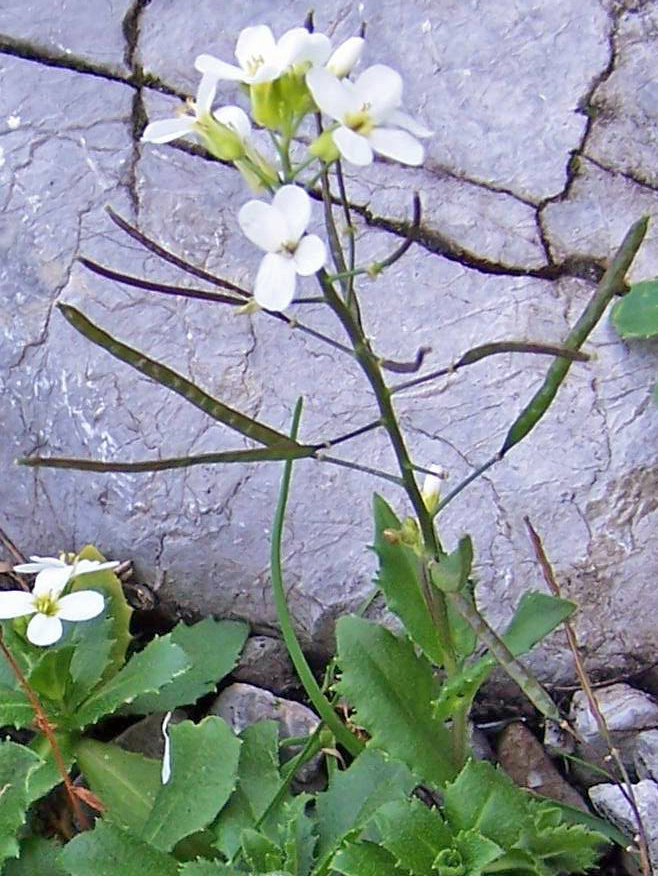
Tribo Arabideae: Arabis alpina.

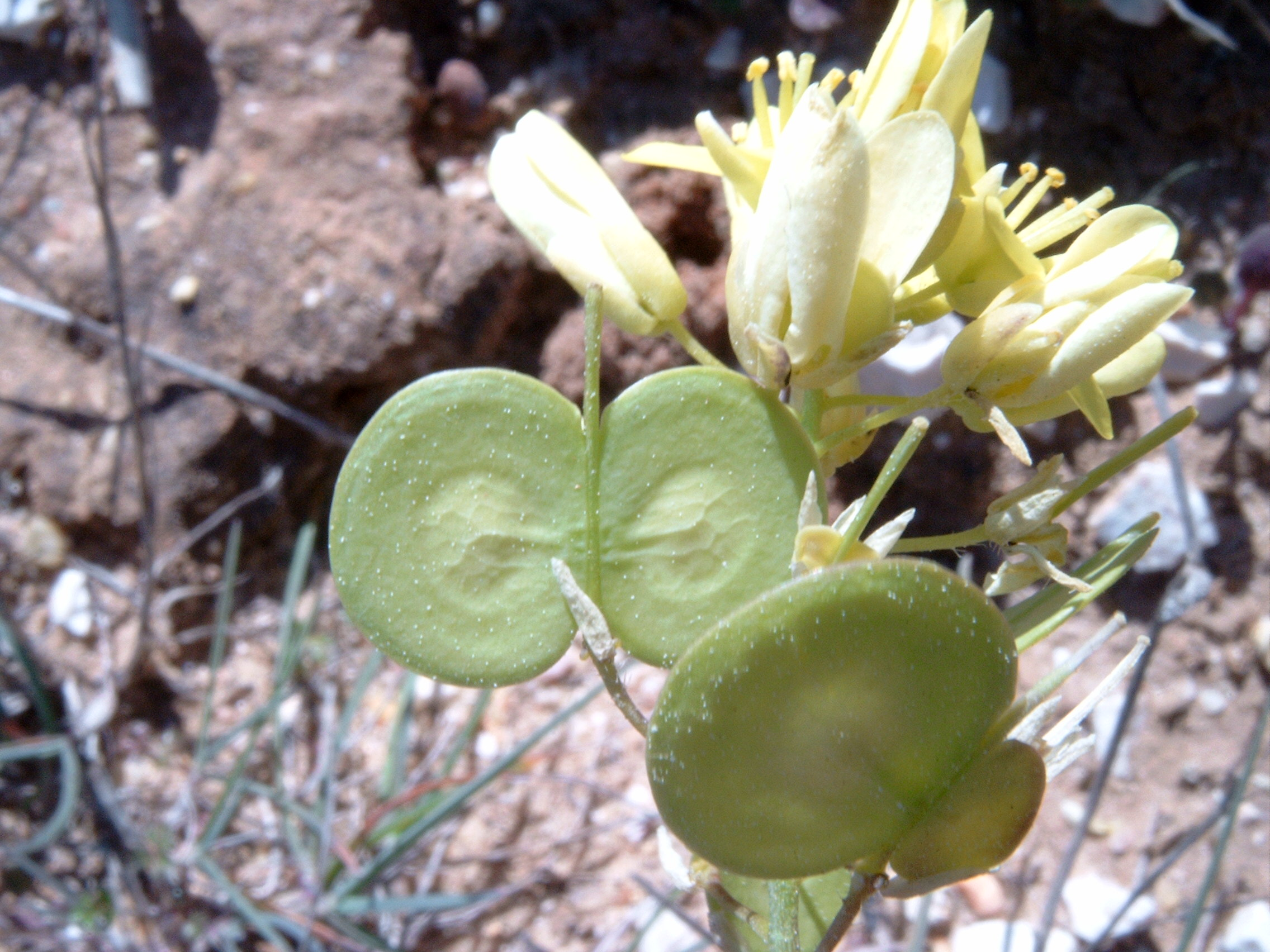
Tribo Biscutelleae: flores e frutos de Biscutella vicentina.

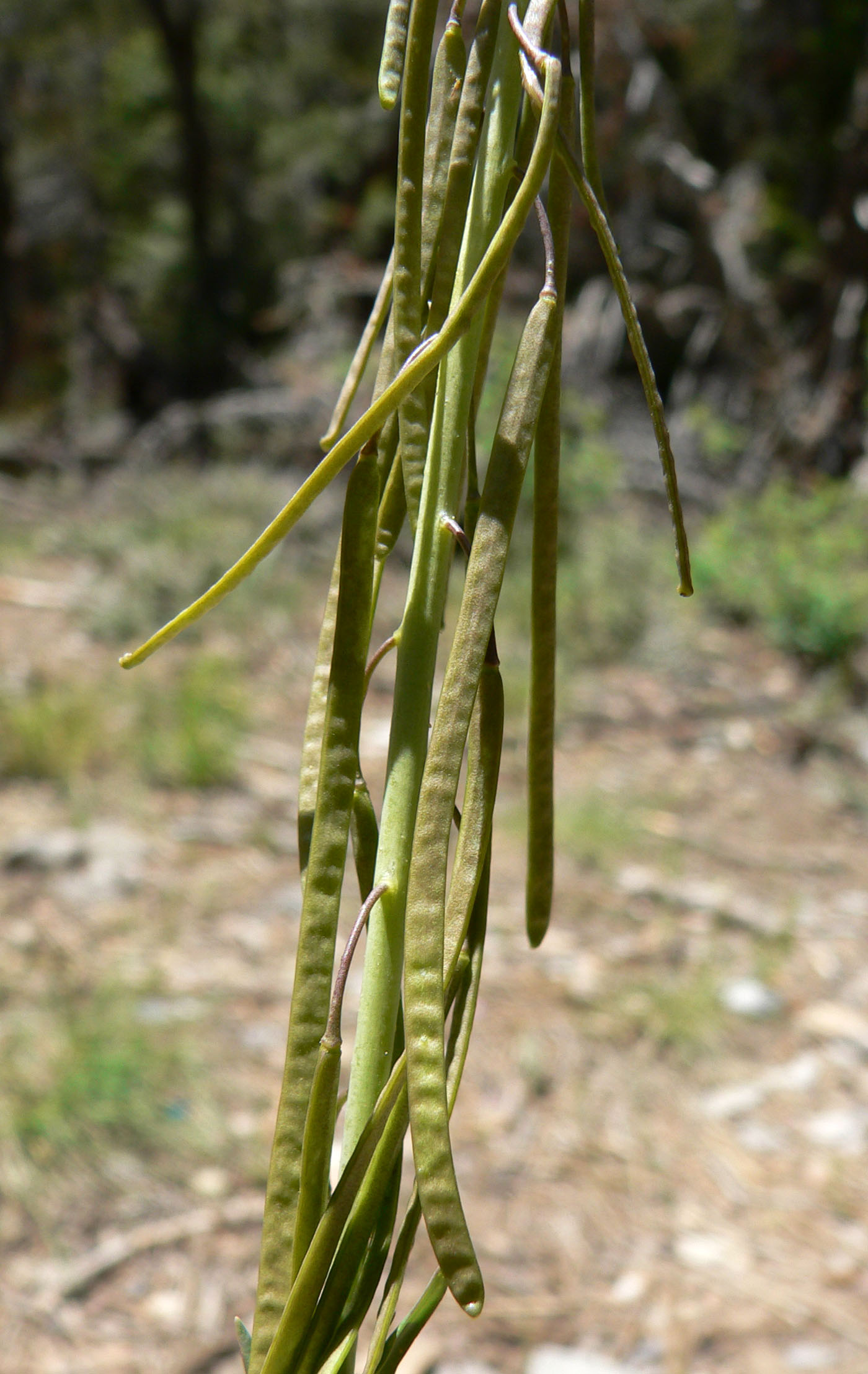
Tribo Boechereae: vagens de Boechera holboellii.

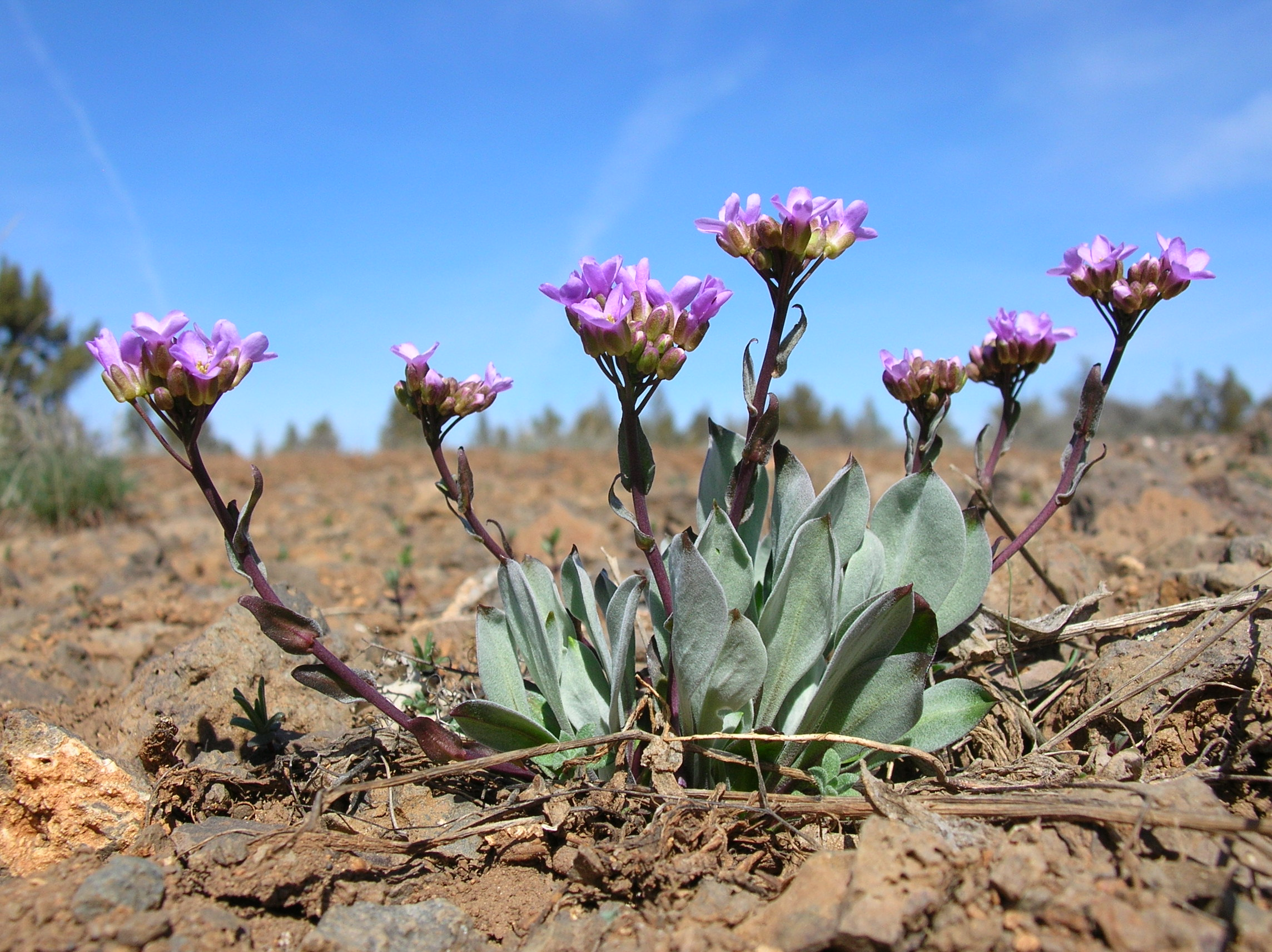
Tribo Boechereae: hábito e inflorescências de Phoenicaulis cheiranthoides.

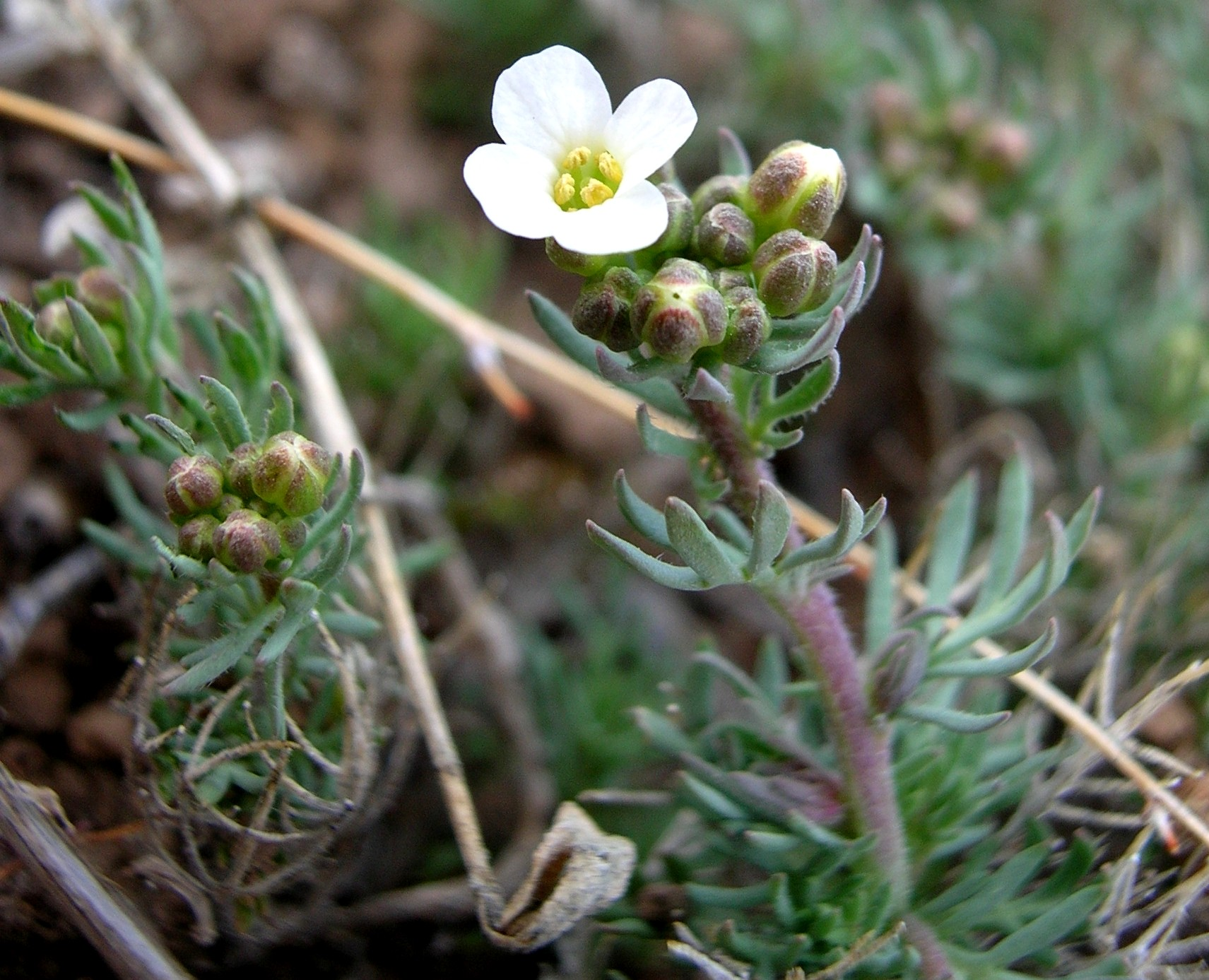
Tribo Boechereae: Polyctenium fremontii var. fremontii.

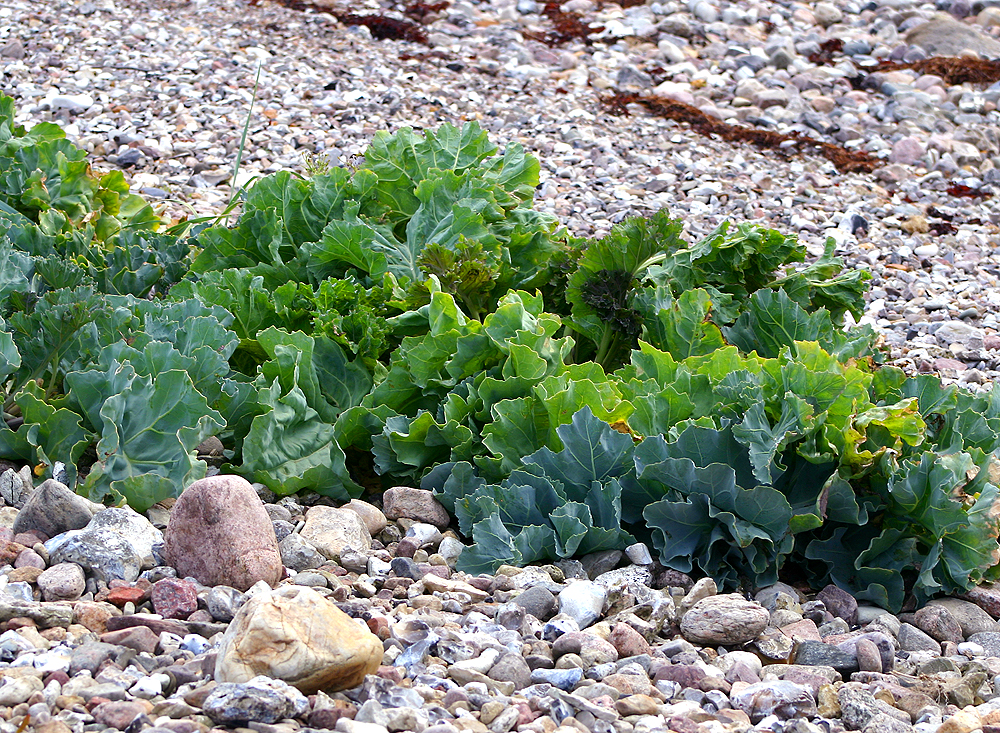
Tribo Brassiceae: Crambe maritima.

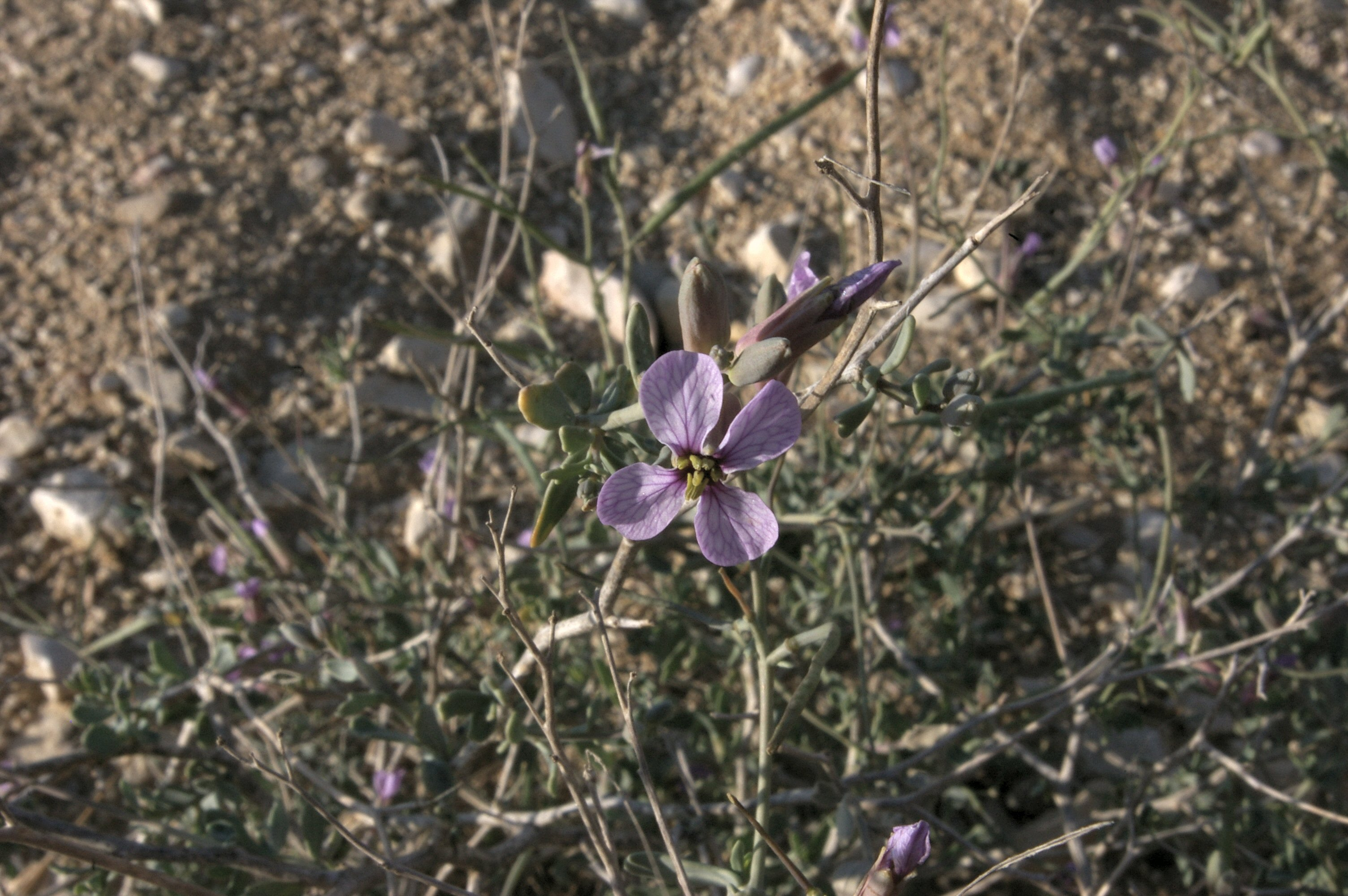
Tribo Brassiceae: Moricandia nitens.

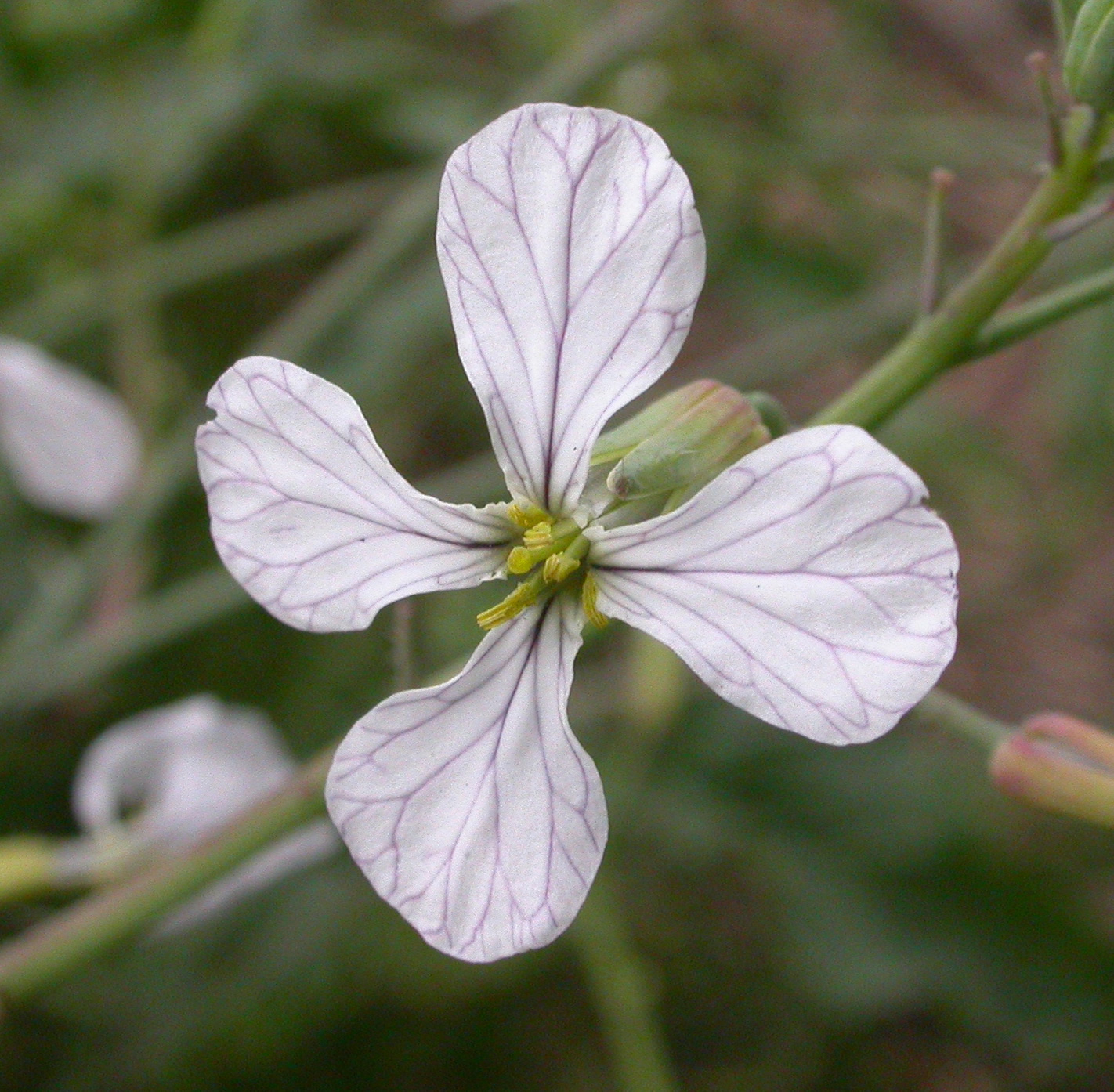
Tribo Brassiceae: Flor de Raphanus sativus.

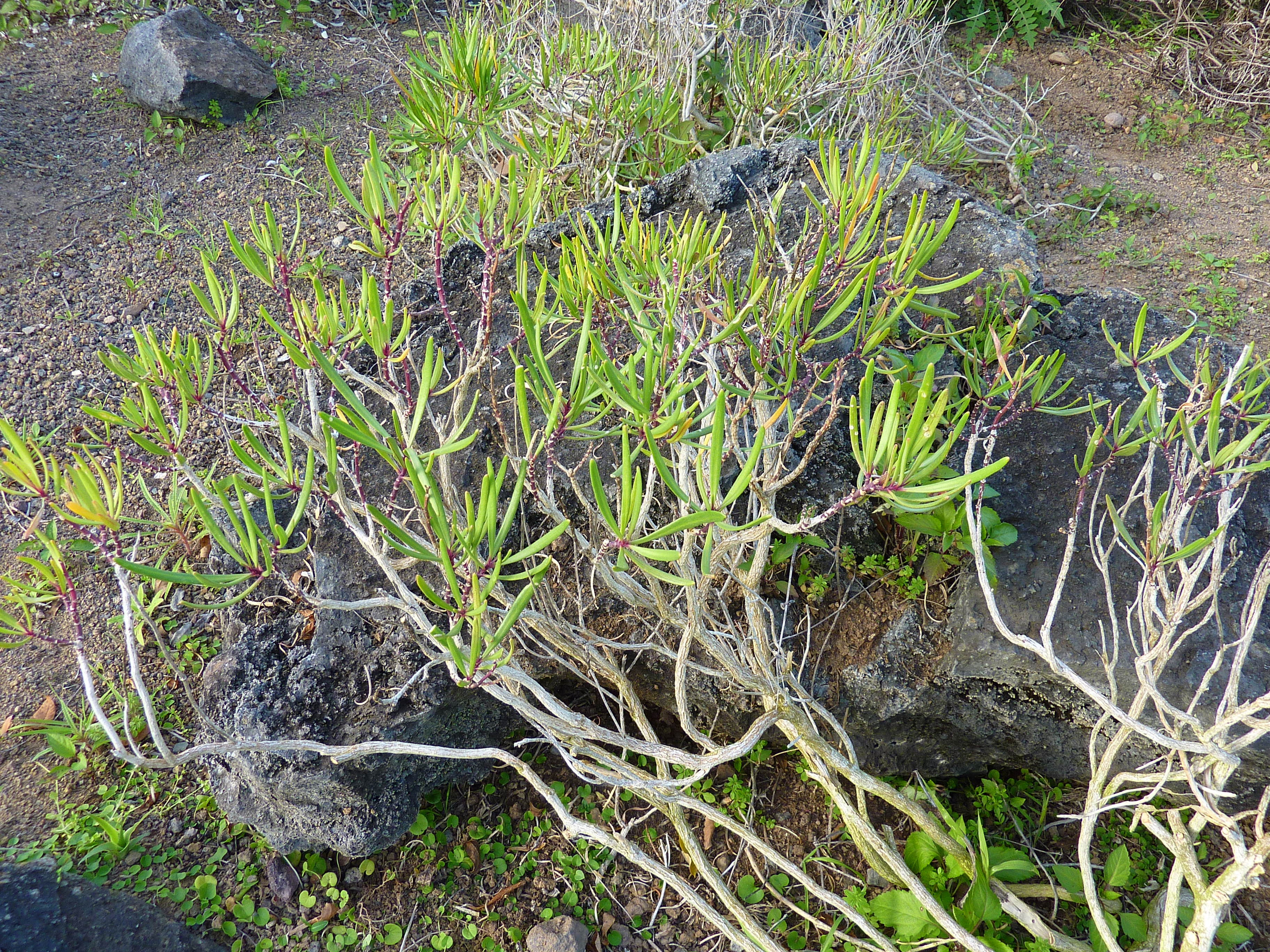
Tribo Brassiceae:Sinapidendron angustifolium.

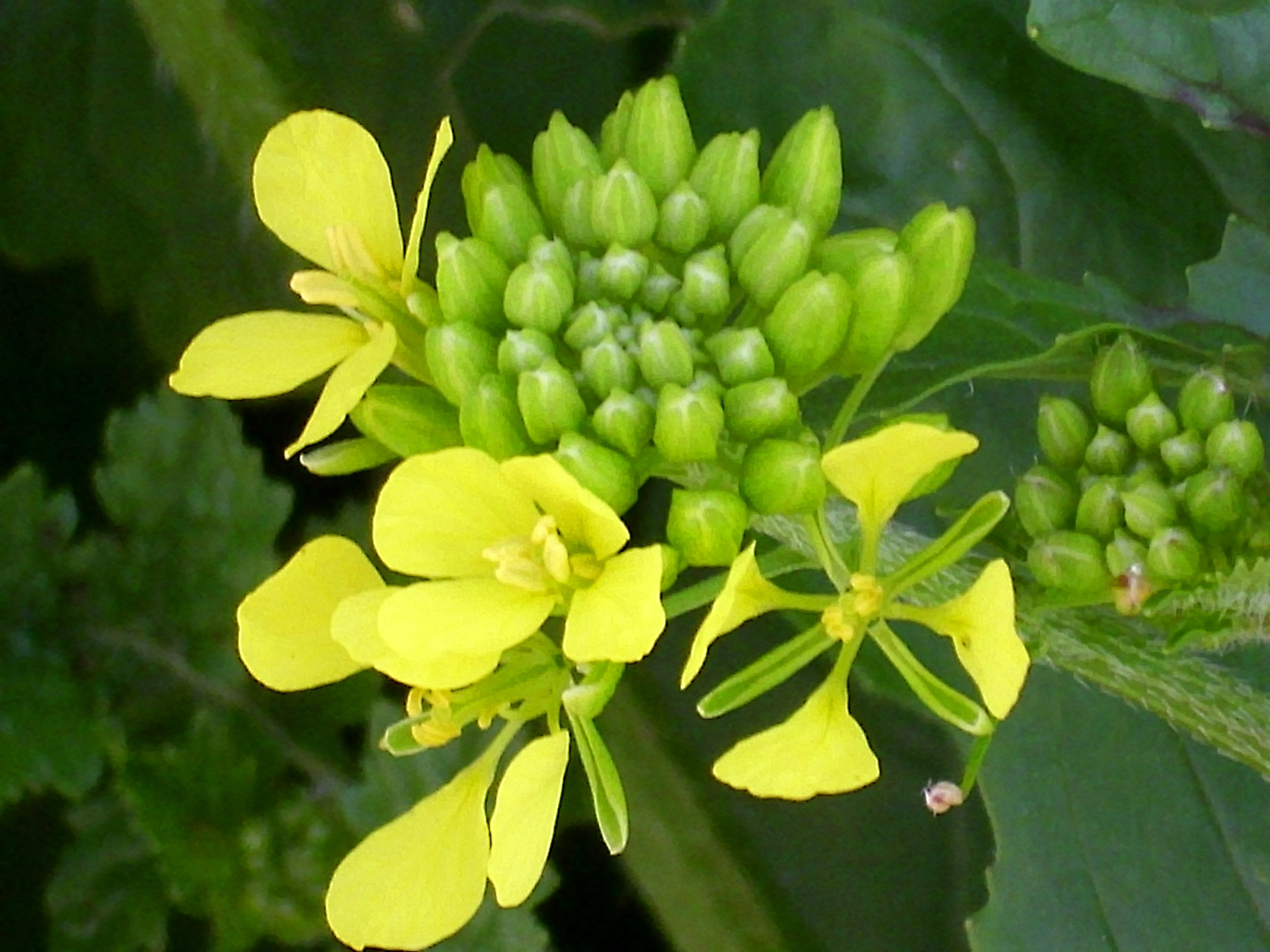
Tribo Brassiceae: inflorescência de Sinapis alba.

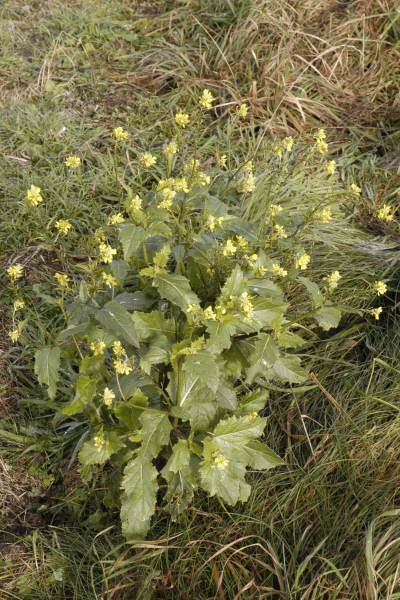
Tribo Brassiceae: Sinapis arvensis.

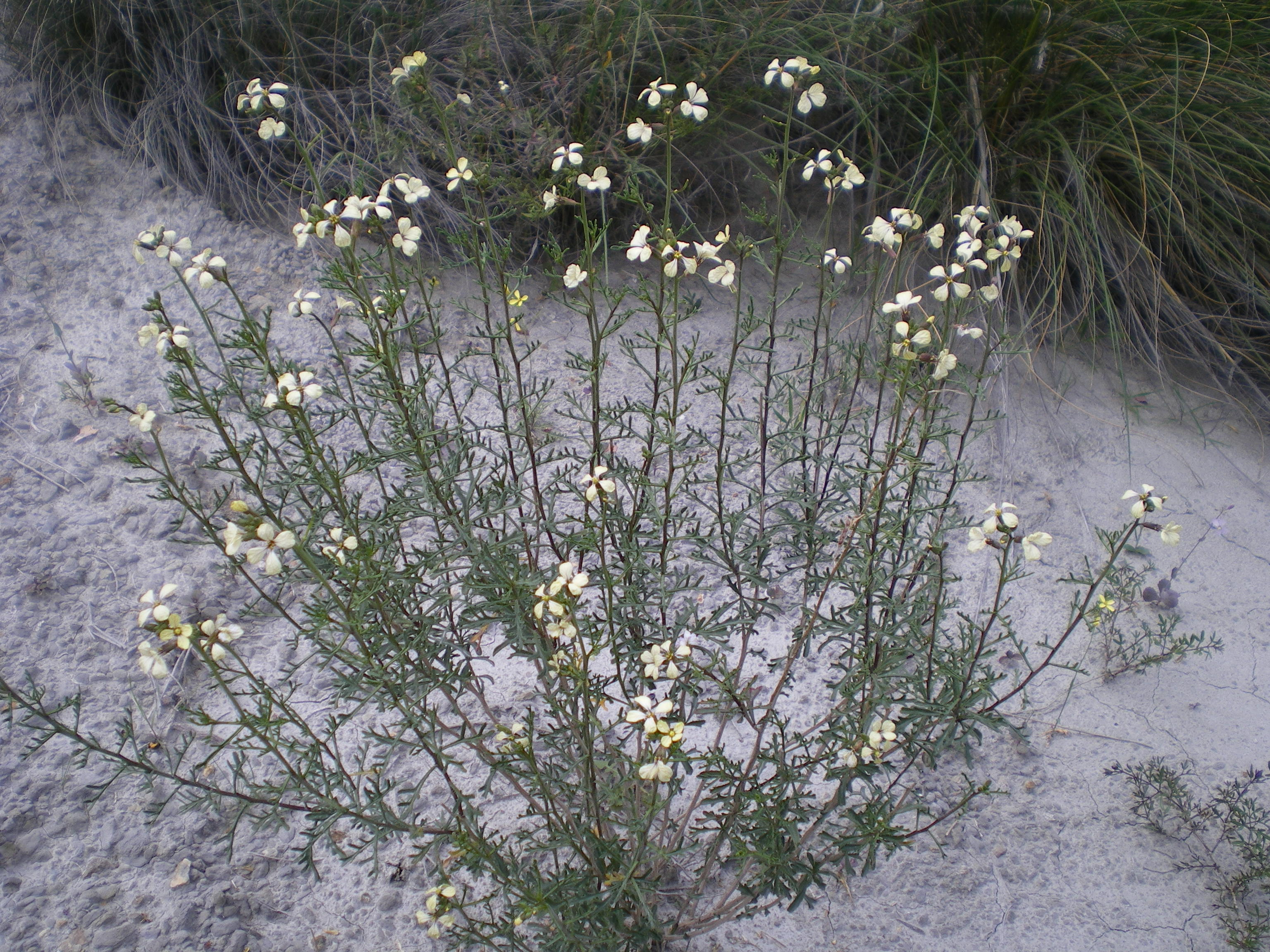
Tribo Brassiceae: Vella bourgaeana.

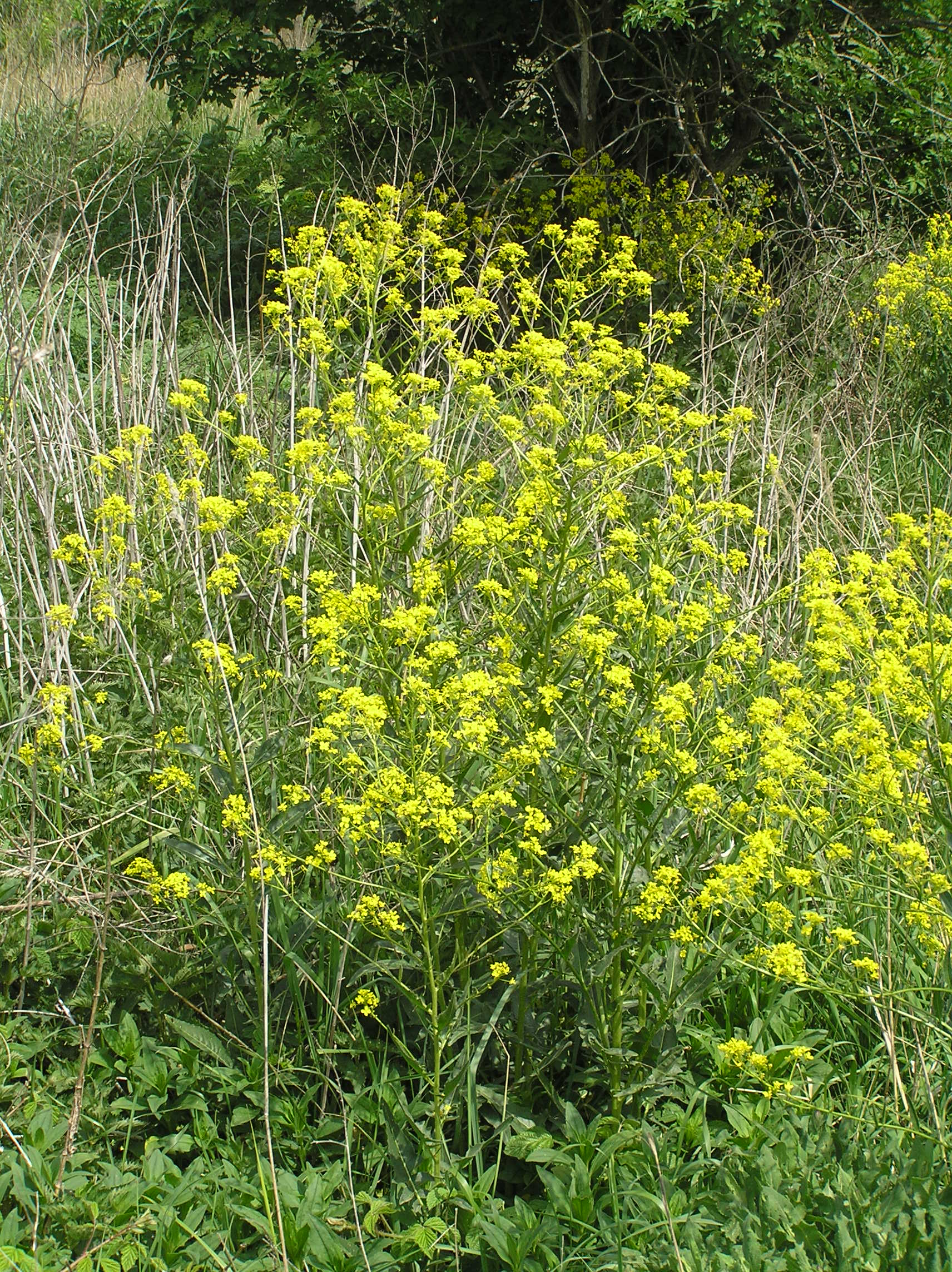
Tribo Buniadeae: Bunias orientalis.

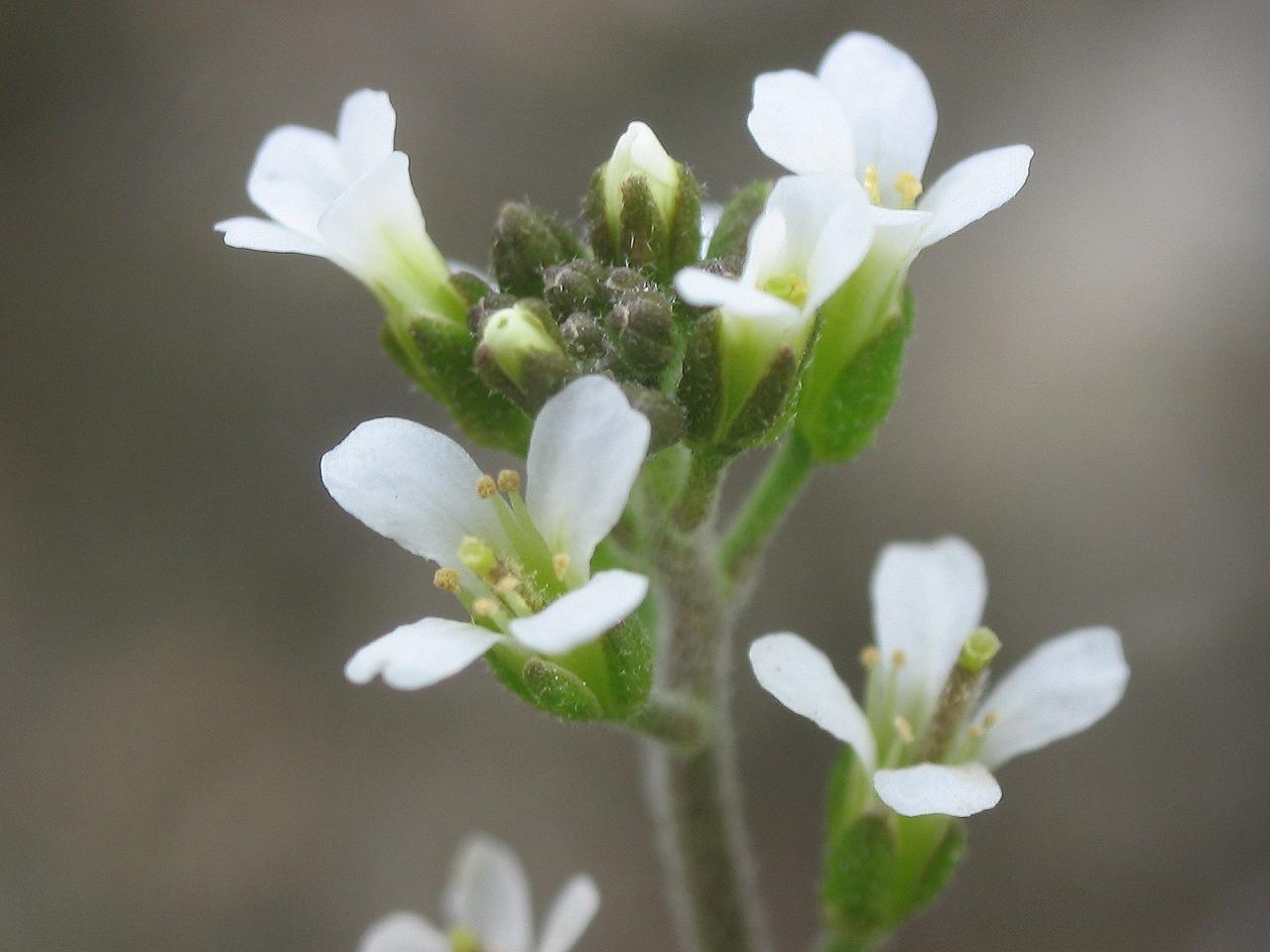
Tribo Camelineae: Inflorescência de Arabidopsis thaliana.

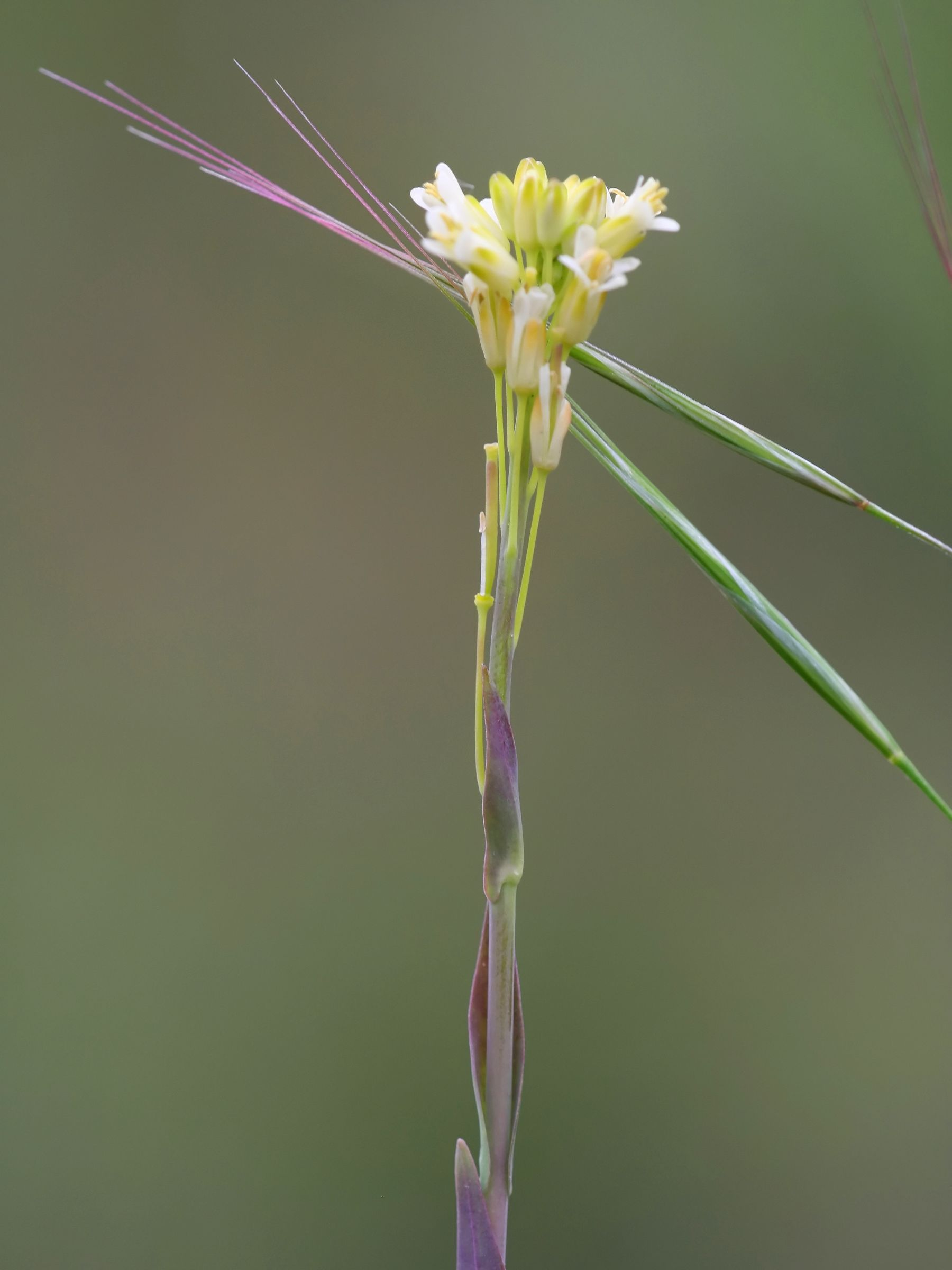
Tribo Camelineae: Inflorescência de Turritis glabra.

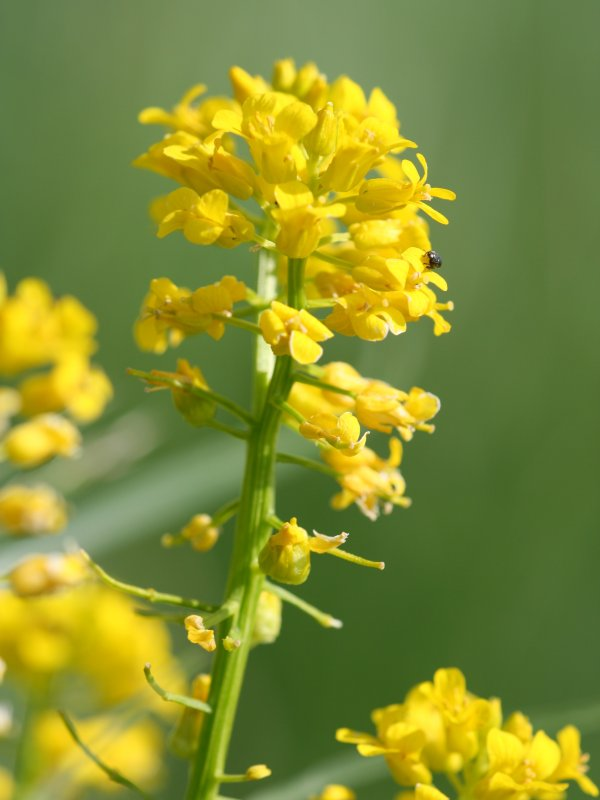
Tribo Cardamineae: Barbarea vulgaris.

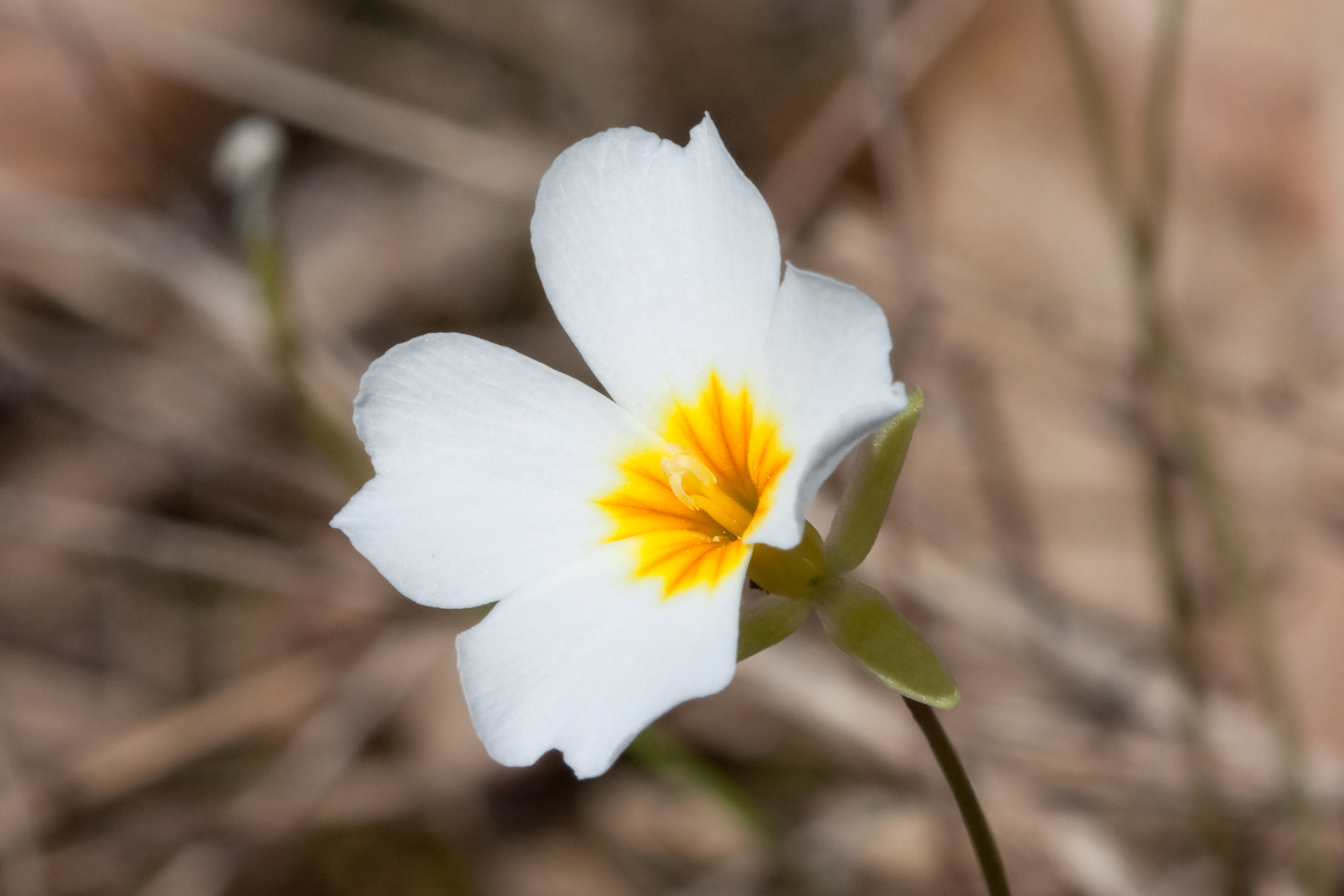
Tribo Cardamineae: flores de Leavenworthia stylosa.

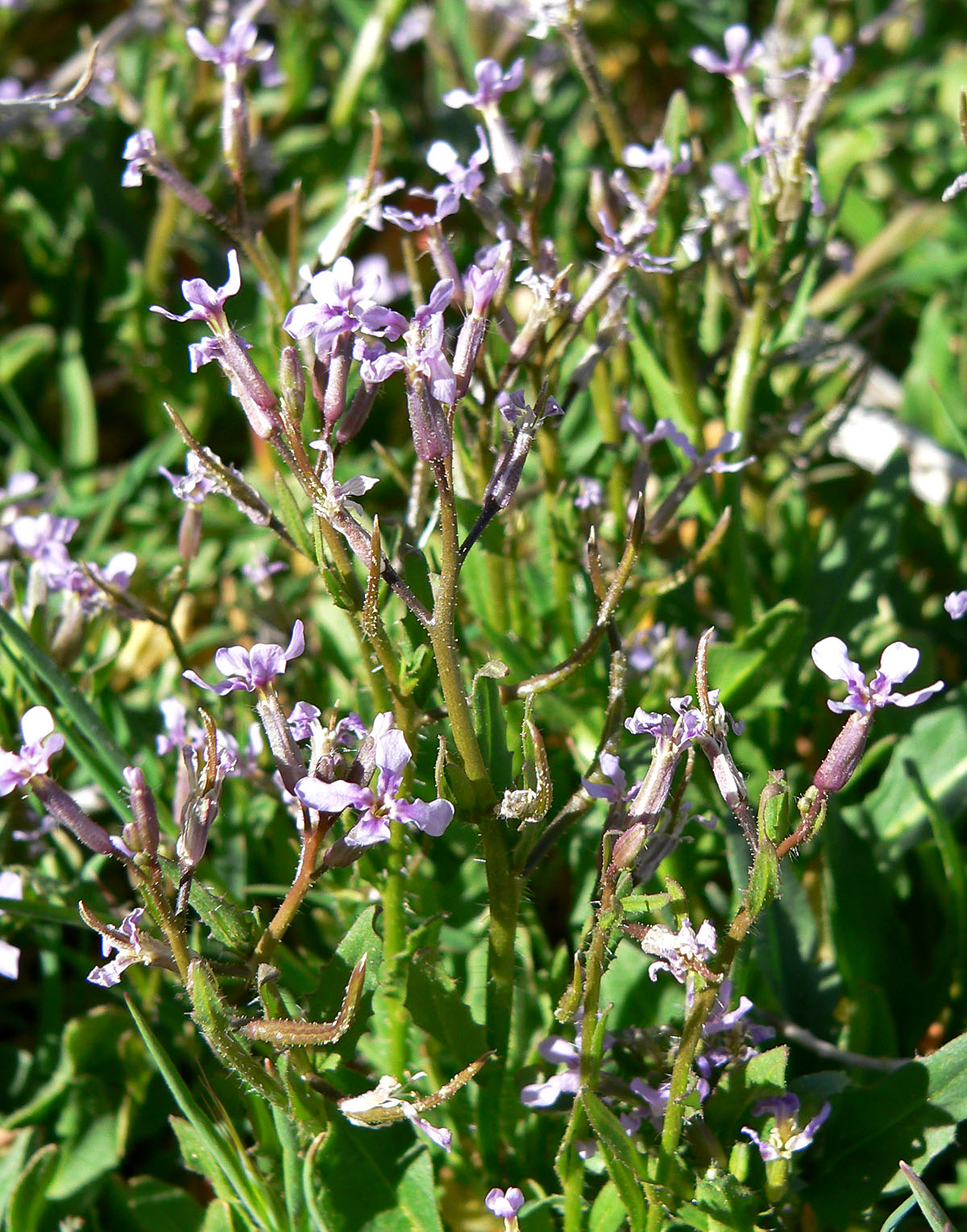
Tribo Chorisporeae: Chorispora tenella.

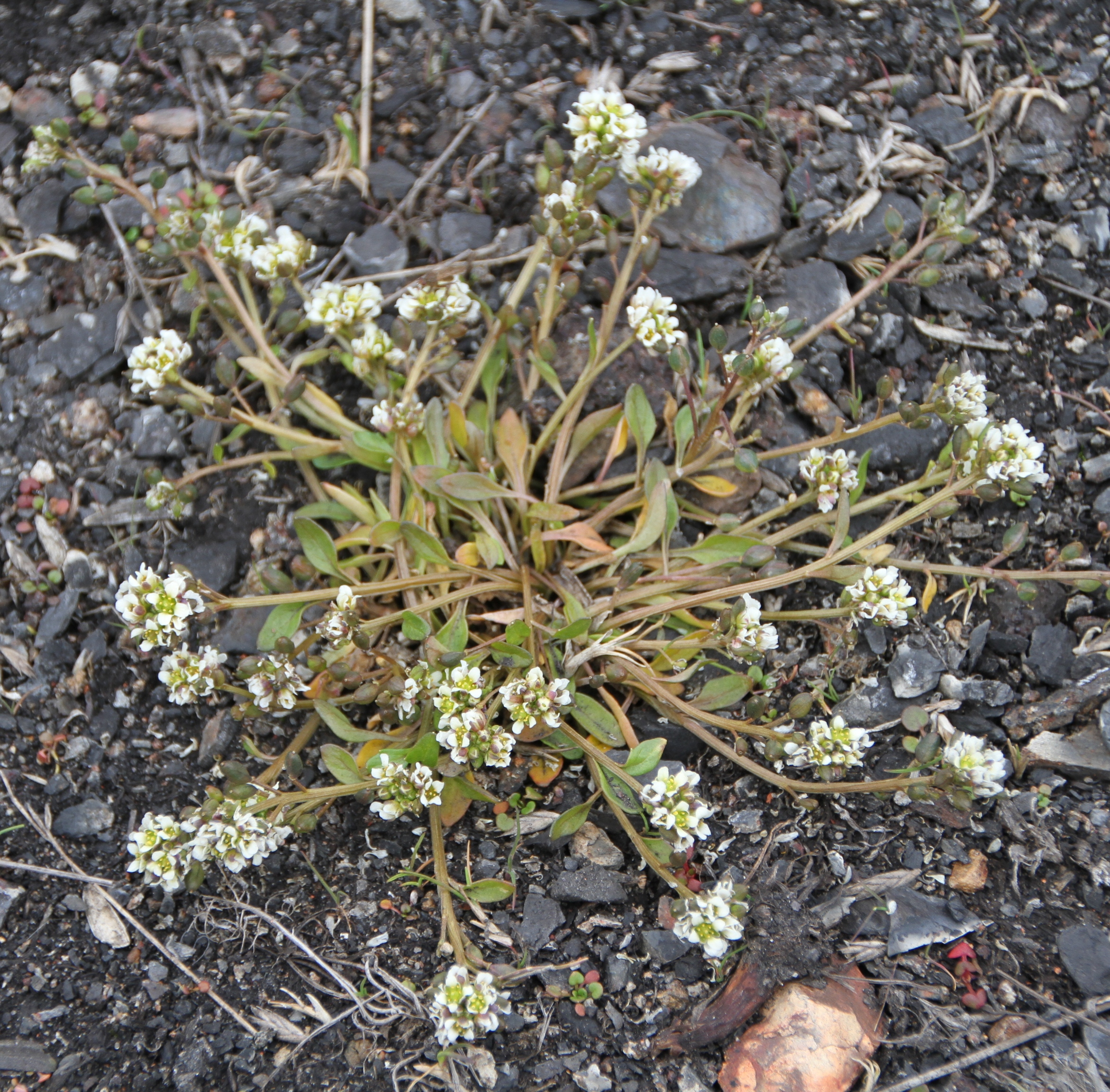
Tribo Cochlearieae: Cochlearia groenlandica.

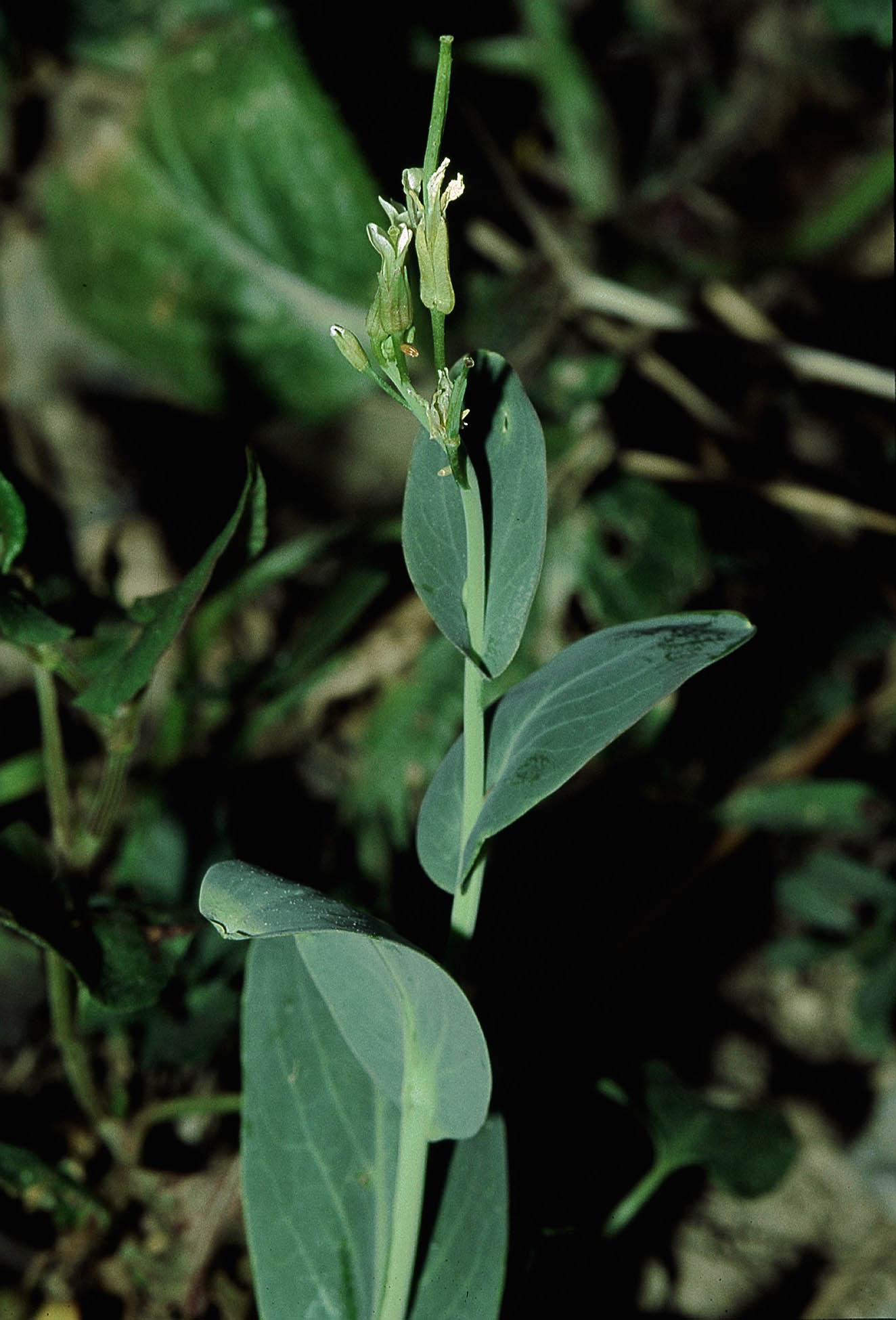
Tribo Conringieae: inflorescência de Conringia orientalis.

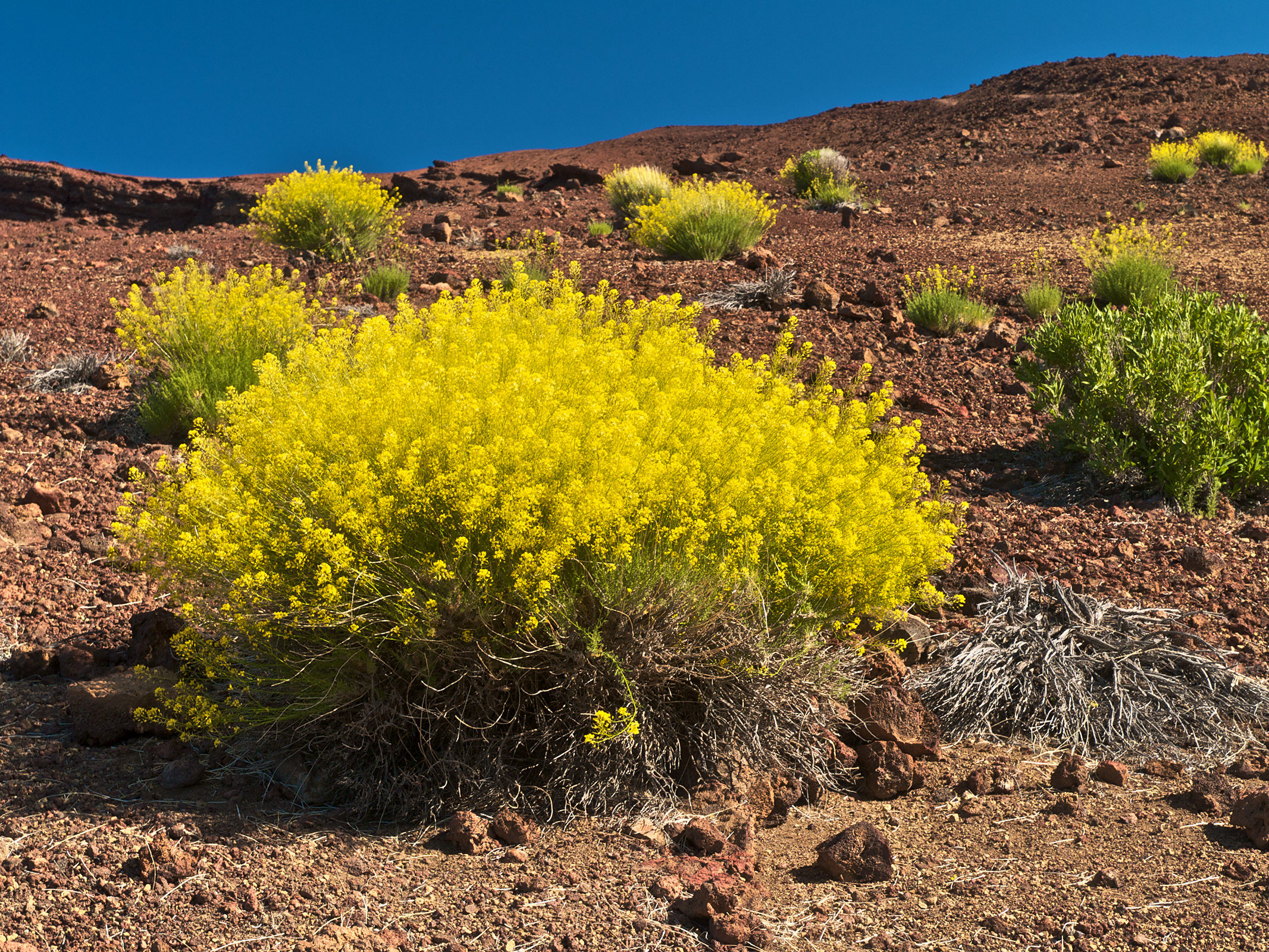
Tribo Descurainieae: Descurainia bourgaeana.

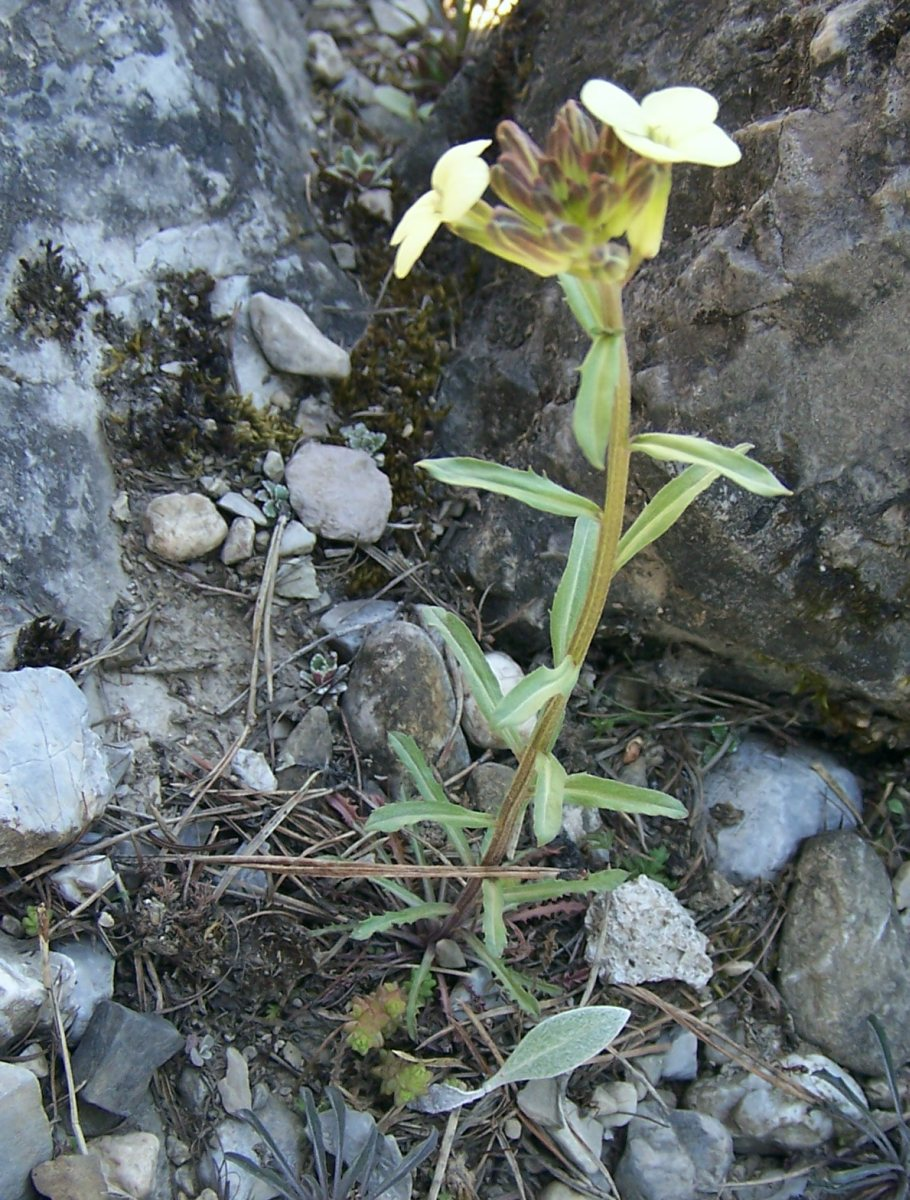
Tribo Erysimeae: Erysimum witmannii.

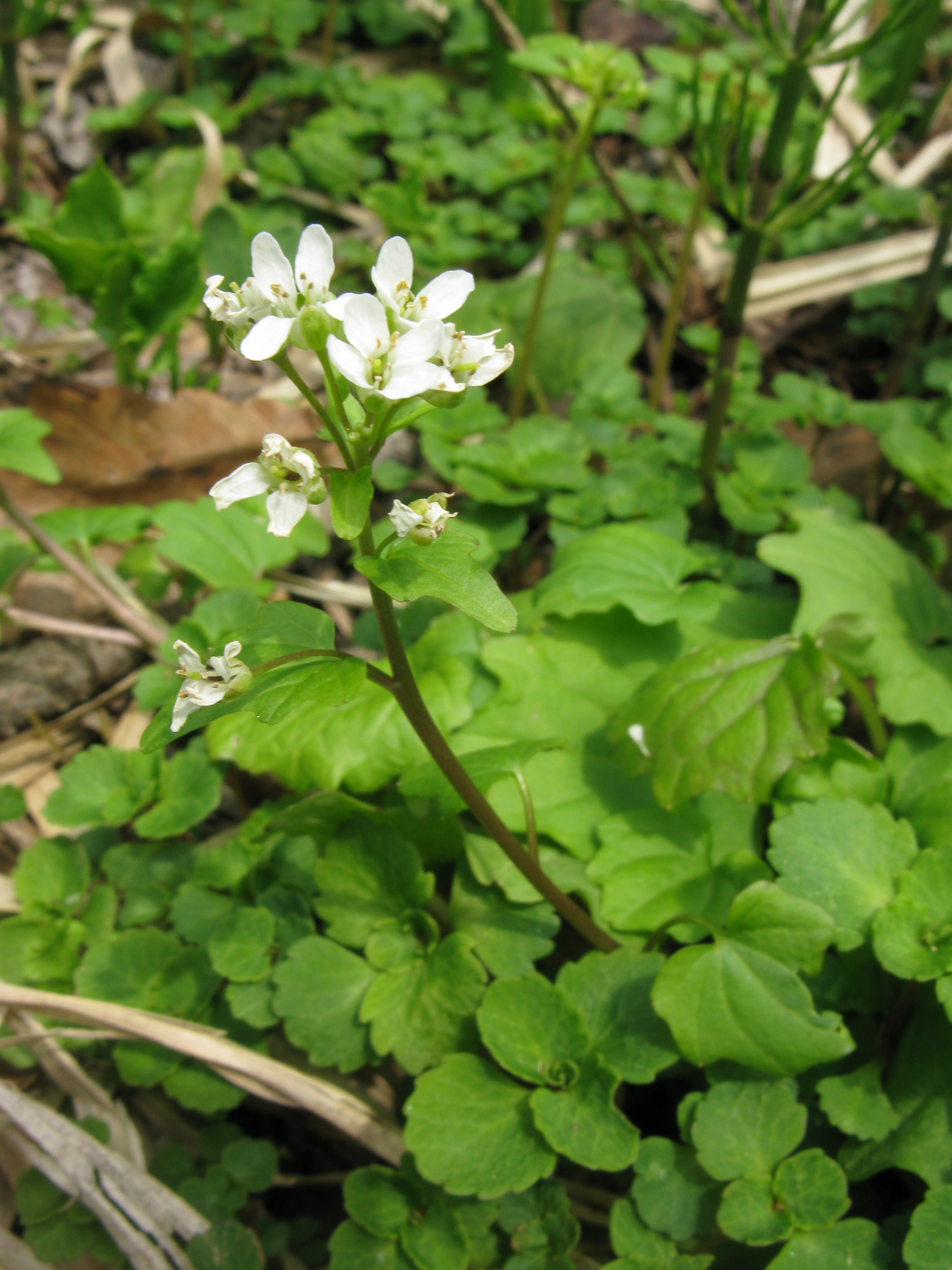
Tribo Eutremeae: hábito e inflorescência de Eutrema tenue.

Tribo Heliophileae: vista parcial de uma inflorescência com flores com quatro pétalas azuladas de Heliophila africana.

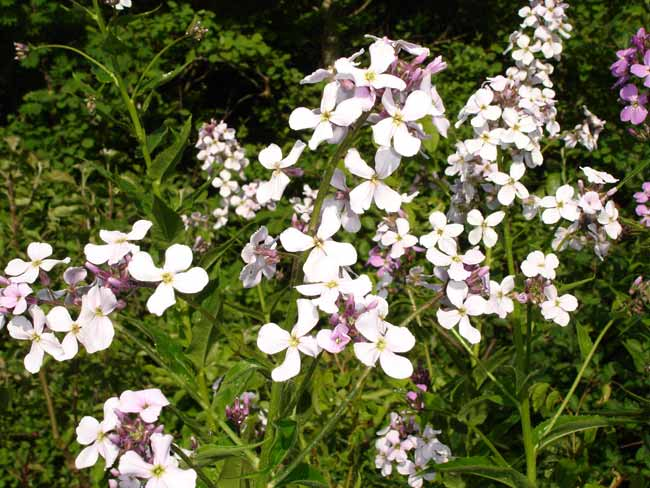
Tribo: Hesperideae: Hesperis matronalis.

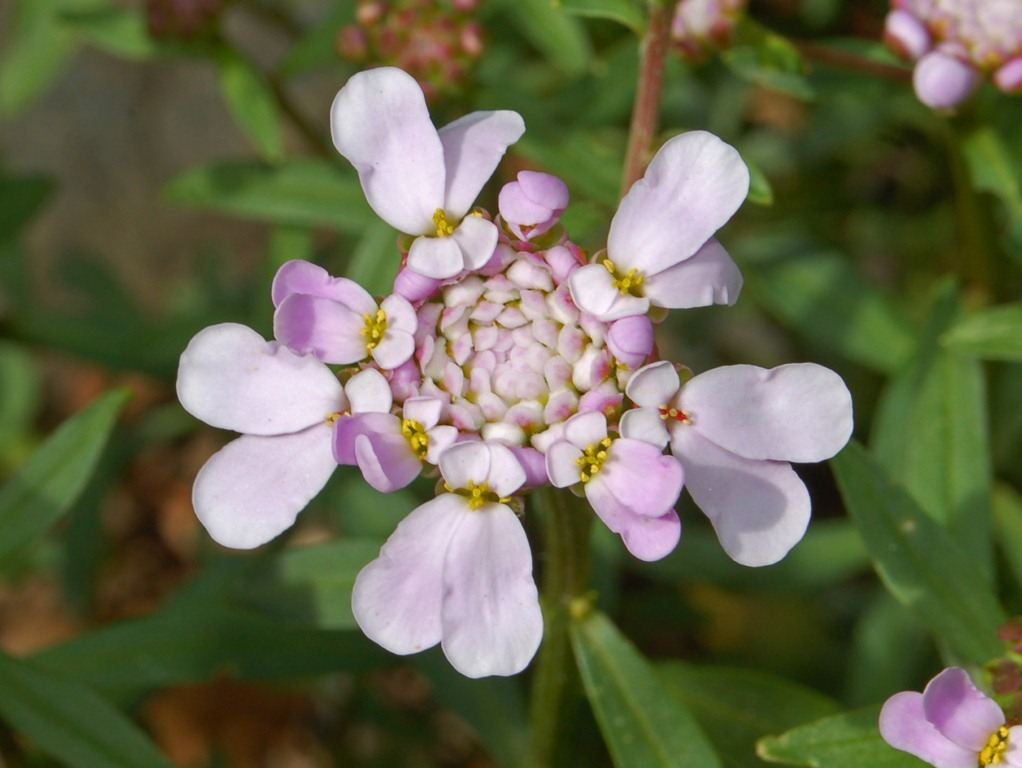
Tribo Iberideae: inflorescência com flores zigomórficas de Iberis umbellata.

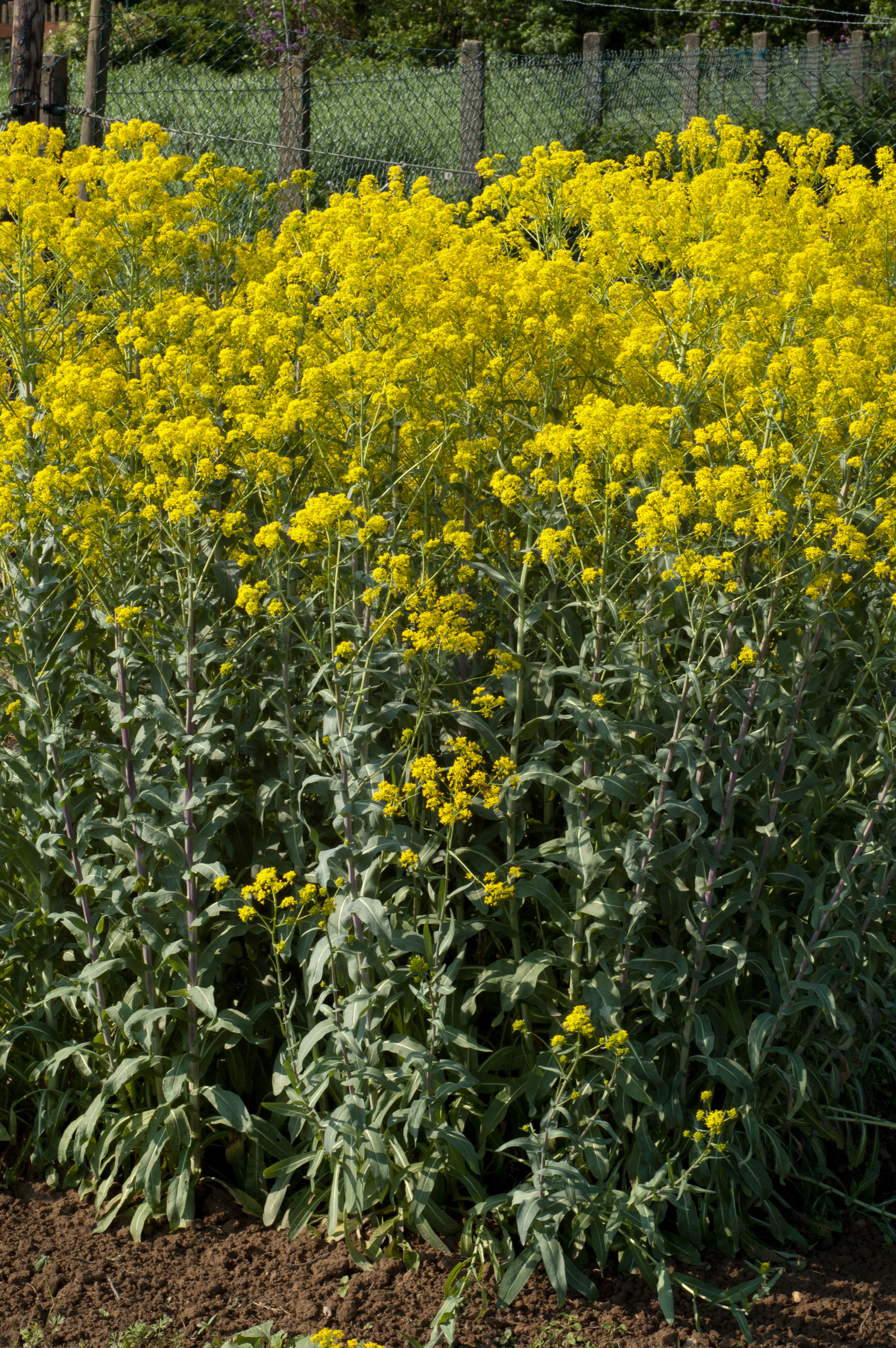
Tribo Isatideae: Isatis tinctoria.

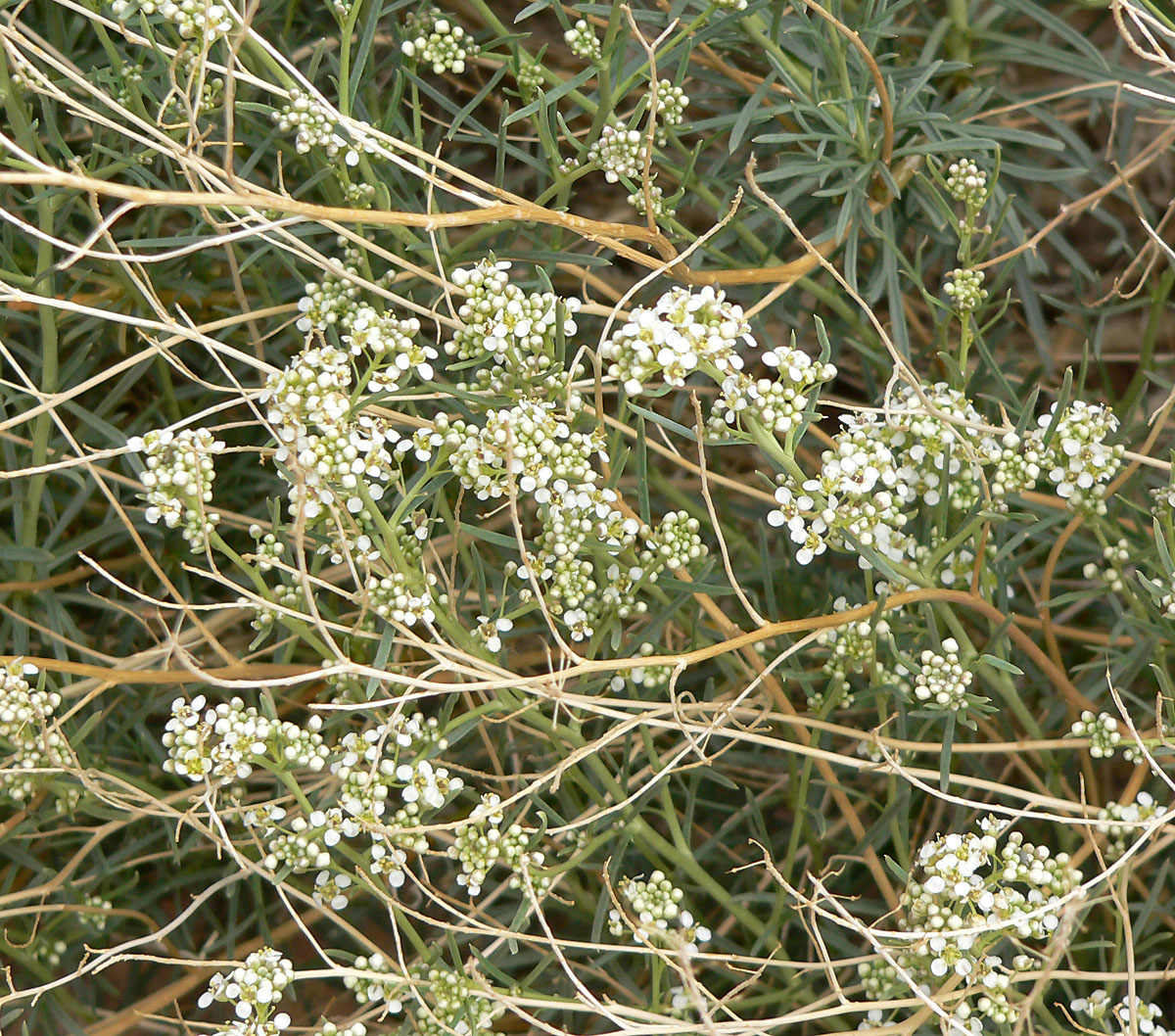
Tribo Lepidieae: Lepidium fremontii.

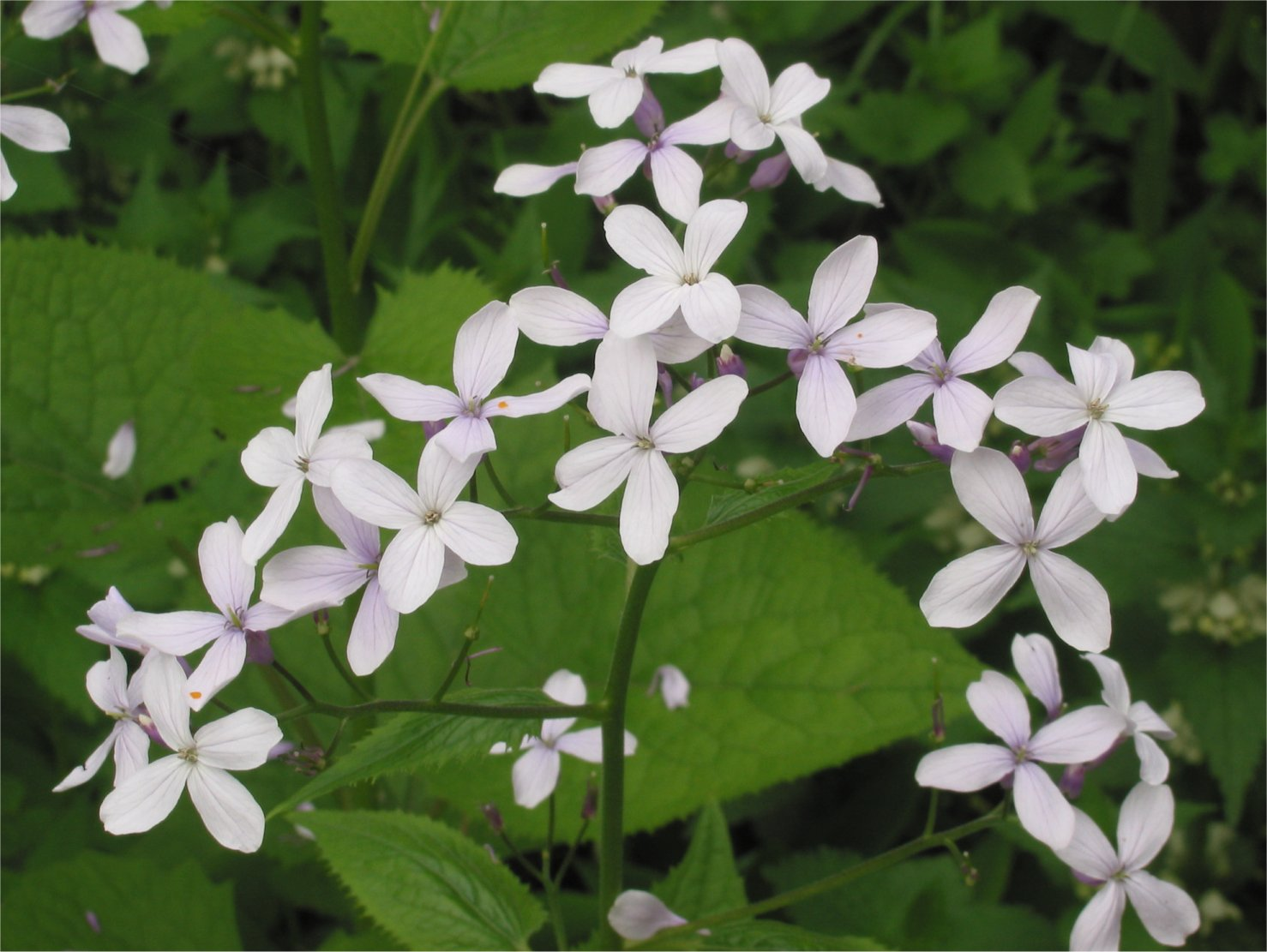
Tribo Lunarieae: Lunaria rediviva.

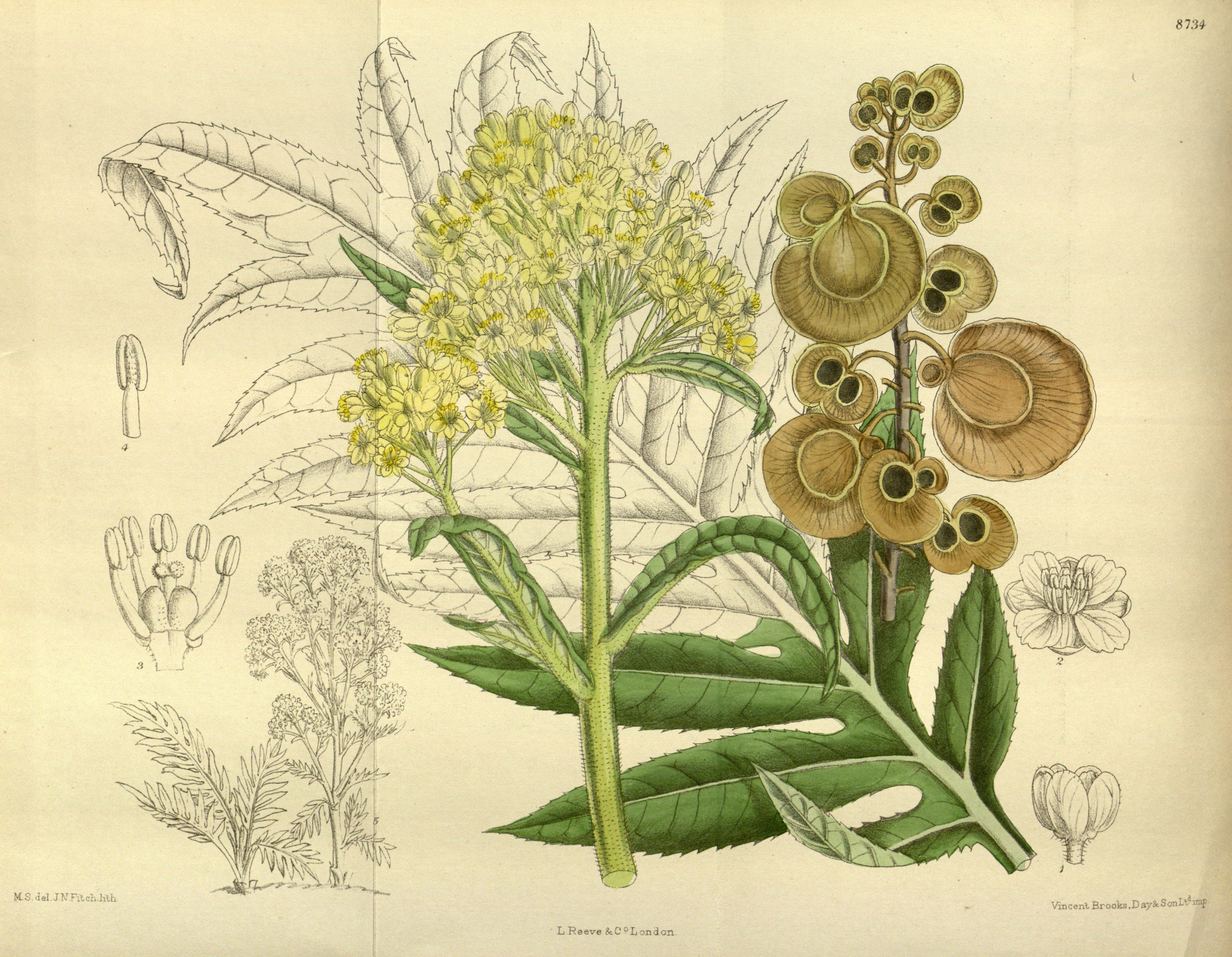
Tribo Megacarpaeeae: ilustração de Megacarpaea polyandra.

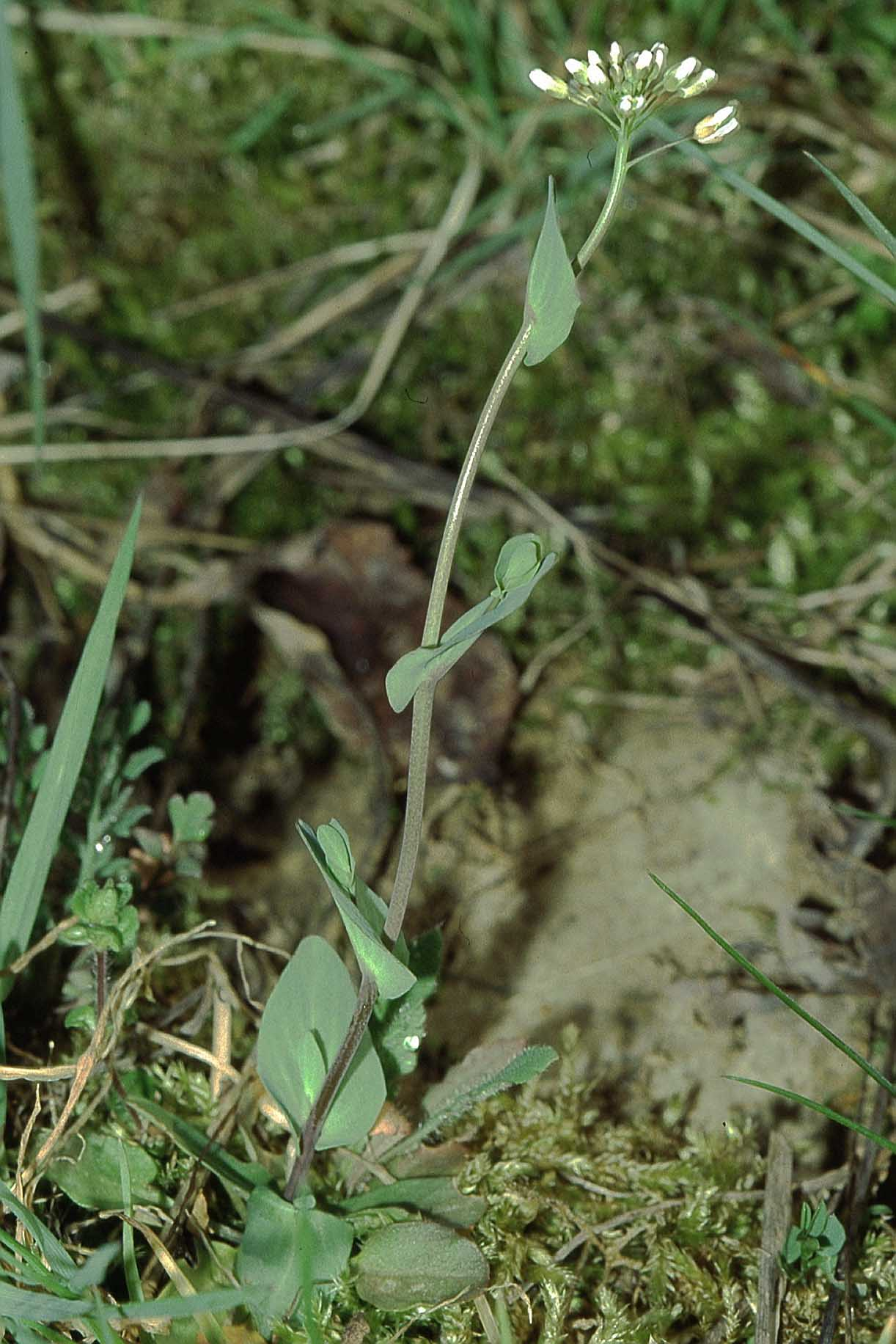
Tribo Noccaeeae: Microthlaspi perfoliatum.

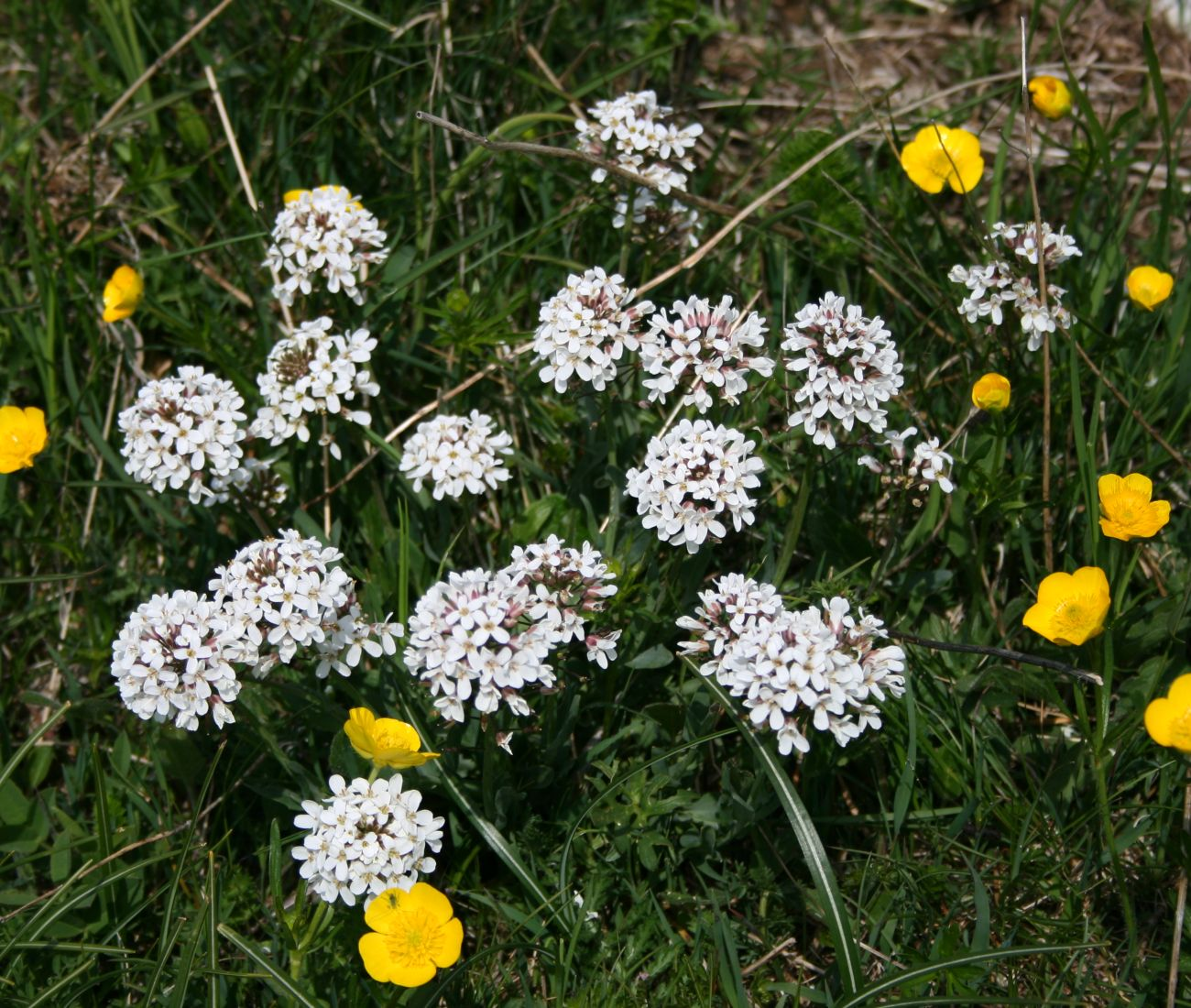
Tribo Noccaeeae: Noccaea praecox.

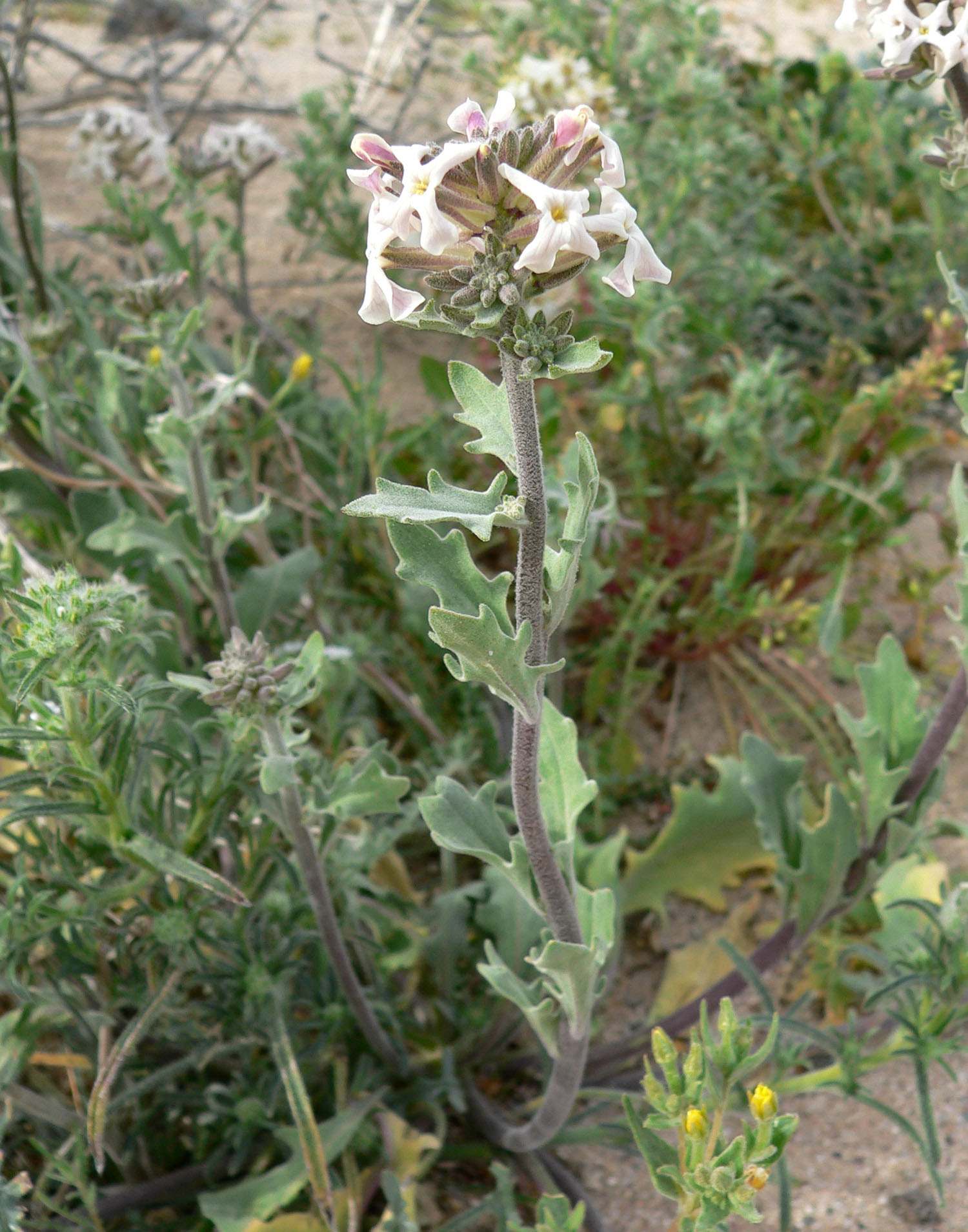
Tribo: Physarieae: Dithyrea californica.

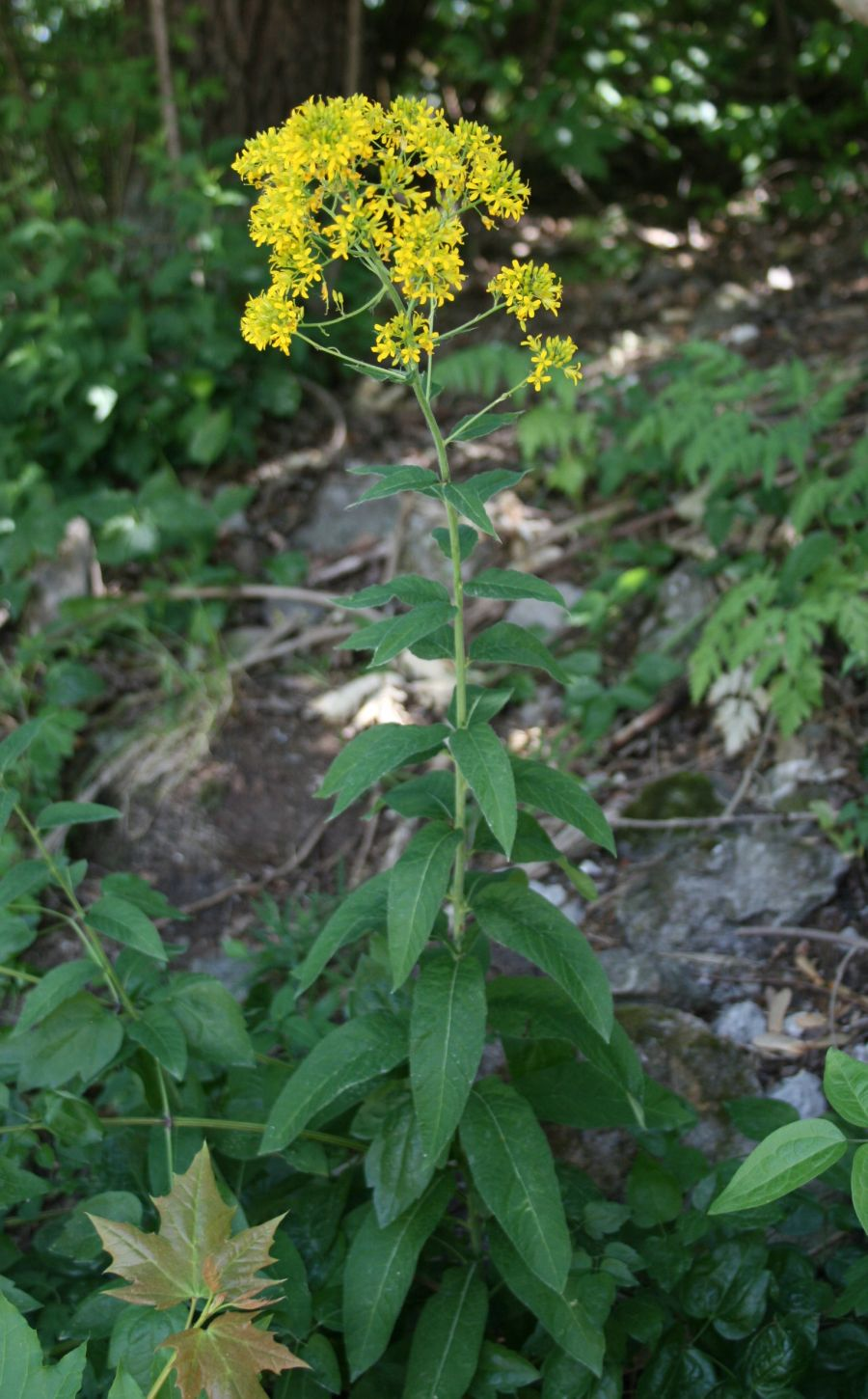
Tribo Sisymbrieae: Sisymbrium strictissimum.

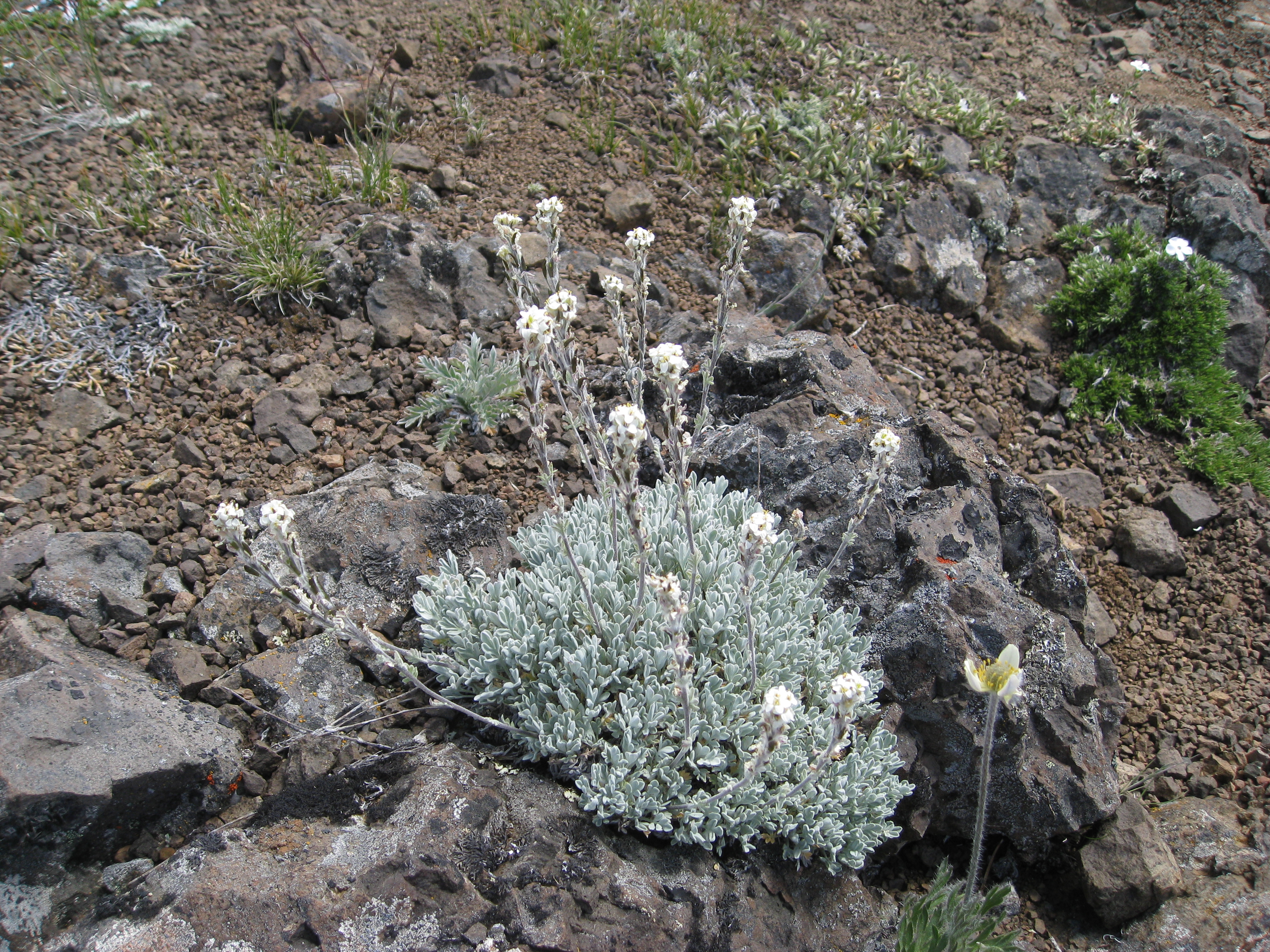
Tribo Smelowskieae: Smelowskia calycina.

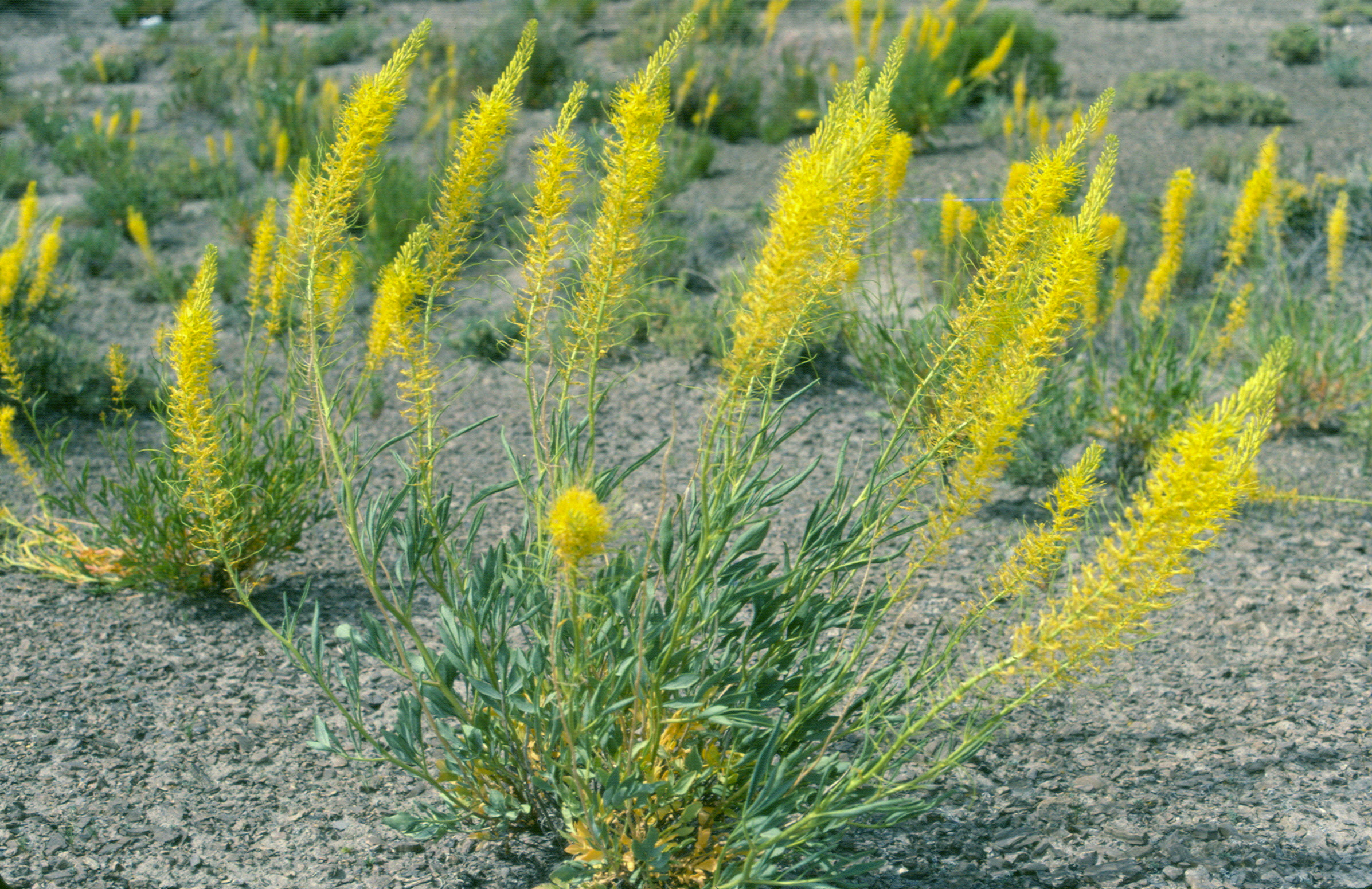
Tribo Thelypodieae: inflorescências de Stanleya pinnata.

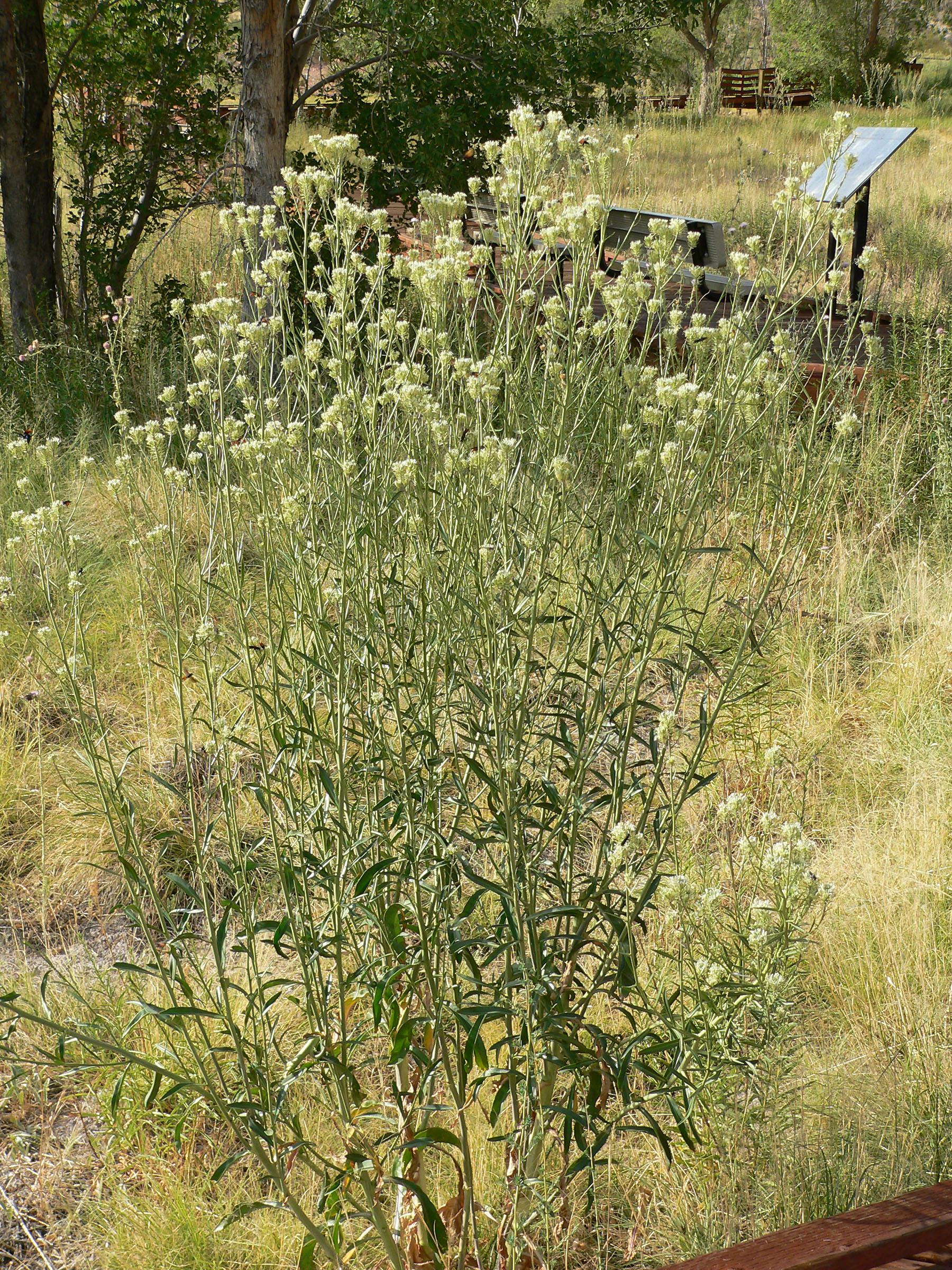
Tribo Thelypodieae: Thelypodium integrifolium subsp. affine.

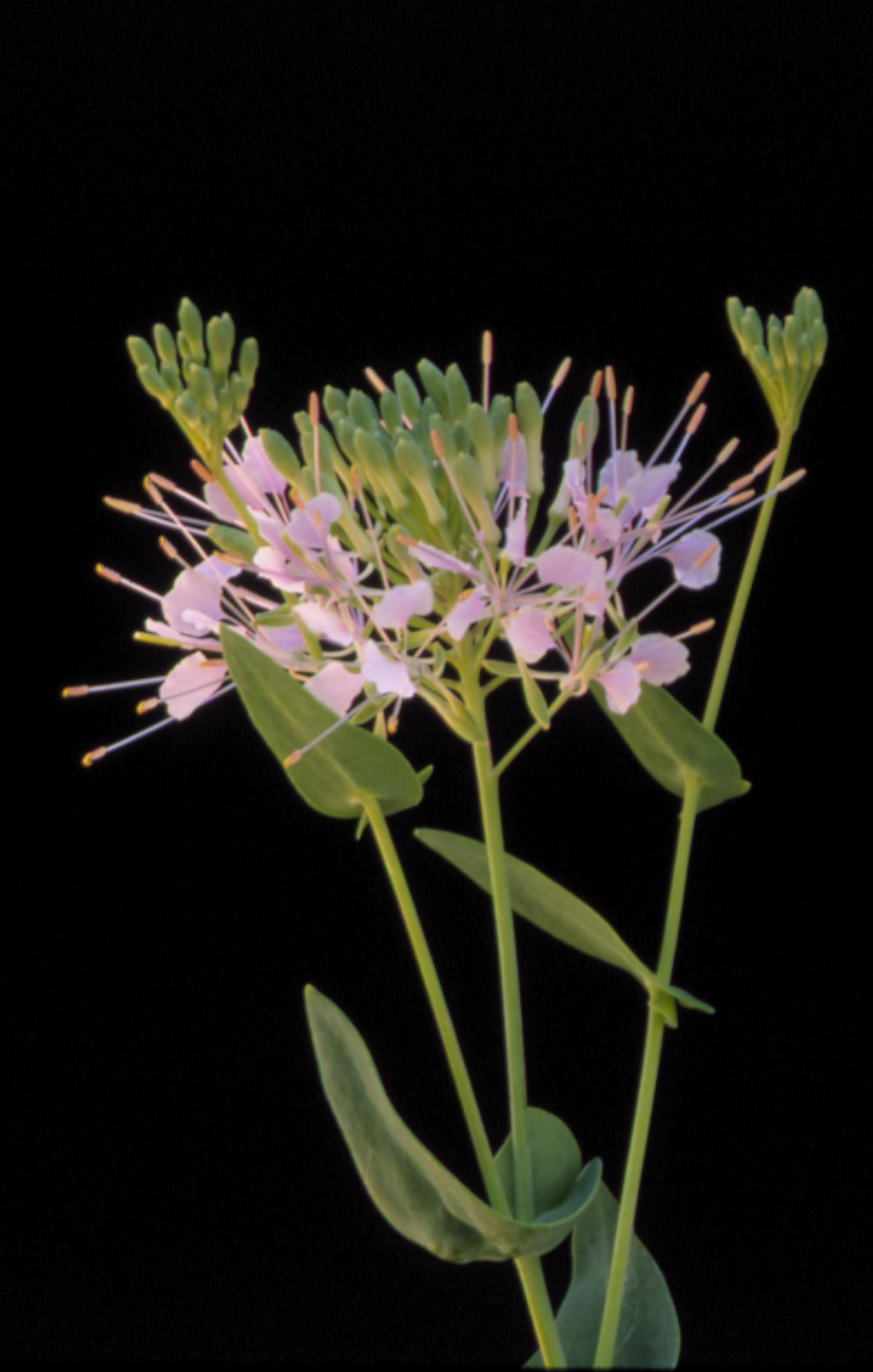
Tribo Thelypodieae: inflorescência de Warea amplexifolia.

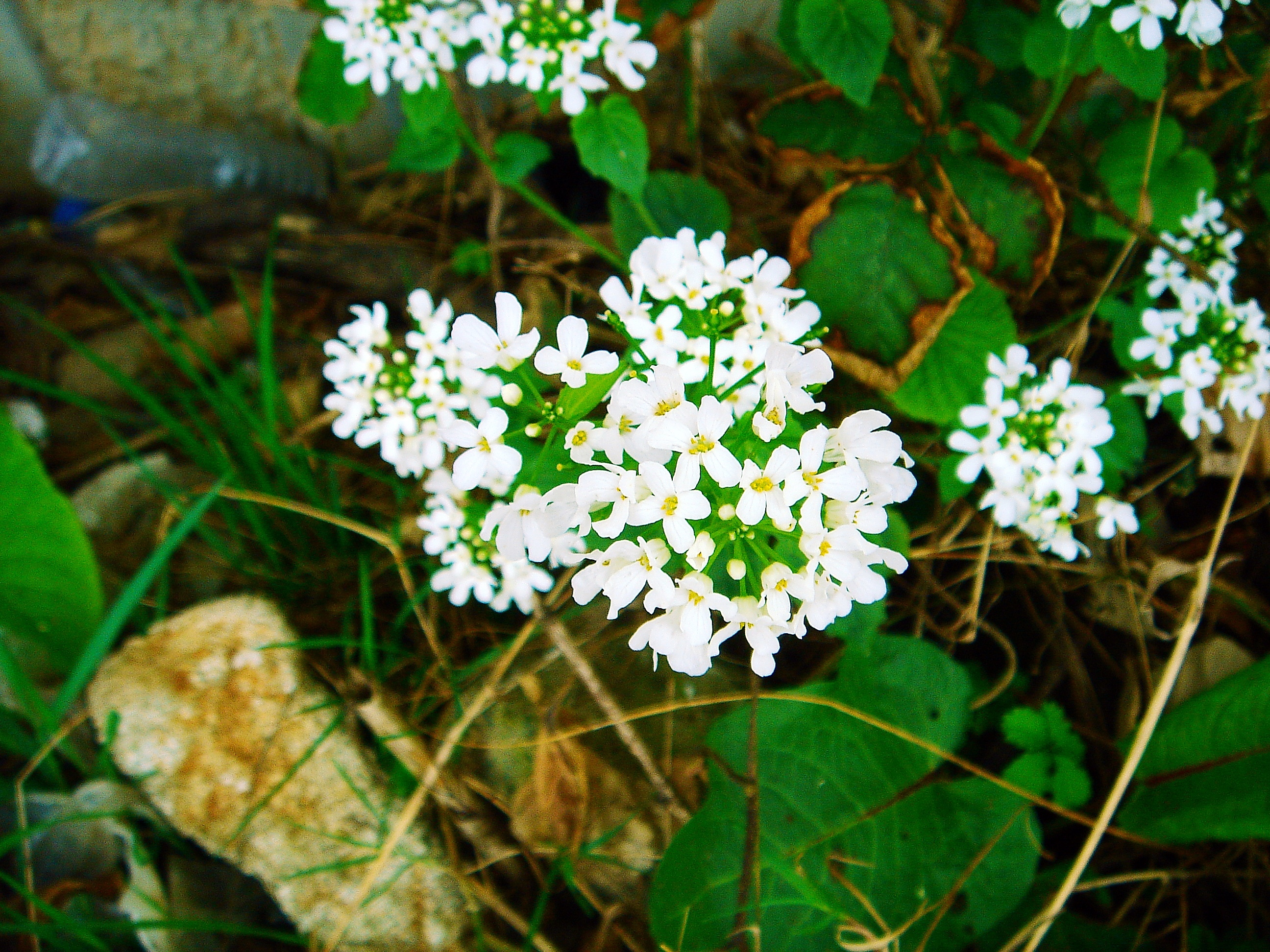
Tribo Thlaspideae: Pachyphragma macrophyllum.

O número de géneros e de espécies na família Brassicaceae varia, segundo os critérios taxonómicos usados, de 336 a 419 géneros, com de 3000 a 4130 espécies (o maior número de géneros e espécies é listado por Judd et al., 1999). A família tem sido dividida em 25 a 44 tribos.

#### Divisão por tribos
Neste verbete opta-se pela divisão proposta por Marcus Koch & Ihsan Ali Al-Shehbaz, em 2009, e Suzanne I. Warwick, Klaus Mummenhoff, C. A. Sauder, M. A. Koch & Ihsan A. Al-Shehbaz, em 2010, que resulta na seguinte estrutura para a família:
- Tribo Aethionemeae Al-Shehbaz, Beilstein & E.A.Kellogg — contém apenas um género:
  - Aethionema W.T.Aiton (sin.: Campyloptera Boiss., Crenularia Boiss., Eunomia DC., Iberidella Boiss., Iondra Raf., Lipophragma Schott & Kotschy ex Boiss., Moriera Boiss.), com cerca de 45 espécies com distribuição natural principalmente na Turquia, com apenas algumas espécies a estenderem-se para leste até ao Turcomenistão e para oeste até à Espanha e Marrocos.[12]
- Tribo Alysseae DC. — integra de 14 a 18 géneros e de 260 a 280 espécies:
  - Alyssoides Mill. (sin.: Lutzia Gand., Vesicaria Adans.), que contém apenas duas espécies;
  - Alyssum L. (sin.: Gamosepalum Hausskn., Meniocus Desv., Odontarrhena C.A.Mey., Psilonema C.A.Mey., Ptilotrichum C.A.Mey., Triplopetalum Nyár.), integra cerca de 200 espécies;
  - Asperuginoides Rauschert, que contém apenas uma espécie:
    - Asperuginoides axillaris (Boiss. & Hohen.) Rauschert, nativa do Irão;

  - Aurinia Desv., com 10 a 13 espécies e distribuição natural na Eurásia;
  - Berteroa DC., que integra cerca de 5 espécies;
  - Bornmuellera Hausskn., com cerca de 7 espécies, nativas da Península Balcânica e do Médio Oriente;[12]
  - Clastopus Bunge ex Boiss., com apenas duas espécies, nativas do Irão e Iraque;[12]
  - Clypeola L., com cerca de 10 espécies, nativas da Região Mediterrânica;[12]
  - Degenia Hayek, que contém apenas uma espécie:
    - Degenia velebitica (Degen) Hayek, um endemismo das montanhas de Velebit e Kapela (Croácia);[13]

  - Didymophysa Boiss., com apenas duas espécies, com distribuição natural no Irão, Ásia Central e Himalaias;[12]
  - Farsetia Turra, com cerca de 26 espécies e distribuição natural de Marrocos até ao noroeste da Índia;[12]
  - Fibigia Medik., com cerca de 16 espécies nativas da região que vai do Mediterrâneo até ao Afeganistão;[12]
  - Galitzkya V.V.Botschantz., com 3 espécies nativas da região que se estende da Ásia Central até à China e Mongólia;
  - Lobularia Desv., com cerca de 4 espécies, nativas da Região do Mediterrâneo e da Macaronésia, desde Cabo Verde e Canárias até à Península Arábica. Entre elas:
    - Lobularia maritima (L.) Desv.;

  - Physocardamum Hedge, que contém apenas uma espécie:
    - Physocardamum davisii Hedge, nativa do leste da Turquia;

  - Physoptychis Boiss., com apenas duas espécies, nativas do leste da Turquia e do noroeste do Irão;[12]
  - Pterygostemon V.V.Botschantz. (frequentemente considerada sinónimo de Fibigia Medik.), que contém apenas uma espécie:
    - Pterygostemon spathulatus (Kar. & Kir.) V.V.Botschantz., nativa da Ásia Central;[12]

  - Straussiella Hausskn., que contém apenas uma espécie:
    - Straussiella purpurea (Bunge) Hausskn., nativa do Irão;
- Tribo Alyssopsideae — contém apenas 4 géneros:
  - Alyssopsis Boiss., com duas espécies, nativas das região entre o Irão e a Ásia Central;[12]
  - Calymmatium O.E.Schulz (sin.: Nasturtiicarpa Gilli), com apenas duas espécies, nativas da Ásia Central;[12]
  - Dielsiocharis O.E.Schulz, com duas espécies nativas do Irão e do Tadjiquistão;[12]
  - Olimarabidopsis Al-Shehbaz, O'Kane & R.A.Price, com cerca de 3 espécies, nativas no leste da Europa e sudoeste e centro da Ásia Central;
- Tribo Anastaticeae DC. (sin.: Malcolmieae Al-Shehbaz & Warwick) — integra cerca de 8 géneros com cerca de 37 espécies,[14] com distribuição natural centrada na Região do Mediterrâneo:
  - Anastatica L., com uma única espécie:
    - Anastatica hierochuntica L., com distribuição natural desde a Argélia e Egipto à Jordânia, Israel e Síria e da Península Arábica até ao Irão e Iraque;

  - Cithareloma Bunge, com 2-3 espécies no centro e sudoeste da Ásia;[15]
  - Diceratella Boiss., que integra cerca de 11 espécies nativas da região que vai do nordeste da África tropical até ao Irão, entre as quais:
    - Diceratella canescens (Boiss.) Boiss.;

  - Eigia Soják, que contém apenas a espécie:
    - Eigia longistyla (Eig) Soják, originária de Israel e do norte da Arábia Saudita;[12]

  - Eremobium Boiss., que contém até 5 espécies;
  - Lachnocapsa Balf. f., com apenas a espécie:
    - Lachnocapsa spathulata Balf. f., originária de Socotorá;[12]

  - Malcolmia W.T.Aiton (sin.: Malcomia R.Br. orth. var.), que agrupa 35 espécies nativas da Região Mediterrânica[16] e cerca de 23 espécies nativas do centro e sudoeste da Ásia;[15]
  - Maresia Pomel, que agrupa cerca de 3 espécies com distribuição natural da Região do Mediterrâneo até ao Mar Cáspio e ao norte do Irão;[12]
  - Morettia DC., com cerca de 3 espécies, com distribuição natural do Norte de África até à Arábia;[12]
  - Notoceras W.T.Aiton, com apenas a espécie:
    - Notoceras bicorne (W.T.Aiton) Amo, nativa de um território que se estende da Região do Mediterrâneo até ao Paquistão;[12]

  - Parolinia Webb, que integra cerca de 5 espécies, todas nativas das ilhas Canárias;
- Tribo Anchonieae DC. — com 8 a 10 géneros e mais de 70 espécies:
  - Anchonium DC., com apenas uma ou duas espécies, nativas do oeste da Ásia e da Ásia Central;[12]
  - Eremoblastus Botsch., que contém apenas a espécie:
    - Eremoblastus caspicus Botsch., nativa da Ásia Central;

  - Iskandera N.Busch, com apenas duas espécies, nativas da Ásia Central;[12]
  - Matthiola W.T.Aiton (sin.: Mathiola W.T.Aiton, Lonchophora Durieu, Mathiolaria Chevall., Pirazzia Chiov.), com cerca de 50 espécies, nativas da Eurásia, norte e leste da África e das ilhas Canárias;[15]
  - Microstigma Trautv., que integra cerca de 3 espécies, nativas da Sibéria, Mongólia e China;
  - Oreoloma Botsch., que integra cerca de 3 espécies, nativas da China;
  - Petiniotia J.Léonard, por vezes designada Sterigmostemum, que contém apenas a espécie:
    - Petiniotia purpurascens (Boiss.) J.Léonard, nativa do Irão e do Afeganistão;[12]

  - Sterigmostemum M.Bieb., com cerca de 8 espécies, nativas do sudoeste da Ásia e da Ásia Central, com apenas uma espécie presente também na Europa;[12]
  - Synstemon Botsch., com apenas duas espécies, nativas da China;[15]
  - Zerdana Boiss., que contém apenas a espécie:
    - Zerdana anchonioides Boiss., nativa do Irão;[12]
- Tribo Aphragmeae D.A.German & Al-Shehbaz — contém apenas um género:
  - Aphragmus Andrz. ex DC. (sin.: Oreas Cham. & Schltdl., Lignariella Baehni, Staintoniella H.Hara), que agrupa cerca de 11 espécies, maioritariamente nativas dos Himalaias e das regiões vizinhas da Ásia Central;[17]
- Tribo Arabideae DC. — com de 8 a 13 géneros e mais de 470 espécies:
  - Arabis L. (sin.: Arabidium Spach, Arabisa Rchb., Euxena Calest.), que integra cerca de 70 espécies;
  - Arcyosperma O.E.Schulz, que contém apenas a espécie:
    - Arcyosperma primulifolium (Thomson) O.E.Schulz, nativa dos Himalaias e do Paquistão;

  - Athysanus Greene, com apenas duas espécies, nativas do oeste da América do Norte;
  - Aubrieta Adans., com cerca de 15 espécies, com distribuição natural desde o sul da Europa até ao Irão;[12]
  - Baimashania Al-Shehbaz, com apenas duas espécies, ambas nativas da China, uma apenas presente em regiões de grande altitude de Qinghai, sempre acima dos 4100 m, e outra um endemismo em regiões entre os 4200 e 4600 m em Dêqên Xian, Baima Shan, no noroeste de Yunnan;[15]
  - Berteroella O.E.Schulz, por muitos autores considerada como parte do género Stevenia, como Stevenia maximowiczii (Palib.) D. German & Al-Shehbaz, que contém apenas a espécie:
    - Berteroella maximowiczii (Palib.) O.E.Schulz, nativa da China, onde ocorre nas províncias de Hebei, Henan, Jiangsu, Liaoning, Shandong e Zhejiang, em altitudes entre 300 e 900 m, e no Japão e Coreia.[15]

  - Botschantzevia Nabiev, que inclui apenas a espécie:
    - Botschantzevia karatavica (Lipsch.) Nabiev, nativa da Ásia Central;

  - Dendroarabis (C.A.Meyer) D.A.German & Al-Shehbaz, que contém apenas a espécie:
    - Dendroarabis fruticulosa (C.A.Meyer) D.A.German & Al-Shehbaz (sin.: Arabis fruticulosa C.A.Meyer), com distribuição natural no Afeganistão, região autónoma de Xinjiang (China), Cazaquistão, Quirguistão, Mongólia, Paquistão, Sibéria e Tadjiquistão;[18]

  - Draba L. (sin.: Abdra Greene, Coelonema Maxim., Dolichostylis Turcz., Drabella Nábělek, Drabopsis K.Koch, Erophila DC., Leptonema Hook., Nesodraba Greene, Odontocyclus Turcz., Pseudobraya Korsh., Schivereckia Andrz. ex DC., Stenonema Hook., Thylacodraba (Nábelek) O.E.Schulz), presentemente com cerca de 370 espécies, o género com maior número de espécies de toda a família Brassicaceae;
  - Heterodraba (M.E.Jones) Greene, por vezes incluída no género Athysanus Greene, contém apenas a espécie:
    - Heterodraba unilateralis (M.E.Jones) Greene (sin.: Athysanus unilateralis (M.E.Jones) Jeps.), nativa do oeste da América do Norte (Califórnia, Oregon e Baja California);

  - Macropodium W.T.Aiton, com 1-3 espécies, nativa da Ásia Central, Sacalina e Japão;[12]
  - Parryodes Jafri,[19] que contém apenas a espécie:
    - Parryodes axilliflora Jafri (sin.: Arabis axilliflora (Jafri) H.Hara), nativa do sul de Xizang e do Butão;[15]

  - Pseudoturritis Al-Shehbaz (sin.: Turrita Wallr.; por vezes incluída em Arabis L.),[20] que contém apenas a espécie:
    - Pseudoturritis turrita (L.) Al-Shehbaz (sin.: Arabis turrita L.), nativa do centro e sueste da Europa, Norte de África e Ásia Menor;[16]

  - Stevenia Adams ex Fisch. (sin.: Ptilotrichum C.A.Mey.), que integra cerca de 4 espécies, nativas do Extremo Oriente. Muitos autores não incluem este género na tribo Arabideae, considerando o género como em incertae sedis;
- Tribo Asteae — contém apenas um género:
  - Asta Klotzsch ex O.E.Schulz, com apenas duas espécies nativas do México;[12]
- Tribo Biscutelleae Dum. — com apenas dois géneros:[17]
  - Biscutella L. (sin.: Jondraba Medik.), com cerca de 53 espécies, nativas do centro e sul da Europa e da Região do Mediterrâneo, entre as quais:
    - Biscutella laevigata L.;

  - Megadenia Maxim., com apenas a espécie:
    - Megadenia pygmaea Maxim., nativa da China e Rússia;
- Tribo Boechereae Al-Shehbaz, Beilstein & E.A.Kellogg — com excepção de uma espécie nativa da Sibéria, inclui 7-8 géneros nativos da América do Norte, agrupando cerca de 118 espécies:[21]
  - Anelsonia J.F.Macbr. & Payson, que contém apenas a espécie:
    - Anelsonia eurycarpa (A.Gray) J.F.Macbr. & Payson (sin.: Draba eurycarpa A.Gray, Phoenicaulis eurycarpa (A.Gray) Abrams), nativa das regiões de elevada altitude, entre 1600 e 4000 m, da Califórnia, Idaho e Nevada;

  - Boechera Á.Löve & D.Löve, agrupa espécies que anteriormente estiveram incluídas no género Arabis L., incluindo Borodinia N.Busch, presentemente com cerca de 111 espécies nativas da América do Norte e uma espécie da Sibéria;
  - Cusickiella Rollins, com apenas duas espécies, nativa do oeste dos Estados Unidos;
  - Nevada N.H.Holmgren, que contém apenas a espécie:
    - Nevada holmgrenii (Rollins) N.H.Holmgren, que ocorre em zonas rochosas a altitudes entre 1900 e 3500 m na região central de Nevada (nos condados de Humboldt, Lander, Nye, Pershing e White Pine);

  - Phoenicaulis Nutt., com apenas a espécie:
    - Phoenicaulis cheiranthoides Nutt. ex Torr. & A.Gray, das regiões localizadas a altitudes entre 700 e 2800 m no oeste dos Estados Unidos;

  - Polyctenium Greene, que contém apenas a espécie:
    - Polyctenium fremontii (S.Watson) Greene, que ocorre em altitudes entre 1000 e 2700 m na Califórnia, Idaho, Nevada e Oregon;

  - Sandbergia Greene, com apenas duas espécies, nativas do noroeste da América do Norte;.
- Tribo Brassiceae DC. — com cerca de 48 géneros e mais de 240 espécies, repartidas por 7 subtribos:[22][23]
  - Ammosperma Hook.f., com duas espécies, nativas do Norte de África;
  - Brassica L., com 37 espécies, com área de distribuição natural original numa faixa que vai das ilhas da Macaronésia à Europa, norte leste e sul da África, e da Ásia Menor à Ásia Central;
  - Cakile Mill., com 7 espécies, nativas da Macaronésia, Europa, Norte de África, oeste da Ásia,América do Norte e América Central até às Caraíbas;
  - Carrichtera DC., que contém apenas a espécie:
    - Carrichtera annua (L.) DC., com distribuição natural nas ilhas Canárias e nas regiões costeiras do norte e sul do Mediterrâneo, Médio Oriente e Península Arábica, até ao Irão. Na Austrália é considerada uma planta invasora;

  - Ceratocnemum Coss. & Balansa, que contém apenas a espécie:
    - Ceratocnemum rapistroides Coss. & Balansa, nativa de Marrocos;

  - Chalcanthus Boiss., que contém apenas a espécie:
    - Chalcanthus renifolius (Boiss. & Hohen.) Boiss., nativa do oeste e centro da Ásia;

  - Coincya Rouy (sin.: Brassicella Fourr. ex O.E.Schulz, Hutera Porta, Rhynchosinapis Hayek),[16] com cerca de 6 espécies, nativas do norte de África, da Península Ibérica e do oeste e centro da Europa, entre outras espécies incluindo:
    - Coincya monensis (L.) Greuter & Burdet;
    - Coincya richeri (Vill.) Greuter & Burdet;
    - Coincya wrightii (O.E.Schulz) Stace;

  - Conringia Heist. ex Fabr. (sin.: Goniolobium Beck[16]), com cerca de 6 espécie, nativas do Norte de África e da Europa, e do oeste e centro da Ásia até ao oeste do Tibete e à Mongólia, incluindo:
    - Conringia orientalis (L.) Dumort.;

  - Cordylocarpus Desf., que contém apenas a espécie:
    - Cordylocarpus muricatus Desf., nativa do noroeste da África;

  - Crambe L., com cerca de 40 espécies, com origem na região que vai das ilhas da Macaronésia ao noroeste e leste da África, à Europa, Ásia Menor e da região do Cáucaso até ao oeste da Sibéria, Paquistão e Índia e da Ásia Central até ao oeste do Tibete.
  - Crambella Maire, que inclui apenas uma espécie:
    - Crambella teretifolia (Batt. & Trab.) Maire, nativa de Marrocos;

  - Didesmus Desv., com 2 espécies, nativas do norte de África e da região das costas do Mar Egeu no sueste da Europa;
  - Diplotaxis DC., com cerca de 30 espécies, nativas da Macaronésia e do norte e leste da África, do centro, sul e leste da Europa, e da Ásia Menor até ao Paquistão e Afeganistão e ao Nepal na região dos Himalaias;
  - Douepea Cambess., (sin.: Dolichorhynchus Hedge & Kit Tan[7]), com 2 espécies nativas do noroeste da Arábia Saudita, oeste do Paquistão e noroeste da Índia;
  - Enarthrocarpus Labill., com cerca de 5 espécies, nativas do Norte de África, sueste da Europa (Egeu), da Anatólia e do Médio Oriente;
  - Eremophyton Bég., que inclui apenas uma espécie:
    - Eremophyton chevallieri (Barratte ex L.Chevall.) Bég., nativa do norte da África;

  - Eruca Mill., que inclui apenas uma espécie (embora alguns autores considerem até 4 espécies):
    - Eruca vesicaria (L.) Cav., nativa da Macaronésia, do norte da África, do sul e sueste da Europa e da Ásia Menor até à Ásia Central;

  - Erucaria Gaertn. (sin.: Hussonia Boiss.), com cerca de 10 espécies, nativas do norte, leste e sul da África, da região do Egeu, da Península Arábica e da região que vai do oeste da Ásia até à Ásia Central;[16]
  - Erucastrum C.Presl, com cerca de 25 espécies, nativas da Macaronésia, Europa, norte, leste e sul da África e Ásia Menor;
  - Fezia Pit., que inclui apenas uma espécie:
    - Fezia pterocarpa Pit., nativa de Marrocos;[16]

  - Foleyola Maire, que inclui apenas uma espécie:
    - Foleyola billotii Maire, nativa da Argélia e Marrocos;

  - Fortuynia Shuttlew. ex Boiss., com 2 espécies, nativas do Irão, Paquistão e Afeganistão;
  - Guiraoa Coss., que inclui apenas uma espécie:
    - Guiraoa arvensis Coss., nativa da Espanha;

  - Hemicrambe Webb (sin.: Fabrisinapis C.C.Towns., Nesocrambe A.G.Mill.[7]), com cerca de 3 espécies, nativas de Marrocos e de Socotorá;
  - Henophyton Coss. & Durieu (sin.: Henonia Coss. & Durieu[16]), com 2 espécies, nativas do norte da África;
  - Hirschfeldia (Moench) C.Presl, que inclui apenas uma espécie:
    - Hirschfeldia incana (L.) Lagr.-Foss., nativa do Norte de África e sul da Europa até ao oeste da Ásia;

  - Kremeriella Maire, que inclui apenas uma espécie:
    - Kremeriella cordylocarpus (Coss. & Durieu) Maire, nativa do noroeste da África;

  - Moricandia DC., (sin.: Oudneya R.Br.[7]), com cerca de 8 espécies, nativas do norte da África e do sul da Europa, oeste da Ásia, Médio Oriente e da Península Arábica até ao sudoeste do Paquistão;
  - Morisia J.Gay, que inclui apenas uma espécie:
    - Morisia monanthos (Viv.) Asch., nativa da Córsega e Sardenha;

  - Muricaria Desv., que inclui apenas uma espécie:
    - Muricaria prostrata (Desf.) Desv., nativa do Norte da África;

  - Nasturtiopsis Boiss., com 2 espécies, nativas da região que vai do Norte de África até Israel;[12]
  - Orychophragmus Bunge, com 2 espécies, nativas da China, entre quais:
    - Orychophragmus violaceus (L.) O.E.Schulz;

  - Otocarpus Durieu, que inclui apenas uma espécie:
    - Otocarpus virgatus Durieu, nativa da Argélia;

  - Physorhynchus Hook., com 2 espécies, nativas da Península Arábica, Irão, Paquistão e Afeganistão;
  - Pseuderucaria (Boiss.) O.E.Schulz, com cerca de 2 espécies, nativas do norte e oeste da África e do Médio Oriente;
  - Pseudofortuynia Hedge (sin.: Gynophorea Gilli), que inclui apenas uma espécie:
    - Pseudofortuynia esfandiarii Hedge, nativa do Irão;

  - Psychine Desf., que inclui apenas uma espécie:
    - Psychine stylosa Desf., nativa do noroeste da África;

  - Quezeliantha H.Scholz ex Rauschert, que inclui apenas uma espécie:
    - Quezeliantha tibestica (H.Scholz) H.Scholz ex Rauschert, endémica do norte do Chade (África Central);

  - Raffenaldia Godr., (sin.: Cossonia Durieu[7]), com 2 espécies, nativas do noroeste da África;
  - Raphanus L., com cerca de 3 espécies, nativas do norte da África, Europa e Ásia Menor até ao Paquistão;.
  - Rapistrum Crantz, com cerca de 2 espécies, nativa do norte da África, do sul e centro da Europa e da região que vai da Ásia Menor até à Ásia Central, nomeadamente:
    - Rapistrum perenne (L.) All.;

  - Rytidocarpus Coss. (sin.: Distomocarpus O.E.Schulz[7]), que inclui apenas uma espécie:
    - Rytidocarpus moricandioides Coss., nativa de Marrocos;

  - Savignya DC., que inclui apenas uma espécie:
    - Savignya parviflora (Delile) Webb, nativa do noroeste da África, do Próximo Oriente até ao Paquistão e na Península Arábica;

  - Schouwia DC., que inclui apenas uma espécie:
    - Schouwia purpurea (Forssk.) Schweinf., nativa do norte, leste e oeste da África e na Península Arábica;

  - Sinapidendron Lowe, com cerca de 5 espécies, todas endemismos da ilha da Madeira,[16] e todas incluídas na lista das espécies ameaçadas do Livro vermelho das espécies ameaçadas da IUCN;
  - Sinapis L., com cerca de 5 espécies, nativas do norte da África, Europa e Ásia Menor;
  - Succowia Medik. (basinome: Bunias balearica L.[16]), que inclui apenas uma espécie:
    - Succowia balearica (L.) Medik., nativa da região ocidental da bacia do Mediterrâneo e das ilhas Canárias;

  - Trachystoma O.E.Schulz (sin.: Pantorrhynchus Murb.[7]), com cerca de 3 espécies nativas de Marrocos;
  - Vella L. (sin.: Boleum Desv., Euzomodendron Coss., Pseudocytisus Kuntze[7]), nativa da Espanha, Marrocos e Argélia;
  - Zilla Forssk., com cerca de 2 espécies, nativas do norte e oeste da África, do Médio Oriente e da Península Arábica;
- Tribo Buniadeae DC. — que inclui apenas um género:
  - Bunias L. (sin.: Erucago Mill.), que agrupa cerca de 3 espécies da Eurásia e Norte de África, entre as quais:
    - Bunias orientalis L.;
- Tribo Calepineae Horan. — que inclui cerca de 3 géneros, com 8 ou 9 espécies, todas nativas da Eurásia e do Norte de África:[17]
  - Calepina Adans., que inclui apenas uma espécie:
    - Calepina irregularis (Asso) Thell., com distribuição natural no Norte de África, centro, sul e sueste da Europa, oeste da Ásia e região do Cáucaso;[16]

  - Goldbachia DC., com cerca de 6 espécies, nativas do leste da Europa, da região do Cáucaso,[16] do sudoeste da Ásia e da Ásia Central;
  - Spirorhynchus Kar. & Kir. (sin.: Anguillicarpus Burkill), que inclui apenas uma espécie:
    - Spirorhynchus sabulosus Kar. & Kir., nativa do Médio Oriente e da Ásia Central;
- Tribo Camelineae DC. — que inclui cerca de 15 géneros:
  - Arabidella (F.Muell.) O.E.Schulz (sin.: Lemphoria O.E.Schulz, Micromystria O.E.Schulz, Pseudarabidella O.E.Schulz), com 6 ou 7 espécies, nativas da Austrália;[24]
  - Arabidopsis Heynh. (sin.: Cardaminopsis (C.A.Meyer) Hayek), que inclui cerca de 10 espécies,[17][25] nativas da Europa, norte e leste da Ásia e América do Norte;
  - Ballantinia Hook. f. ex E.A.Shaw, que inclui apenas uma espécie:
    - Ballantinia antipoda (F.Muell.) E.A.Shaw, nativa da Austrália;

  - Camelina Crantz, com cerca de 8 espécies, nativas do sul da Europa, norte da África e do sudoeste até ao leste da Ásia.[15] Na América do Norte, América do Sul e Austrália ocorrem algumas espécies naturalizadas;[26] O género inclui:
    - Camelina sativa L.;

  - Capsella Medik., com cerca de 3 espécies, nativas da Europa e do sudoeste da Ásia, mas com uma espécie naturalizada em múltiplas regiões do mundo;
  - Catolobus (C.A.Mey.) Al-Shehbaz, que inclui apenas uma espécie:
    - Catolobus pendula (L.) Al-Shehbaz (sin.: Arabis pendula L.), nativa do leste da Europa, Sibéria, Ásia Central e Extremo Oriente;

  - Chrysochamela (Fenzl) Boiss., com cerca de 4 espécies, nativas da Rússia e Ásia Menor;
  - Crucihimalaya Al-Shehbaz, O’Kane & R.A.Price (sin.: Beringia R.A.Price, Al-Shehbaz & O'Kane), com cerca de 9 espécies, nativas da Ásia Central, do sudoeste da Ásia, da região dos Himalaias, China, Rússia e Mongólia;
  - Neslia Desv. (sin.: Vogelia Med.), com apenas uma espécie (alguns autores aceitam 2 espécies):
    - Neslia paniculata (L.) Desv. (sin.: Myagrum paniculatum L.), nativa do Norte de África e da Eurásia;

  - Olimarabidopsis Al-Shehbaz, O’Kane & R.A.Price, com cerca de 3 espécies, nativas do leste da Europa, sudoeste da Ásia, Ásia Central e China;
  - Pachycladon Hook.f. (sin.: Cheesemania O.E.Schulz, Ischnocarpus O.E.Schulz), com cerca de 10 espécies, nativas da Nova Zelândia;
  - Pseudoarabidopsis Al-Shehbaz, O’Kane & R.A.Price, que inclui apenas uma espécie:
    - Pseudoarabidopsis toxophylla (M.Bieb.) Al-Shehbaz, O'Kane & R.A.Price (sin.: Arabis toxophylla M.Bieb.), nativa do Afeganistão, do oeste da China, Cazaquistão e Rússia;

  - Stenopetalum R.Br. ex DC., com cerca de 10 espécies, com distribuição natural restrita à Austrália;
  - Transberingia Al-Shehbaz & O'Kane, que inclui apenas uma espécie:
    - Transberingia bursifolia (DC.) Al-Shehbaz & O’Kane, com distribuição natural no noroeste da América do Norte e nordeste da Ásia.

  - Turritis L., com apenas duas espécies, nativas do Norte de África, Eurásia e América do Norte;
- Tribo Cardamineae Dum. — que inclui 12 a 17 géneros com cerca de 340 espécies:
  - Andrzeiowskia Rchb., que inclui apenas uma espécie:
    - Andrzeiowskia cardamine Rchb., nativa da Bulgária, Grécia, Turquia, Síria e Líbano;.

  - Aplanodes Marais, com 2 espécies, nativas do sul da África;
  - Armoracia G.Gaertn., B.Mey. & Scherb., com 2 até 3 espécies, com distribuição natural na Eurásia, entre as quais:
    - Armoracia rusticana G.Gaertn., B.Mey. & Scherb.;

  - Barbarea W.T.Aiton (sin.: Campe Dulac), com cerca de 25 espécies, nativas da Europa até ao sueste da Ásia, América do Norte e com 2 espécies na Austrália;
  - Bivonaea DC., que inclui apenas uma espécie:
    - Bivonaea lutea (Biv.) DC., com distribuição natural na Sardenha, Sicília e ilhas vizinhas;

  - Cardamine L. (incluindo Dentaria L., Dracamine Nieuwl., Heterocarpus Phil., Iti Garn.-Jones & P.N.Johnson, Loxostemon Hook. f. & Thomson e Porphyrocodon Hook.f., com cerca de 200 espécies e distribuição cosmopolita;
  - Iodanthus (Torr. & A.Gray) Steud., que inclui apenas uma espécie:
    - Iodanthus pinnatifidus (Michx.) Steud., nativa dos Estados Unidos;

  - Leavenworthia Torr., com cerca de 8 espécies, nativas do sul e sudoeste dos Estados Unidos;
  - Nasturtium W.T.Aiton, com cerca de 5 espécies, nativa do Hemisfério Norte, naturalizada em vastas regiões de todo o mundo;
  - Ornithocarpa Rose, com apenas duas espécies, que ocorrem no México;
  - Planodes Greene, com apenas duas espécies, nativas da América do Norte;
  - Roripella (Maire) Greuter & Burdet (frequentemente incluído em Rorippa Scop.), que inclui apenas uma espécie:
    - Roripella atlantica (Ball) Greuter & Burdet, nativa de Marrocos.[16]

  - Rorippa Scop. (sin.: Trochiscus O.E.Schulz), com cerca de 86 espécies e distribuição cosmopolita;
  - Selenia Nutt., com cerca de 5 espécies, nativas do centro e sudoeste dos Estados Unidos e do nordeste do México;
  - Sisymbrella Spach, com apenas duas espécies nativas da Região Mediterrânica;
  - Subularia L., com apenas duas espécies, nativas da América do Norte, Europa e África.
- Tribo Chorisporeae Ledeb. — com 4 ou 5 géneros e cerca de 47 espécies:
  - Chorispora R.Br. ex DC., com cerca de 11 espécies, nativas da Eurásia e Norte de África;
  - Diptychocarpus Trautv., que inclui apenas uma espécie:
    - Diptychocarpus strictus (Fisch. ex M.Bieb.) Trautv., nativa do Afeganistão e da região do Mar Cáspio;

  - Litwinowia Woronow, que inclui apenas uma espécie:
    - Litwinowia tenuissima (Pall.) Woronow ex Pavlov, nativa de Ásia;

  - Parrya R.Br. (incluindo Achoriphragma Soják, Neuroloma Andrz. ex DC.), com 25 até 30 espécies, nativas da América do Norte e Ásia;[12]
  - Pseudoclausia Popov (incluído por alguns autores em Parrya), com cerca de 9 espécies, nativas da Ásia Central.[12]
- Tribo Cochlearieae Buchenau — que inclui apenas um género:
  - Cochlearia L. (sin.: Cochleariopsis Á.Löve & D.Löve, Glaucocochlearia (O.E.Schulz) Pobed., Ionopsidium Rchb., Pseudosempervivum (Boiss.) Grossh.), com cerca de 21 espécies, nativas da Eurásia, do noroeste da África e do norte da América do Norte.
- Tribo Conringieae D.A.German & Al-Shehbaz[17] — com apenas 2 géneros e cerca de 9 espécies:
  - Conringia Heist. ex Fabr., que inclui cerca de 6 espécies, nativas de Região do Mediterrâneo e da Europa até à Ásia Central, entre as quais:
    - Conringia orientalis (L.) Dumort.;

  - Zuvanda (F.Dvořák) Askerova, com apenas 3 espécies, nativas do sudoeste da Ásia.[12]
- Tribo Cremolobeae R.Br. — que inclui apenas 2 géneros:
  - Cremolobus DC., com cerca de 7 espécies, nativas dos Andes;[12]
  - Menonvillea DC., com cerca de 22 espécies, nativas da Argentina e Chile.[12]
- Tribo Descurainieae Al-Shehbaz, Beilstein & E.A.Kellogg — que inclui cerca de 6 géneros e cerca de 60 espécies:[27]
  - Descurainia Webb & Berthel., que inclui cerca de 47 espécies, entre as quais:
    - Descurainia sophia (L.) Prantl;

  - Hornungia Rchb. (sin.: Hutchinsia W.T.Aiton, Hutchinsiella O.E.Schulz, Hymenolobus Nutt., Microcardamum O.E.Schulz, Pritzelago Kuntze)[28] com apenas 3 espécies, nativas da Europa e da Região do Mediterrâneo, entre as quais:
    - Hornungia alpina (L.) R. Br.;
    - Hornungia petraea (L.) Rchb.;

  - Ianhedgea Al-Shehbaz & O'Kane, que inclui apenas uma espécie:
    - Ianhedgea minutiflora (Hook. f. & Thomson) Al-Shehbaz & O'Kane, nativa de Chile;

  - Robeschia Hochst. ex O.E.Schulz, que inclui apenas uma espécie:
    - Robeschia schimperi (Boiss.) O.E.Schulz, endémica na Península do Sinai;

  - Trichotolinum O.E.Schulz, que inclui apenas uma espécie:
    - Trichotolinum deserticola (Speg.) O.E.Schulz, nativa de Argentina;

  - Tropidocarpum Hook. (incluindo Agallis Phil. e Twisselmannia Al-Shehbaz), que inclui cerca de 4 espécies, nativas da Califórnia e México, mas e com um espécie no Chile.
- Tribo Dontostemoneae Al-Shehbaz & Warwick — que inclui apenas 3 géneros e cerca de 28 espécies:[14]
  - Clausia Korn.-Trotzky ex Hayek, com cerca de 6 espécies, nativas do leste da Europa até à Ásia Central;[12]
  - Dontostemon Andrz. ex C.A.Mey., com cerca de 12 espécies, nativas da China, da Rússia asiática e da Mongólia;
  - Pseudoclausia Popov, com cerca de 10 espécies, nativas da Ásia Central.[12]
- Tribo Erysimeae Dum.[17] — com apenas um género:
  - Erysimum L. (sin.: Acachmena H.P.Fuchs, Cheiranthus L., Cheirinia Link, Cuspidaria (DC.) Besser, Dichroanthus Webb & Berthel., Syrenia Andrz. ex Besser, Zederbauera H.P.Fuchs), presentemente agrupando entre 150 e 223 espécies, nativas do Hemisfério Norte, entre as quais:
    - Erysimum bicolor (Hornem.) DC.;
    - Goldlack (Erysimum cheiri (L.) Crantz, sin.: Cheiranthus cheiri L.)
    - Acker-Schöterich (Erysimum cheiranthoides L.)
- Tribo Euclidieae DC.:[29] — integra de 13 a 25 géneros e cerca de 115 a 150 espécies, nativas da Eurásia e leste da África, mas com 2 géneros na América do Norte:
  - Atelanthera Hook.f. & Thomson, que inclui apenas uma espécie:
    - Atelanthera perpusilla Hook. f. & Thomson, nativa da China, Afeganistão, Paquistão, Caxemira e Tadjiqistão;[15]

  - Braya Sternb. & Hoppe, com 6 a 17 espécies, com distribuição circumpolar no Holártico e nas regiões alpinas, subárticas ou regiões temperadas da Eurásia e América do Norte;[15] entre as quais:
    - Braya alpina Sternb. & Hoppe, um endemismo dos Alpes orientais da Áustria e Itália;[30]

  - Catenulina Soják, que inclui apenas uma espécie:
    - Catenulina hedysaroides (Botsch.) Soják, nativa da Ásia Central;[12]

  - Cryptospora Kar. & Kir., com cerca de 3 espécies, nativas da Ásia Central;[12]
  - Cymatocarpus O.E.Schulz, com cerca de 3 espécies, nativas da Transcaucásia até Ásia Central.[12]
  - Dichasianthus Ovcz. & Yunusov (por vezes em Neotorularia Hedge & J.Leonard), que inclui apenas uma espécie:
    - Dichasianthus subtilissimus (Popov) Ovcz. & Yunusov, nativa da Ásia Central;[12]

  - Dilophia Thomson, com cerca de 2 espécies, nativas da Ásia Central até ao oeste da China;[12]
  - Euclidium W.T.Aiton, que inclui apenas uma espécie:
    - Euclidium syriacum (L.) R.Br., nativo do leste da Europa até à Ásia Centra, naturalizado na Austrália e América do Norte;

  - Lachnoloma Bunge, que inclui apenas uma espécie:
    - Lachnoloma lehmannii Bunge, nativa do sudoeste da Ásia à Ásia Central;[12]

  - Leiospora (C.A.Mey.) A.N.Vassiljeva, que inclui cerca de 6 espécies.
  - Lepidostemon Hook. f. & Thomson (sin.: Chrysobraya H.Hara), com cerca de 5 espécies, nativas do Nepal, Sikkim, Butão e China (na China ocorrem 3 espécies, das quais 2 são endemismos);[15]
  - Leptaleum DC., que inclui apenas uma espécie:
    - Leptaleum filifolium (Willd.) DC., nativa do leste da Região do Mediterrâneo até à Ásia Central e Baluchistan;[12]

  - Neotorularia Hedge & J.Léonard, com cerca de 11 espécies, que ocorrem desde a Região do Mediterrâneo até à Ásia Central e ao Afeganistão;
  - Octoceras Bunge, que inclui apenas uma espécie:
    - Octoceras lehmannianum Bunge, nativa do Irão e do Afeganistão;[12]

  - Phaeonychium O.E.Schulz (por vezes incluído em Solms-Laubachia), com cerca de 7 espécies, nativas da região que vai da Ásia Central até aos Himalaias;[12]
  - Pycnoplinthopsis Jafri, que inclui apenas uma espécie:
    - Pycnoplinthopsis bhutanica Jafri, nativa de Xizang, Butão, Nepal, Sikkim e Índia;[15]

  - Pycnoplinthus O.E.Schulz, que inclui apenas uma espécie:
    - Pycnoplinthus uniflora (Hook. f. & Thomson) O.E.Schulz, nativa de China (províncias de Gansu, Qinghai, Xinjiang), Caxemira e Tibete, em altitudes entre 3600 e 5200 m;[15]

  - Rhammatophyllum O.E.Schulz, com cerca de 10 espécies, nativas da Ásia Central;[12]
  - Shangrilaia Al-Shehbaz et al., que inclui apenas uma espécie:
    - Shangrilaia nana Al-Shehbaz, J.P.Yue & H.Sun, endémica em Yunnan;[12]

  - Sisymbriopsis Botsch. & Tzvelev, com cerca de 5 espécies, que ocorrem no Tadjiquistão e na China;[12]
  - Solms-Laubachia Muschl.(incluindo Desideria Pamp.), com de 9 até 26 espécies, nativas da Ásia;[12]
  - Spryginia Popov, que inclui cerca de 7 espécies, nativas da Ásia Central;[12]
  - Streptoloma Bunge, com 1-2 espécies, nativas da região que vai da Ásia Central ao Afeganistão,[12] entre as quais:
    - Streptoloma sumbarense (Lipsky) Botsch.;

  - Strigosella Boiss. (por vezes incluído em Malcolmia), que inclui cerca de 23 espécies;
  - Tetracme Bunge, com cerca de 10 espécies, que ocorrem desde o leste da região do Mediterrâneo até à Ásia Central e ao Baluchistão.[12]
- Tribo Eudemeae — integra cerca de 4 géneros, nativos da América do Sul:[11]
  - Brayopsis Gilg & Muschl., com cerca de 6 espécies, que ocorrem nos Andes;[12]
  - Delpinophytum Speg., que inclui apenas uma espécie:
    - Delpinophtum patagonicum (Speg.) Speg., nativa da Patagónia;

  - Eudema Humb. & Bonpl. (sin.: Endemal Pritz. orth. var., Pycnobolus Willd. ex O.E.Schulz), com cerca de 7 espécies, nativas da América do Sul;
  - Xerodraba Skottsb. (sin.: Skottsbergianthus Boelcke, Skottsbergiella Boelcke), que inclui cerca de 7 espécies.
- Tribo Eutremeae Al-Shehbaz, Beilstein & E.A.Kellogg[31] — que inclui apenas 2 géneros:[11]
  - Eutrema R.Br. (sin.: Esquiroliella H.Lév., Glaribraya H.Hara, Martinella H.Lév., Neomartinella Pilg., Platycraspedum O.E.Schulz, Taphrospermum C.A.Mey., Thellungiella O.E.Schulz, Wasabia Matsum.), com cerca de 26 espécies, nativas do centro e leste da Ásia (Himalaias) e América do Norte;
  - Pegaeophyton Hayek & Hand.-Mazz., com cerca de 6 espécies, que ocorrem na Índia, Caxemira, Paquistão, Sikkim, Butão, Nepal, Myanmar e China (4 espécies).
- Tribo Halimolobeae Al-Shehbaz, Beilstein & E.A.Kellogg[32] — que integra cerca de 5 géneros com cerca de 39 espécies, apenas distribuídas pelo Novo Mundo, com centros de diversidade nos Andes e no norte e centro do México:[33]
  - Exhalimolobos Al-Shehbaz & C.D.Bailey, que inclui cerca de 9 espécies, nativas do México até à América do Sul;
  - Halimolobos Tausch, com cerca de 8 espécies, que ocorrem no sul dos Estados Unidos;
  - Mancoa Wedd. (sin.: Hartwegiella O.E.Schulz, Poliophyton O.E.Schulz), com cerca de 8 espécies, nativas do Neotrópico;[12]
  - Pennellia Nieuwl., com cerca de 10 espécies, todas das Américas;
  - Sphaerocardamum S.Schauer, com cerca de 4 espécies, que ocorrem apenas no México.
- Tribo Heliophileae DC. (Al-Shehbaz et al. 2006) — que inclui apenas um género:
  - Heliophila Burm. f. ex L., com cerca de 80 espécies, que ocorrem apenas na região Capensis (África do Sul).
- Tribo Hesperideae Prantl — que inclui apenas 1-2 géneros:
  - Hesperis L. (sin.: Diplopilosa F.Dvorák, Micrantha F.Dvorák), com cerca de 46 espécies, nativas da Eurásia;
  - Neotchihatchewia Rauschert, que inclui apenas uma espécie:
    - Neotchihatchewia isatidea (Boiss.) Rauschert (sin.: Tchihatchewia isatidea Boiss.), endémica da Turquia[16] e talvez da Arménia;
- Tribo Iberideae Webb & Berthelot — que inclui apenas 2 géneros e cerca de 30 espécies, todas da Eurásia e África:[34]
  - Iberis L., com cerca de 27 espécies, nativas da Europa, Médio Oriente e Norte de África;
  - Teesdalia W.T.Aiton, com cerca de 3 espécies, nativas da Europa, Médio Oriente e África, mas naturalizadas em diversas regiões temperadas do mundo.
- Tribo Isatideae DC. — que inclui de 2 a 9 géneros e mais de 65 espécies:
  - Boreava Jaub. & Spach, que inclui apenas uma espécie:
    - Boreava orientalis Jaub. & Spach, nativa da Turquia, da Síria e do Irão;[12]

  - Chartoloma Bunge, que inclui apenas uma espécie:
    - Chartoloma platycarpum (Bunge) Bunge, nativa da Ásia Central;[12]

  - Glastaria Boiss., que inclui apenas uma espécie:
    - Glastaria glastifolia (DC.) Kuntze, nativa da Turquia, da Síria e do Iraque;[12]

  - Isatis L., com cerca de 64 espécies, nativas do Europa e da Região do Mediterrâneo até à Ásia Central;[12]
  - Myagrum L., que inclui apenas uma espécie:
    - Myagrum perfoliatum L., nativo da Europa e da Região do Mediterrâneo até à Índia, naturalizado na Austrália;[12]

  - Pachypterygium Bunge, com cerca de 3 espécies, nativas da Ásia Central até ao Irão e Afeganistão;[12]
  - Sameraria Desv., com cerca de 9 espécies, nativas do sudoeste da Ásia até à Ásia Central e Afeganistão;[12]
  - Schimpera Hochst. & Steud. ex Endl., que inclui apenas uma espécie:
    - Schimpera arabica Hochst. & Steud., nativa da Ásia Menor e Médio Oriente;

  - Tauscheria Fisch. ex DC., que inclui apenas uma espécie:
    - Tauscheria lasiocarpa Fisch., nativa dos Himalaias e da região do Mar Cáspio.
- Tribo Kernereae — que inclui apenas 2 géneros, ambos nativos da Europa:
  - Kernera Medik., que inclui de 1 até 4 espécies, entre as quais:
    - Kernera saxatilis (L.) Sweet;

  - Rhizobotrya Tausch, que inclui apenas uma espécie:
    - Rhizobotrya alpina Tausch, um endemismo das montanhas dos Dolomitas, no Tirol do Sul.
- Tribo Lepidieae DC. — que inclui cerca de 4 a 6 géneros e mais de 230 espécies:
  - Acanthocardamum Thell., que inclui apenas uma espécie:
    - Acanthocardamum erinaceum (Boiss.) Thell., nativa do Irão;

  - Cyphocardamum Hedge, que inclui apenas uma espécie:
    - Cyphocardamum aretioides Hedge, nativa do Afeganistão;

  - Lepidium L. (incluindo Cardaria Desv. e Coronopus Zinn, Hymenophysa C.A.Mey., Lepicochlea Rojas Acosta, Nasturtiastrum (Gren. & Godr.) Gillet & Magne, Neolepia W.A.Weber, Papuzilla Ridl., Physolepidion Schrenk, Semetum Raf., Sprengeria Greene, Stroganowia Kar. & Kir.), presentemente com mais de 200 espécies;
  - Lithodraba Boelcke, que inclui apenas uma espécie:
    - Lithodraba mendocinensis (Hauman) Boelcke, nativa da Argentina;

  - Stubendorffia Schrenk ex Fisch. et al., com cerca de 8 espécies, que ocorrem na Ásia Central e Afeganistão;
  - Winklera Regel (sin.: Uranodactylus Gilli), com apenas 3 espécies, nativas na região que vai do sudoeste da Ásia até à Ásia Central.[12]
- Tribo Lunarieae Dum.[35] — com um único género:
  - Lunaria L., com apenas 3 espécies, nativas da Europa, naturalizadas em diversas regiões temperadas de todo o mundo (por exemplo na América do Norte e na América do Sul).
- Tribo Megacarpaeeae Kamelin ex D.A.German[36] — que inclui apenas 2 géneros, com distribuição centrada na Ásia Central:
  - Megacarpaea DC., que inclui cerca de 9 espécies, nativas da da região que vai da Europa até à Ásia Central, China e Himalaias;
  - Pugionium Gaertn.:,[37] cujas únicas 3 espécies ocorrem na China (2 espécies), Mongólia e regiões vizinhas da Rússia.[15]
- Tribo Microlepidieae — que inclui apenas 2 géneros com 3 espécies:
  - Carinavalva Ising, que inclui apenas uma espécie:
    - Carinavalva glauca Ising, nativa do sul da Austrália;

  - Microlepidium F.Muell., com apenas duas espécies, que ocorrem na Austrália.
- Tribo Noccaeeae Al-Shehbaz, Beilstein & E.A.Kellogg — que inclui 3 géneros com cerca de 90 espécies,[38] todas do Hemisfério Norte:
  - Microthlaspi F.K.Mey., com cerca de 4 espécies, nativas da Eurásia e Norte de África, entre as quais:
    - Microthlaspi perfoliatum (L.) F.K.Mey., espécie naturalizada na América do Norte;[26]

  - Neurotropis (DC.) F.K.Mey., com 3 espécies com distribuição natural na Eurásia;
  - Noccaea Moench (sin.: Brossardia Boiss.), com cerca de 80 espécies, nativas da Eurásia e Norte de África, da América do Norte e México e da Patagónia;[26][39] entre as quais:
    - Noccaea caerulescens (J. Presl & C. Presl) F.K.Mey.;
    - Noccaea caerulescens subsp. sylvestris (Jord.) F.K.Mey.;
    - Noccaea montana (L.) F.K.Mey.;
    - Noccaea rotundifolia (L.) Moench.
- Tribo Notothlaspideae — que inclui apenas um género com 2 espécies:
  - Notothlaspi Hook.f., com apenas duas espécies, que ocorrem apenas na Nova Zelândia.
- Tribo Oreophytoneae — que inclui apenas 2 géneros:
  - Murbeckiella Rothm., com cerca de 5 espécies, nativas do Argélia e do sudoeste da Europa até ao Cáucaso;
  - Oreophyton O.E.Schulz, que inclui apenas uma espécie:
    - Oreophyton falcatum (Hochst. ex A.Rich.) O.E.Schulz, nativa do leste e nordeste da África.
- Tribo Physarieae B.L.Robinson — com a maioria dos géneros nativos da América do Norte, mas com alguns (Physaria) nativos da América do Sul; apenas uma espécie com distribuição no Canadá e Alaska se estende até às regiões árcticas da Rússia. A tribo inclui cerca de 7 - 8 géneros com mais de 130 espécies:
  - Dimorphocarpa Rollins (por vezes incluído em Dithyrea Harv.), com cerca de 4 espécies, nativas da América do Norte;[12]
  - Dithyrea Harv., com apenas duas espécies, nativas de sudoeste América do Norte;[12]
  - Lesquerella S.Watson (por vezes fundido com Physaria (Nutt. ex Torr. & A.Gray) A.Gray), que inclui pelo menos 4 espécies;
  - Lyrocarpa Hook. & Harv., com apenas 3 espécies, nativas da Califórnia e México;[12]
  - Nerisyrenia Greene, com cerca de 9 espécies, nativas de sul da América do Norte;[12]
  - Paysonia O'Kane & Al-Shehbaz (por vezes incluído em Lesquerella S.Watson), com cerca de 8 espécies, nativas do sudoeste dos Estados Unidos;[12]
  - Physaria (Nutt. ex Torr. & A.Gray) A.Gray, com cerca de 105 espécies, nativas do oeste da América do Norte;[12]
  - Synthlipsis A.Gray, com apenas duas espécies, nativas do sul da América do Norte.[12]
- Tribo Schizopetaleae R.Br. — que inclui apenas 2 (ou cerca de 6, ou cerca de 28 géneros consoante os autores, neste último caso incluindo géneros da tribo Thelypodieae):
  - Mathewsia Hook. & Arn., com cerca de 7 espécies, nativas do sul do Peru e do norte do Chile;[12]
  - Schizopetalon Sims, com cerca de 10 espécies, nativas do Chile e das regiões vizinhas da Argentina.[12]
- Tribo Scoliaxoneae Al-Shehbaz & S.I.Warwick — com um único género:[40]
  - Scoliaxon Payson, que inclui apenas uma espécie:
    - Scoliaxon mexicanus (S.Watson) Payson, nativa do nordeste México.
- Tribo Sisymbrieae DC. — que inclui apenas um género:
  - Sisymbrium L. (sin.: Alaida F.Dvorák, Dimitria Ravenna, Dimorphostemon Kitag., Lycocarpus O.E.Schulz, Mostacillastrum O.E.Schulz, Pachypodium Webb & Berthel., Phlebiophragmus O.E.Schulz, Schoenocrambe Greene, Velarum Rchb.), com cerca de 40 espécies, principalmente na Eurásia e África do Sul, mas com uma espécie no oeste da América do Norte.
- Tribo Smelowskieae — que inclui apenas um género:
  - Smelowskia C.A.Mey. (sin.: Ermania Cham., Gorodkovia Botsch. & Karav., Hedinia Ostenf., Hediniopsis Botsch. & V.V.Petrovsky, Melanidion Greene, Redowskia Cham. & Schltdl., Sinosophiopsis Al-Shehbaz, Sophiopsis O.E.Schulz), com cerca de 25 espécies, nativas do Extremo Oriente e do oeste da América do Norte.[12]
- Tribo Thelypodieae Prantl — que inclui de 27 até 28 géneros, com cerca de 215 espécies, maioritariamente nativas das Américas:[11][40][41][42]
  - Caulanthus S.Watson (sin.: Guillenia Greene, Microsisymbrium O.E.Schulz, Stanfordia S.Watson), com cerca de 17 espécies, que ocorrem no oeste dos Estados Unidos e no noroeste do México;[42]
  - Catadysia O.E.Schulz, que inclui apenas uma espécie:
    - Catadysia rosulans O.E.Schulz, nativa do Peru;

  - Chaunanthus O.E.Schulz (sin.: Stanfordia S.Watson), com cerca de 4 espécies, nativas do México.[12]
  - Chilocardamum O.E.Schulz, com cerca de 4 espécies, que ocorrem na Argentina e Chile;
  - Chlorocrambe Rydb., que inclui apenas uma espécie:
    - Chlorocrambe hastata (S.Watson) Rydb., nativa do oeste dos Estados Unidos (Idaho, Oregon e Utah), em altitudes entre os 1500 e 2800 m;[42]

  - Coelophragmus O.E.Schulz, que inclui apenas uma espécie:
    - Coelophragmus auriculatus (A.Gray) O.E.Schulz, nativa do Texas e dos estados mexicano de  Chihuahua, Coahuila, Durango, Nuevo León, San Luis Potosí e Zacatecas;[42]

  - Dictyophragmus O.E.Schulz, que inclui cerca de 3 espécies, nativas da América do Sul;
  - Dryopetalon A.Gray (sin.: Rollinsia Al-Shehbaz), com 7 até 8 espécies, nativas do sudoeste dos Estados Unidos e do norte do México;[42]
  - Englerocharis Muschl., com 3 espécies, que apenas ocorrem no Peru e Bolívia;
  - Eremodraba O.E.Schulz, com apenas duas espécies, que ocorrem apenas a média altitude nos desertos do sul do Peru e do norte do Chile;
  - Hesperidanthus (B.L.Rob.) Rydb. (sin.: Thelypodium subg. Hesperidanthus B.L.Robinson, Caulostramina Rollins, Glaucocarpum Rollins), que inclui cerca de 5 espécies, que ocorrem no oeste dos Estados Unidos e no norte do México;[42]
  - Ivania O.E.Schulz, com duas espécies, que ocorrem apenas no Chile;[43]
  - Mostacillastrum O.E.Schulz, que inclui cerca de 17 espécies da América do Sul;
  - Neuontobotrys O.E.Schulz, que inclui cerca de 11 espécies da América do Sul;
  - Parodiodoxa O.E.Schulz, que inclui apenas uma espécie:[44]
    - Parodiodoxa chionophila (Speg.) O.E.Schulz, endémica no noroeste da Argentina;

  - Phlebolobium O.E.Schulz, que inclui apenas uma espécie:
    - Phlebolobium maclovianum (d'Urv.) O.E.Schultz., um endemismo das ilhas Falkland;

  - Phravenia S.I.Warwick, Sauder & Al-Shehbaz, que inclui apenas uma espécie:
    - Phravenia viereckii (O.E.Schulz) Warwick, Sauder & Al-Shehbaz, nativa do México;

  - Polypsecadium O.E.Schulz, com cerca de 15 espécies, nativas da América do Sul, da Colômbia até à Patagónia;
  - Pringlea W.Anderson ex Hook. f., que inclui apenas uma espécie:
    - Pringlea antiscorbutica R.Br. ex Hook. f., endémica de algumas ilhas subantárcticas do Oceano Índico, entre as quais as ilhas Kerguelen;

  - Romanschulzia O.E.Schulz, com cerca de 14 espécies, nativas do centro e sul do México e da América Central até ao Panamá;[45]
  - Sarcodraba Gilg & Muschl. (sin.: Grammosperma O.E.Schulz,[46] Ateixa Ravenna[11]), com cerca de 4 espécies, todas nativas do sul da América do Sul, em especial da Patagónia;
  - Sibara Greene (sin.: Pterygiosperma O.E.Schulz, Werdermannia O.E.Schulz), com cerca de 12 espécies, das quais 6 nativas da Califórnia e Baixa Califórnia, 6 do norte do Chile e das províncias argentinas de Mendoza e Patagónia;[47]
  - Sibaropsis S.D.Boyd & T.S.Ross, que inclui apenas uma espécie:
    - Sibaropsis hammittii S.D.Boyd & T.S.Ross, nativa das regiões da Califórnia situadas a altitudes entre os 700 e 1100 m;[42]

  - Stanleya Nutt., que inclui cerca de 7 espécies, que ocorrem no centro e oeste dos Estados Unidos;
  - Streptanthella Rydb., que inclui apenas uma espécie:
    - Streptanthella longirostris (S.Watson) Rydb. (sin.: Arabis longirostris S.Watson), nativa do oeste dos Estados Unidos e do noroeste do México;[42]

  - Streptanthus Nutt. (sin.: Agianthus Greene, Cartiera Greene, Disaccanthus Greene, Euklisia (Nuttall ex Torr. & A.Gray) Rydberg, Icianthus Greene, Mesoreanthus Greene, Microsemia Greene, Mitophyllum Greene, Pleiocardia Greene), com cerca de 35 espécies, que ocorrem no centro e oeste dos Estados Unidos e no norte do México;[42]
  - Thelypodiopsis Rydb., com cerca de 10 espécies, que ocorrem no oeste dos Estados Unidos e no norte do México;[42]
  - Thelypodium Endl., com cerca de 16 espécies nativas do oeste e centro-oeste da América do Norte e do norte do México;[42]
  - Thysanocarpus Hook., com cerca de 5 espécies nativas do oeste da América do Norte, incluindo o noroeste do México;[42]
  - Warea Nutt., com cerca de 4 espécies, nativas do sudoeste dos Estados Unidos;[42]
  - Weberbauera Gilg & Muschl., que inclui cerca de 16 espécies, nativas da América do Sul.
- Tribo Thlaspideae DC. — integra de 7 a 10 géneros, com mais de 27 espécies nativas da Eurásia:
  - Alliaria Heist. ex Fabr., com 2 - 3 espécies, nativas do Cáucaso, do sudoeste da Ásia e da Europa, entre as quais:
    - Alliaria petiolata ((M.Bieb.) Cavara & Grande, uma espécie nativa do sudoeste da Ásia e da Europa, naturalizada em muitas regiões temperadas de todo o mundo;

  - Camelinopsis A.G.Mill., que inclui apenas uma (até 2) espécies:
    - Camelinopsis campylopoda (Bornm. & Gauba) A.G. Mill., nativa do Irão e Iraque;

  - Elburzia Hedge, que inclui apenas uma espécie:
    - Elburzia fenestrata (Boiss.) Hedge, nativa do Irão;

  - Graellsia Boiss., com cerca de 8 espécies, nativas na região que vai do Irão até aos Himalaias;
  - Pachyphragma (DC.) Rchb., que inclui apenas uma espécie:
    - Pachyphragma macrophyllum (Hoffm.) N.Busch, nativa do Cáucaso (Arménia);

  - Parlatoria Boiss., com cerca de 3 espécies, que ocorrem no sudoeste da Ásia;
  - Peltaria Jacq., com cerca de 4 espécies, que ocorrem desde Região do Mediterrâneo até à Ásia Central.
  - Peltariopsis (Boiss.) N.Busch, que inclui apenas duas espécies:
    - Peltariopsis grossheimii N.Busch, uma espécie ameaçada que ocorre apenas na parte sul da Transcaucásia;
    - Peltariopsis planisiliqua N.Busch, nativa da Transcaucásia (Azerbaijão, Arménia e Geórgia) e da parte asiática da Turquia;

  - Pseudocamelina (Boiss.) N.Busch, com cerca de 3 espécies, presentes apenas no Irão;
  - Sobolewskia M.Bieb., com cerca de 3 espécies, que ocorrem desde a Região do Mediterrâneo até ao Cáucaso;
  - Thlaspi L., com cerca de 6 espécies, nativas das regiões temperadas da Eurásia.
- Tribo Yinshanieae Al-Shehbaz, Warwick, Mummenh. et M.A.Koch — que inclui apenas um género:
  - Yinshania Ma & Y.Z.Zhao (sin.: Cochleariella Y.H.Zhang & Vogt, Cochleariopsis Y.H.Zhang, Hilliella (O.E.Schulz) Y.H.Zhang & H.W.Li), com cerca de 13 espécies, que ocorrem apenas na China, 12 das quais sendo ali endémicas.[15][48]

#### Géneros emincertae sedis

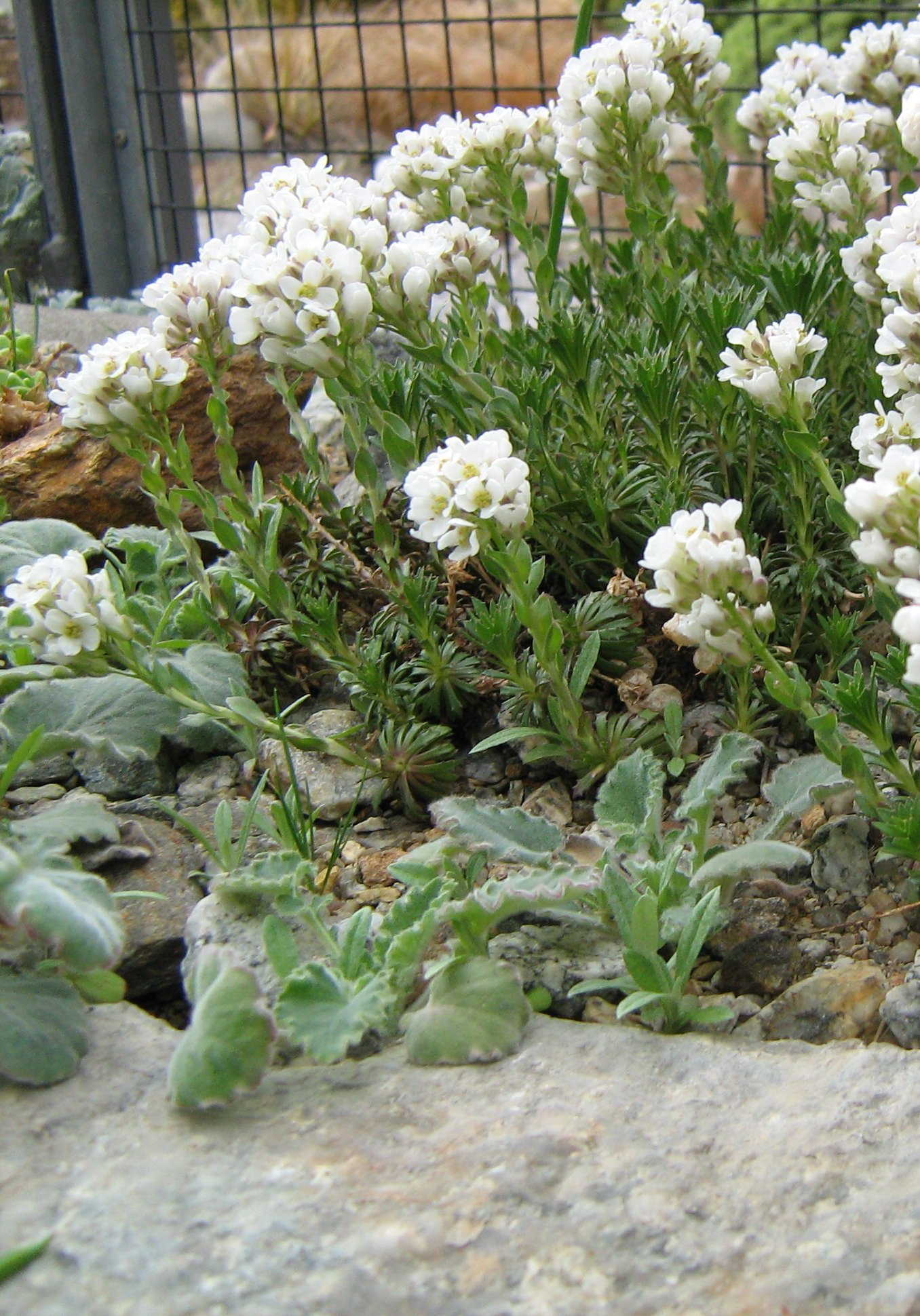
Coluteocarpus vesicaria.

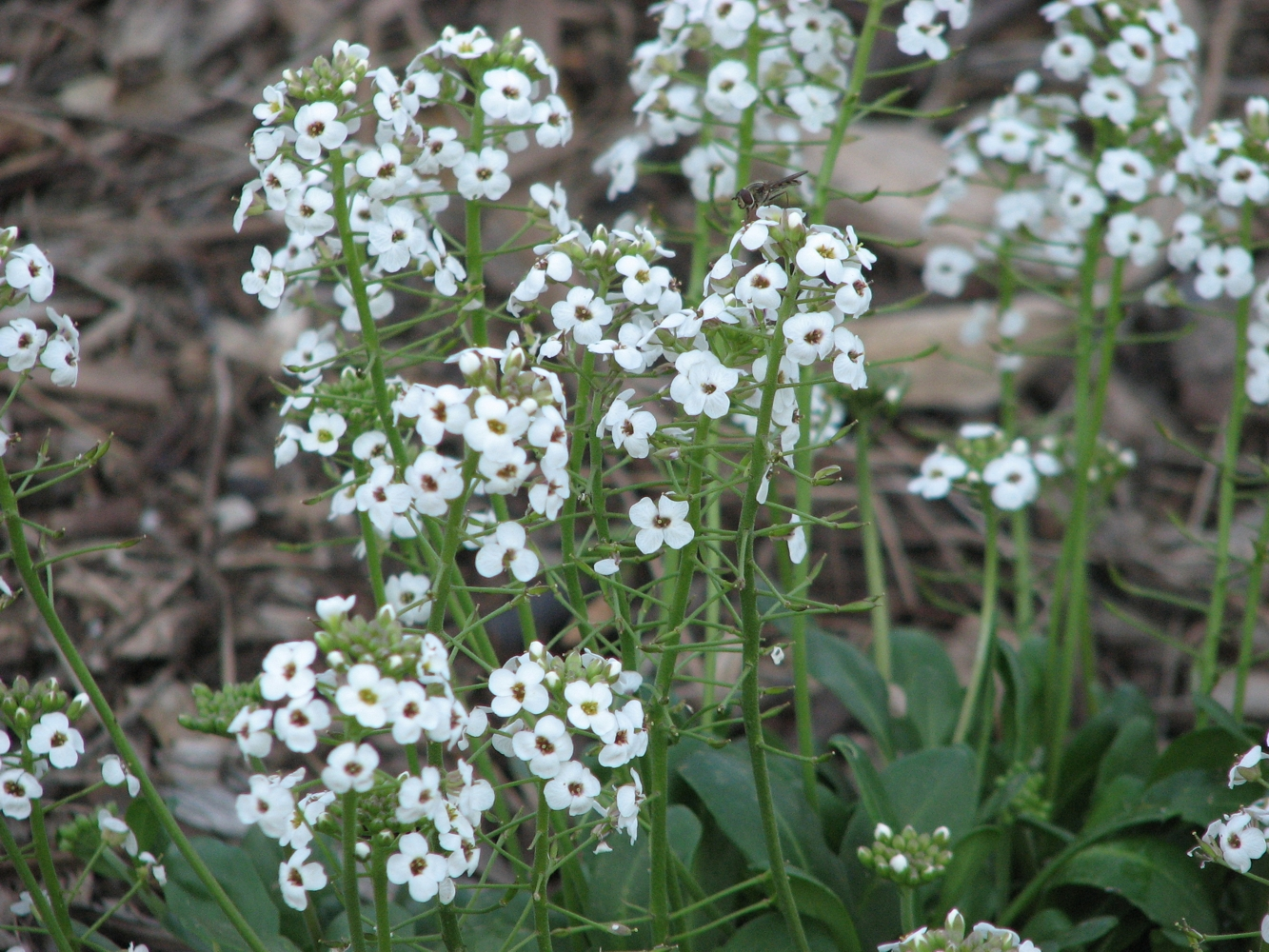
Drabastrum alpestre

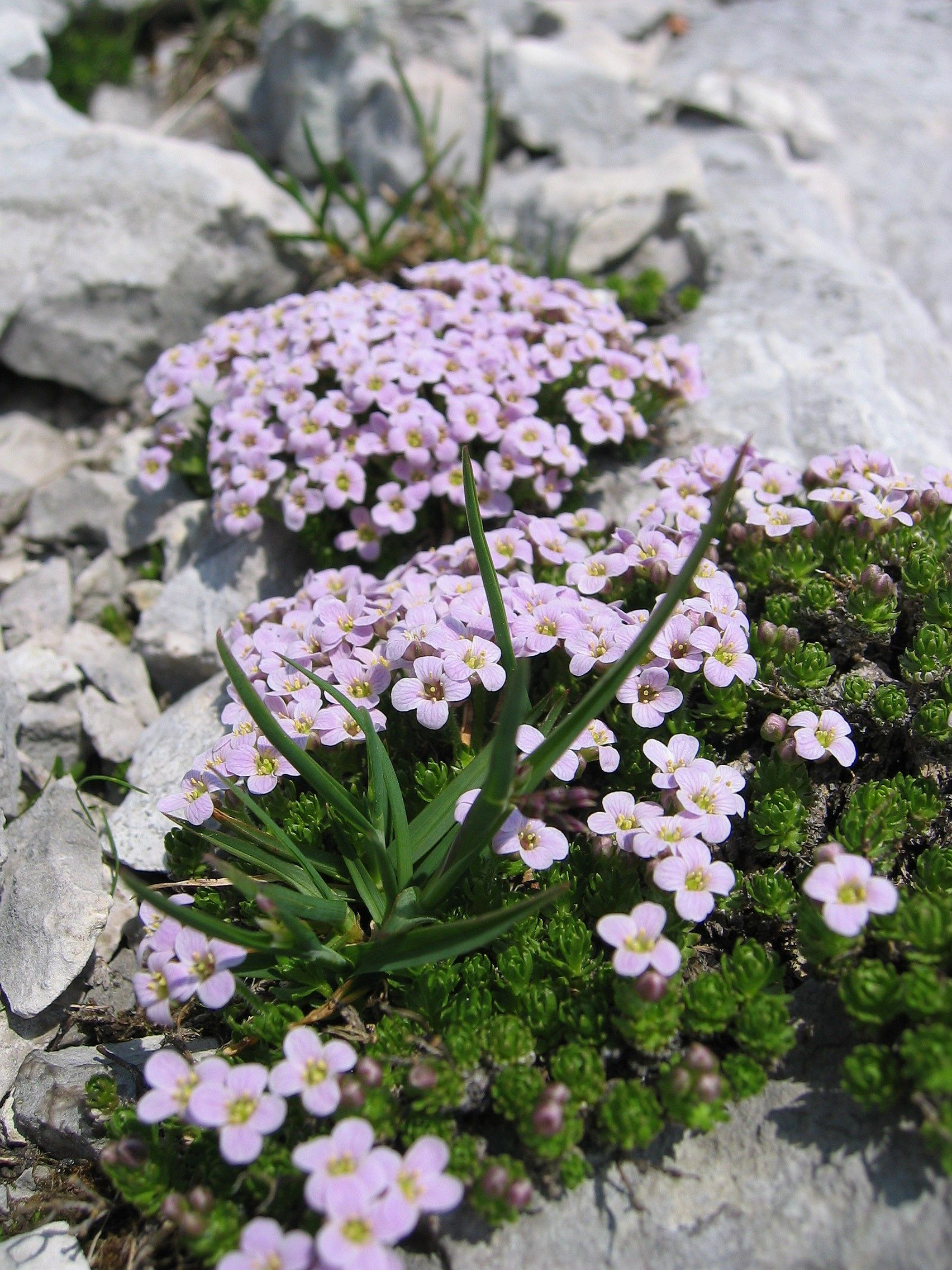
Hábito da Petrocallis pyrenaica.

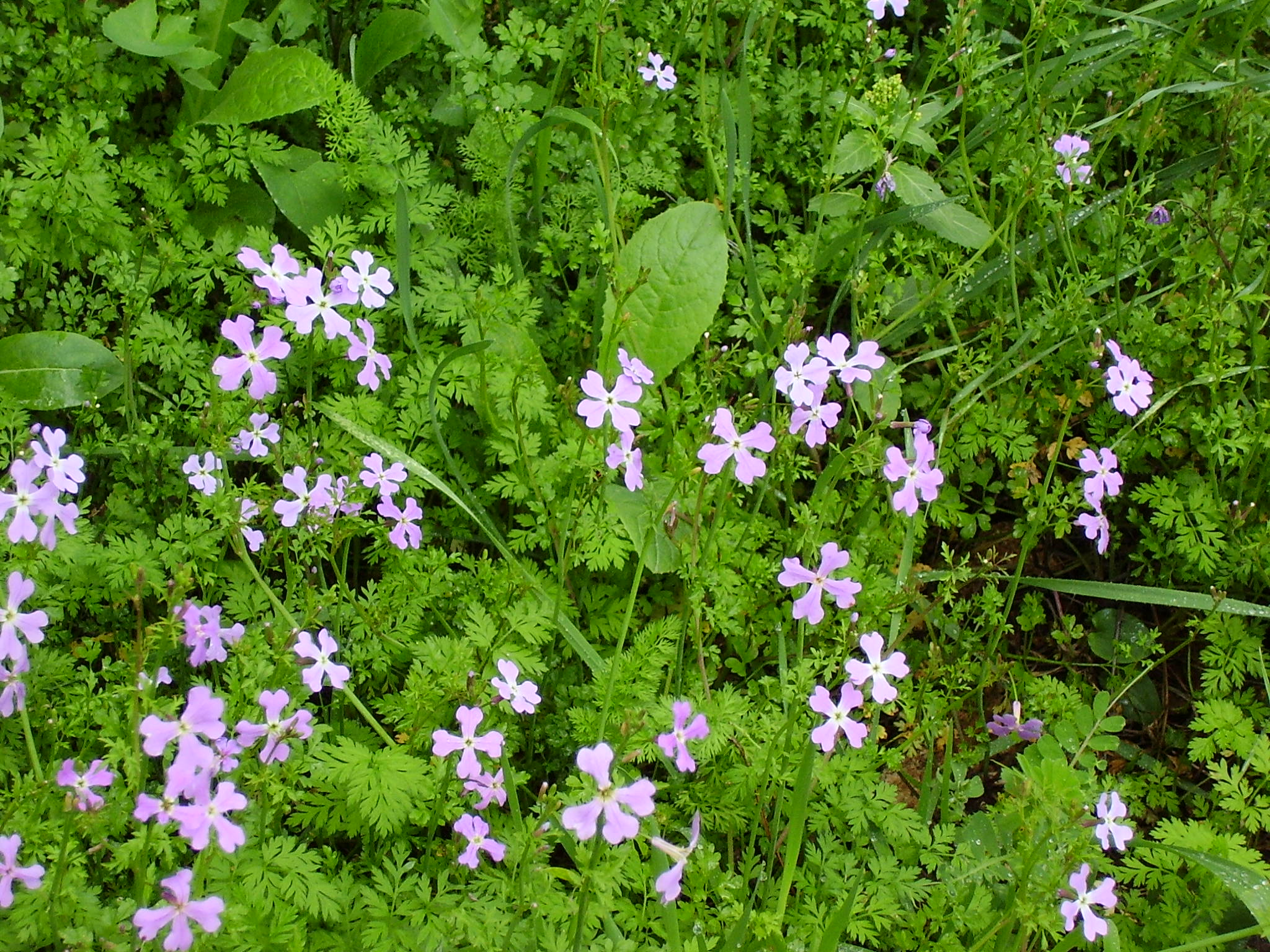
Ricotia lunaria.

- Os seguintes géneros de Brassicaceae ainda não foram integrados numa tribo:
  - Blennodia R.Br., com apenas duas espécies, nativas dos estados de New South Wales, Queensland, Northern Territory e South Australia (Austrália);[24]
  - Chamira Thunb., com apenas a espécie:
    - Chamira circaeoides (L.f.) Zahlbr., nativa da África do Sul;

  - Christolea Cambess. (Koelzia Rech. f.), com apenas duas espécies nativas da China, uma ali endémica, as restantes ocorrendo também no Afeganistão, Paquistão, Caxemira, Nepal e Tadjiquistão.[15]
  - Coluteocarpus Boiss., com 2 espécies nativas da Ásia Menor;
  - Cuphonotus O.E.Schulz, com apenas duas espécies, nativas da Austrália;[24]
  - Dactylocardamum Al-Shehbaz, com apenas a espécie:
    - Dactylocardamum imbricatifolium Al-Shehbaz, nativa da Peru;

  - Dipoma Franch., com apenas a espécie:
    - Dipoma iberideum Franch., que ocorre em altitudes entre 3000 e 4600 m nas províncias de Sichuan e Yunnan (China);[15]

  - Drabastrum (F.Muell.) O.E.Schulz, com apenas a espécie:
    - Drabastrum alpestre (F.Muell.) O.E.Schulz, que ocorre apenas nos estados de New South Wales e Victoria (Austrália);[24]

  - Eurycarpus Botsch., também atribuída a Solms-Laubachia, com apenas duas espécies, ambas nativas da China, uma ali endémica, a outra também ocorrendo na Caxemira;[15]
  - Fourraea Greuter & Burdet, com apenas a espécie:
    - Fourraea alpina (L.) Greuter & Burdet (sin.: Arabis pauciflora (Grimm) Garcke, Arabis brassica (Leers) Rauschert), nativa da Europa, com distribuição natural dos Pirenéus à Itália e do sul da Alemanha aos Cárpatos. A Euro+Med considera o binome como um sinónimo taxonómico de Arabis pauciflora (Grimm) Garcke;[16]

  - Geococcus J.Drumm. ex Harv., com apenas a espécie:
    - Geococcus pusillus J.L.Drumm. ex Harv., nativa dos estados australianos de New South Wales, Victoria, South Australia, Western Australia e Tasmânia;[24]

  - Harmsiodoxa O.E.Schulz, com apenas 3 espécies, nativas da Austrália, mas que não ocorrem na Tasmânia;[24]
  - Heldreichia Boiss., com 1-2 espécies, nativas da Ásia Menor;
  - Hemilophia Franch., com cerca de 5  espécies, nativas do sudoeste da China;
  - Hollermayera O.E.Schulz, com apenas a espécie:
    - Hollermayera valdiviana (Philippi) Ravenna, nativa do Chile;

  - Horwoodia Turrill, com apenas a espécie:
    - Horwoodia dicksoniae Turrill, nativa da Ásia Menor;

  - Idahoa A.Nelson & J.F.Macbr., com apenas a espécie:
    - Idahoa scapigera (Hook.) A.Nelson & J.F.Macbr., nativa da Colúmbia Britânica e do oeste dos Estados Unidos;

  - Irenepharsus Hewson, com apenas 3 espécies, nativas dos estados de New South Wales e Victoria (Austrália);[24]
  - Menkea Lehm., com cerca de 6 espécies, todas nativas da Austrália, onde ocorre em todos os estados com excepção da Tasmânia;[24]
  - Ochthodium DC., com apenas a espécie:
    - Ochthodium aegyptiacum (L.) DC., nativa do Egipto e da parte asiática da Turquia, mas naturalizada na Itália;[16]

  - Onuris Phil., integra cerca de 7 espécies nativas da América do Sul;
  - Pachymitus O.E.Schulz, com apenas a espécie:
    - Pachymitus cardaminoides (F.Muell.) O.E.Schulz, nativa dos estados australianos de New South Wales, Victoria e South Australia.[24]

  - Petrocallis W.T.Aiton, com apenas a espécie:
    - Petrocallis pyrenaica (L.) R.Br., nativa das regiões montanhosas da Europa, nomeadamente dos Pirenéus, dos Alpes e dos Cárpatos;

  - Petroravenia Al-Shehbaz, com apenas a espécie:
    - Petroravenia eseptata Al-Shehbaz, nativa da Argentina;

  - Phlegmatospermum O.E.Schulz, com cerca de 4 espécies, nativas dos estados australianos de New South Wales, Victoria, South Australia e Western Australia;[24]
  - Pseudovesicaria (Boiss.) Rupr., que inclui provavelmente apenas uma espécie:
    - Pseudovesicaria digitata Rupr., nativa da Transcaucásia;

  - Pterygiosperma O.E.Schulz, que inclui provavelmente apenas uma espécie:
    - Pterygiosperma tehuelches (Speg.) O.E.Schulz, nativa do sul da Argentina;[12]

  - Raphanorhyncha Rollins, que inclui provavelmente apenas uma espécie:
  - Raphanorhyncha crassa Rollins, nativa do México;
  - Ricotia L., com cerca de 9 espécies, nativas da região oriental do Mediterrâneo;[16]
  - Scambopus O.E.Schulz, que inclui provavelmente apenas uma espécie:
    - Scambopus curvipes (F.Muell.) O.E.Schulz, nativa do sul e leste da Austrália;[12]

  - Teesdaliopsis (Willk.) Rothm., com apenas a espécie, por vezes incluída em Teesdalia:[7]
    - Teesdaliopsis conferta (Lag.) Rothm., nativa da Península Ibérica.[16]

#### Lista completa dos géneros de Brassicaceae
Segue um índice para a lista completa dos géneros da família: